# Nicaragua
Nicaragua, oficialmente llamado República de Nicaragua, es un país ubicado en América Central. Su capital y ciudad más poblada es Managua, aunque anteriormente era León. Está compuesta por quince departamentos y dos regiones autónomas: Costa Caribe Norte y Costa Caribe Sur. Se ubica en el hemisferio norte, entre la línea ecuatorial y el trópico de Cáncer, aproximadamente entre los 11° y los 15° de latitud norte y respecto al meridiano de Greenwich, entre los 83° y los 88° de longitud oeste.
El territorio de Nicaragua tiene una superficie aproximada de 130 374 km², constituyéndose con ello como el país más extenso de América Central. Nicaragua cuenta con una población de 6 803 886 habitantes (2023). Limita al norte con Honduras, al sur con Costa Rica, al oeste con el océano Pacífico y al este con el mar Caribe. En cuanto a límites marítimos, en el océano Pacífico colinda con El Salvador, Honduras y Costa Rica; mientras que en el mar Caribe colinda con Honduras, Colombia y Costa Rica.[cita requerida]
Son reconocidas las lenguas de los pueblos indígenas originarios como el inglés criollo nicaragüense, misquito, sumu o sumo, garífuna y rama.
Habitado por pueblos precolombinos, la costa del océano Pacífico y parte de la región central del actual territorio de Nicaragua fue conquistado por España en el siglo XVI, donde fue establecida la provincia de Nicaragua, que perteneció al Imperio español (1502-1821), luego al Primer Imperio mexicano (1821-1823), a las Provincias Unidas del Centro de América (1823-1824), y a la República Federal de Centroamérica (1824-1838). Emerge como país independiente en 1838, bajo el nombre de «Estado de Nicaragua» y se empieza a llamar República de Nicaragua, desde 1854.
Respecto a la integración de la llamada Costa de Mosquitos (la antigua provincia de Taguzgalpa) en la República de Nicaragua, en 1860 se firmó el Tratado de Managua (Tratado Zeledón-Wyke) entre Nicaragua y el Reino Unido de Gran Bretaña e Irlanda, por lo cual este renunció a su protectorado misquito y reconoció la soberanía de Nicaragua; mientras que Nicaragua reconoció los derechos de autonomía de los misquitos. Así nació la Reserva Mosquitia. Un año después de firmado el Tratado de Managua, en Bluefields se reunieron 51 witas (alcaldes) y aprobaron la Constitución de la Reserva, inspirada por el cónsul británico y que establecía de manera general leyes inglesas.
La soberanía de Nicaragua fue en realidad una formalidad, hasta que en 1894 la Mosquitia fue reincorporada oficial y concretamente a Nicaragua durante el gobierno de José Santos Zelaya, mediante la llamada Reincorporación de la Mosquitia efectuada por Rigoberto Cabezas, quien debió hacer frente a un intento de restablecer su dominación por parte de los británicos, entre julio y agosto de ese mismo año. Mediante el Tratado Altamirano-Harrison del 19 de abril de 1905, Gran Bretaña reconoció la soberanía absoluta de Nicaragua sobre la costa de Mosquitos, lo que significaba abolir la Reserva Mosquitia, a cambio de garantizar a los nativos exención de impuestos y del servicio militar y garantizarles vivir en sus aldeas y territorios ancestrales según sus costumbres propias.
Nicaragua es un país volcánico y tropical, en su interior alberga también dos grandes lagos: el Xolotlán y el Cocibolca o "Gran lago de Nicaragua".
Según el IDH, a partir del año 1995, Nicaragua ha venido mejorando su nivel de vida.

## Toponimia

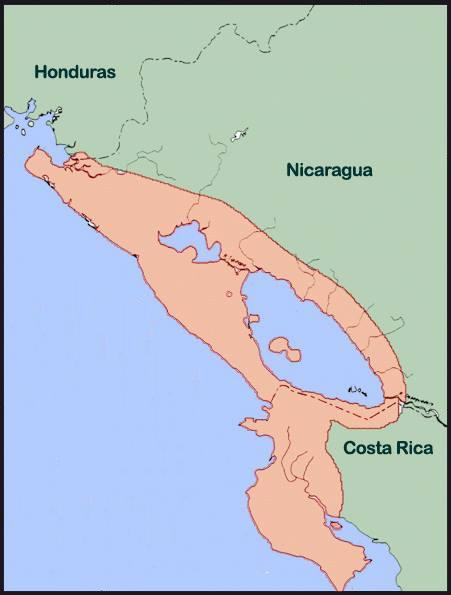
Ubicación de Nicanahuac, el nombre Indígena para el oeste de Nicaragua y noroeste de Costa Rica dado por los nahuas que habitaban la región.

La etimología de Nicaragua es Nicānāhuac, el nombre que los nicaraos, un pueblo que habla náhuat, dieron el oeste de Nicaragua y el noroeste de Costa Rica. La nombre significa “aquí yace Anahuac” en náhuatl y es una combinación de las palabras “Nican” (aquí), y Ānāhuac, que a su vez es una combinación de las palabras “atl” (agua), y “nahuac”, un locativo que significa “rodeado”. Por lo tanto la traducción literal de Nicanahuac es “aquí rodeado de agua”. Es un nombre geográfico que se refiere a los grandes cuerpos de agua que rodean la tierra que habitaron los nicaraos, el océano pacífico, los lagos Nicaragua y Xolotlán, además a los ríos y lagunas.
Por lo menos unos 13 000 años antes de nuestra era, aparecieron en Nicaragua los primeros seres humanos, procedentes del hemisferio norte; también se conoce de emigraciones originarias del sur. Se radicaron a orillas de ríos, lagunas, lagos y mares; transcurridos los siglos el único testimonio que dejaron de su cultura son sus huellas en la loseta volcánica de Acahualinca. En la época prehispánica (y, posteriormente, en la época virreinal temprana) los nahuas de la Triple Alianza y Cuzcatlán llamaban «Kwawkapolkan» al territorio que integraba el antiguo reino indígena de Nicaragua, que en náhuat significa lugar de árboles de capulín. Kwawkapolkan es una combinación de las palabras náhuat Kwawit (árbol), kapol (capulín), y -kan (un locativo que significa "lugar de").
De esos inmigrantes se asevera que el núcleo original perteneció los primeros pobladores lenmichíes, luego desplazados de la costa del océano Pacífico por el gran grupo de origen mangue llamados dirianes o chorotegas, de quienes descienden los habitantes de la zona oriental del Pacífico: Managua (Imabite); Masaya (Nindirí, Catarina, Niquinohomo); Granada (Xalteva) y Carazo (Diriamba, Jinotepe). Además, en León (Sutiava o Sutiaba).

## Historia

### Era prehispánica y preconquista

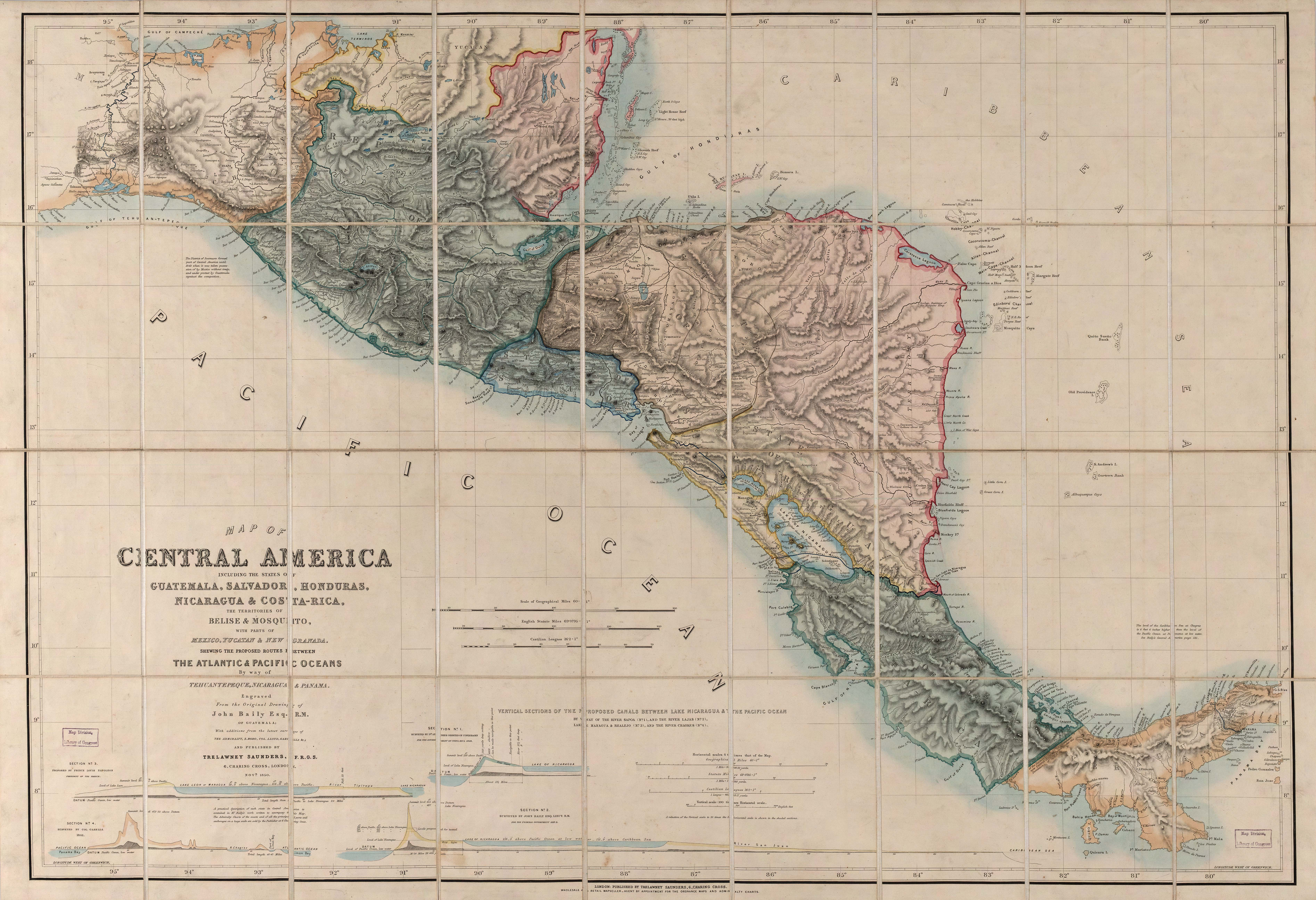
Mapa de América Central incluidos los estados de Guatemala, El Salvador, Honduras, Nicaragua y Costa Rica, los territorios de Belice y Mosquito, con partes de México, Yucatán y Nueva Granada. Grabado sobre un diseño original de John Baily.

En la costa suroriental nicaragüense, se localiza el "conchero" (cúmulo de valvas) conocido como "Angie", donde se encuentran los vestigios de presencia humana, más antiguos conocidos, datados en 8000 años.
Se sabe de asentamientos indígenas en la región de la costa del océano Pacífico nicaragüense que datan del 6000 a. C. El yacimiento de Acahualinca (entre el 232 y el 8 a. C.) es posterior, asimismo se conocen otras evidencias arqueológicas, principalmente artículos de cerámica y estatuarios de piedra volcánica, como los hallados en la isla de Zapatera.
La mayoría de investigaciones coinciden en el origen náhuatl del nombre de Nicaragua, pero los autores no se ponen de acuerdo en cuál puede ser su traducción:
- ni-can-atl-hua (“los dueños del agua de aquí” o “lugar donde existen dos grandes depósitos de agua”).
- nic-atl-nahuac (que significa “aquí junto al agua”),
- nican-nahuan (“aquí están los nahuan”, es decir, los habitantes de esa tribu),
- Anáhuac (“lugar rodeado de agua” o “lugar en medio de agua”),
- Nicanáhuac (término más probable) “lugar donde termina el reino de Anáhuac”, lo cual coincide con las fronteras culturales hechas por las tribus nahuatl que migraban al sur.[31]

Los nicaraos emigraron hacia esta área desde regiones norteñas después de la caída de Teotihuacán, ya que así lo aconsejaron sus líderes religiosos. Según la tradición, debían viajar hacia el sur hasta que encontraran un lago con dos volcanes que se levantaran de las aguas, es decir, cuando llegaran a Ometépetl (Ometepe), la isla volcánica más grande del mundo en medio de un lago de agua dulce.
Además de los chorotegas, nahoas y marribios que habitaban en la franja del Pacífico, estaban los matagalpas que habitaban las cordilleras montañosas del centro de Nicaragua, y los ulua-sumo, misquitos y ramas que habitaban las riberas de los grandes ríos que desembocan en el mar Caribe. Siempre ha habido una confusión gramatical entre Ulua y Ulwa, que son dos grupos diferentes, los ulua hablaban el matagalpa-populuca. Los uluas forman parte de los mayangnas y hablan el sumo o parrastra. Es posible que existiera algún contacto a nivel del departamento de Matagalpa, los primeros al oeste, entre pinares, los segundos al este era gente selvática. El límite entre ambos era Yasica al norte y Olama al sur.

### Colonización española

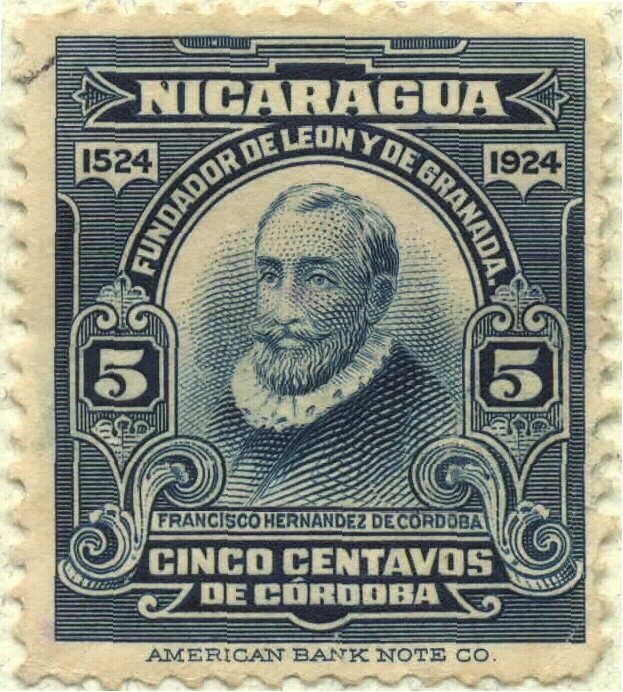
Francisco Hernández de Córdoba fundador de León y Granada.

El 21 de abril de 1524, en el actual territorio de Nicaragua, fue fundada la ciudad de Granada y el 15 de junio de 1524 la ciudad de León. Ambas fueron fundadas por Francisco Hernández de Córdoba, enviado por Pedro Arias Dávila, entonces gobernador de Castilla de Oro, en el actual territorio de Panamá. En 1528, la Corona española erigió la provincia de Nicaragua, y se solicitó establecer si el territorio de la villa de Bruselas (actualmente en territorio de Costa Rica), pertenecía a la provincia de Nicaragua (la nueva circunscripción), o si permanecía bajo la autoridad de Castilla del Oro.
Una Real Cédula del 21 de abril de 1529 resolvió el conflicto a favor de la provincia de Nicaragua, cuando ya la villa de Bruselas había dejado de existir. Posteriormente la provincia de Nicaragua pasó a depender de la Audiencia de Panamá hasta 1543 que pasa a depender de la Audiencia de Guatemala.
En 1554, con la conquista del Reino de Nicoya se crea la Alcaldía Mayor o Corregimiento de la provincia de Nicoya, puertos de Chira y Paro. En la costa del Pacífico de Nicaragua se organizaron expediciones a Filipinas. El área también se convirtió en un nodo complementario a la ruta comercial de galeones de Manila. La Intendencia de León fue creada por Real Cédula del 23 de diciembre de 1786, con la unión de la Alcaldía Mayor de Nicoya y la Gobernación de Nicaragua. Formando parte de la Capitanía General de Guatemala, dependiente del Virreinato de Nueva España.
En 1812, las Cortes de Cádiz erigieron la provincia de Nicaragua y Costa Rica (separada de la provincia de Guatemala), y con cabecera en la ciudad de León. Esta provincia duró hasta 1814, año en que se restableció el reino de Guatemala. En 1820, al restablecerse el régimen constitucional, resurgió la provincia de Nicaragua y Costa Rica, que estaba dividida en siete partidos:
- Costa Rica.
- El Realejo.
- Granada.
- Nicoya y Guanacaste.
- León.
- Nueva Segovia.
- Rivas.

### Colonización británica
A mediados del siglo XVI, se desarrolló en el noreste de la actual Honduras la nación de los zambos mosquitos, surgida de la mezcla entre los indígenas que la habitaban y los esclavos sobrevivientes del naufragio de un barco negrero que se hundió en el litoral. Los británicos establecieron amistosas relaciones con ellos y surgió así la Reserva Misquita o «Mosquitia», una especie de protectorado británico que duró hasta fines de siglo XIX.
En 1630, se estableció el primer contacto comercial entre los británicos y los misquitos en la zona del cabo Gracias a Dios Entre ellos estaba el pirata neerlandés Abraham Blauvelt quien se estableció en la bahía de Bluefields llamada así en honor a él. Poco a poco los ingleses se asentaron en la región, hasta que el 16 de abril de 1740 los misquitos, amparados por la protección de Gran Bretaña, ceden sus territorios, estableciendo el dominio colonial británico.
En 1774, Bluefields se convirtió en la capital de la Mosquitia, donde los británicos instalaron a un rey mosco para consolidar su dominio. Los británicos se retiraron en 1787 pero la Mosquitia siguió siendo gobernada por los reyes moscos, fieles a la Corona británica.
En 1803, por intermedio de la Real Orden del 20 de noviembre, el rey de España, Carlos IV, ordenó segregar de la antigua Capitanía General de Guatemala, la costa de Mosquitos como las islas de San Andrés y agregarlas al Virreinato de Nueva Granada.
Posteriormente la costa de Mosquitos fue restituida a la Capitanía General de Guatemala, mediante una Real Orden del 13 de noviembre de 1806, enviada al capitán general de Guatemala, expresando lo siguiente:

Ha resuelto Su Majestad (el rey de España) que Vuestra Señoría (el capitán general de Guatemala), es quien debe entender en el conocimiento absoluto de todos los negocios, que ocurran en la colonia de Trujillo y demás puestos militares de la Costa de Mosquitos concernientes á las cuatro causas referidas (justicia, policía, hacienda y guerra).

En 1894, las tropas nicaragüenses al mando de Rigoberto Cabezas ocuparon la costa de Mosquitos, que fue organizada como el departamento de Zelaya, dividido a fines del siglo XX en dos regiones (Costa Caribe Norte y la Costa Caribe Sur).

### Independencia de Nicaragua

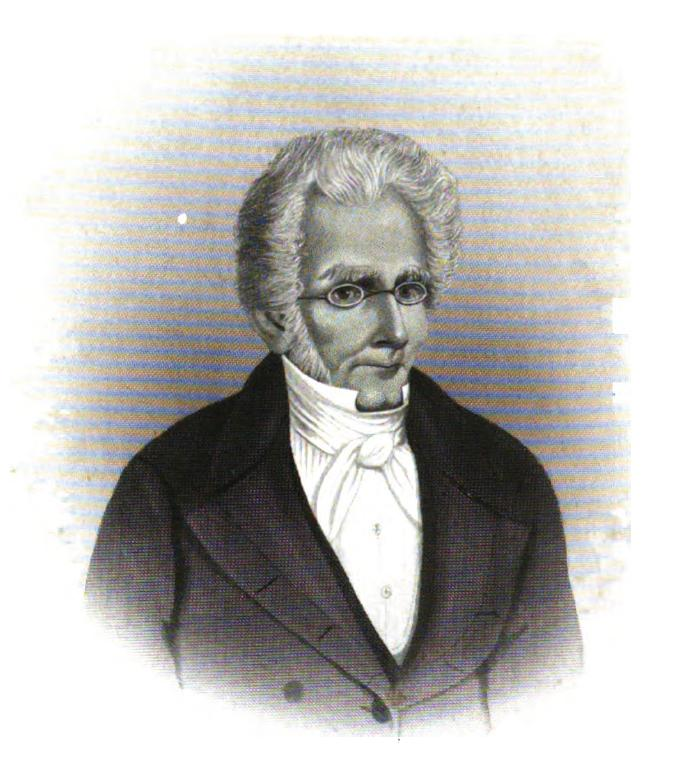
Miguel Larreynaga
filósofo nicaragüense fue un abogado, jurisconsulto, político y escritor nicaragüense. Es considerado Prócer de la Independencia de Centroamérica al ser co-redactor del Acta el 15 de septiembre de 1821.

Nicaragua formaba parte de la española Capitanía General de Guatemala, que comprendía los territorios desde Costa Rica hasta la actual Chiapas (en México). En Sudamérica, y durante cierto periodo en México, los mestizos y criollos americanos (españoles nacidos en el Nuevo Mundo) iniciaron sangrientas guerras contra la Corona hasta conseguir su independencia.
Con España fuera, Nicaragua y toda Centroamérica decidió anexarse al naciente Imperio mexicano, pero este duró muy pocos años. Entonces los pequeños países del istmo decidieron formar la Federación de Estados Centroamericanos, la cual se disolvió debido a los intereses particulares de los líderes de cada una de las provincias. Fue entonces que el 30 de abril de 1838, Nicaragua ingresó en la historia como una república independiente.
La independencia de Nicaragua ocurrió durante septiembre de 1821, al observar como otras regiones españolas ganaban la guerra de la independencia, los líderes nicaragüenses comenzaron un proceso de negociación, al redactar un acta de independencia que fue reconocida por los jefes de la Corona. Entre las personas que promovieron la independencia centroamericana destacaron dos nicaragüenses: el presbítero Tomás Ruiz Romero y el jurisconsulto Miguel Larreynaga, recordado por su efigie en una emisión de los billetes de diez córdobas.
La independencia trajo consigo un enfrentamiento por el poder entre las ciudades de León y Granada y sus respectivos partidos políticos (los democráticos o liberales en León y los legitimistas o conservadores en Granada). El mayor beneficio fue que dejaron de pagar a la Corona española impuesto alguno.

### Anexión al Imperio mexicano

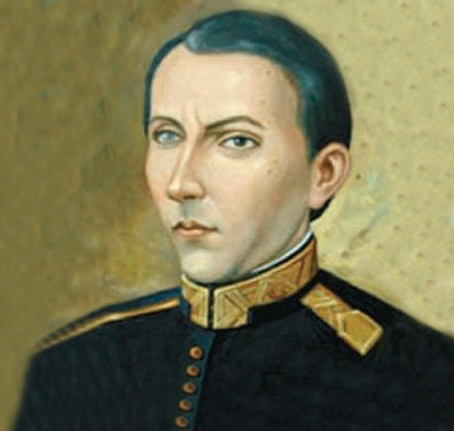
Cleto Ordóñez es el primer caudillo popular de Nicaragua; Fue un caudillo que luchó después de 1821 por la independencia real frente al monarquismo impuesto por el imperio mexicano. Convencido del sistema republicano, fue un defensor del proyecto federal y del centroamericanismo.

Posteriormente se da la anexión al Primer Imperio mexicano gobernado por Agustín de Iturbide decretada el 5 de enero de 1822. Iturbide fue obligado a renunciar en México, lo cual aprovechó el Congreso de las Provincias para reunirse en Guatemala el 1 de julio de 1823 y declarar la separación de México. En esa misma reunión también se aprobó la abolición de la esclavitud, convirtiendo a las Provincias Unidas del Centro de América en una de las primeras naciones del continente americano en abolir la esclavitud, junto con Chile en 1823, México en 1829, Uruguay en 1842 y Argentina en 1813, mucho antes que países como Estados Unidos de América (1865) y Brasil (1888).

### Nicaragua durante la Federación Centroamericana

Bandera de las Provincias Unidas del Centroamérica.

Desde 1823, Nicaragua junto a los otros cuatro países centroamericanos formaron una federación llamada Provincias Unidas del Centro de América, con un gobierno general residente en Guatemala y otro particular en la capital de cada provincia, siendo su primer presidente Manuel de Arce y vicepresidente Mariano de Beltranena. Las provincias centroamericanas no estaban de acuerdo con el sistema de gobierno de Arce ya que disolvió el congreso, el cual no lo apoyaba.
Finalmente tras años de conflictos civiles provocados por las diferencias entre los gobiernos federales y provinciales y las luchas de poder en las provincias se da la separación de la federación el 30 de abril de 1838 cuando Nicaragua la abandona, siendo el primer país en hacerlo, seguido ese mismo año por Costa Rica y Honduras.

### Guerra Nacional

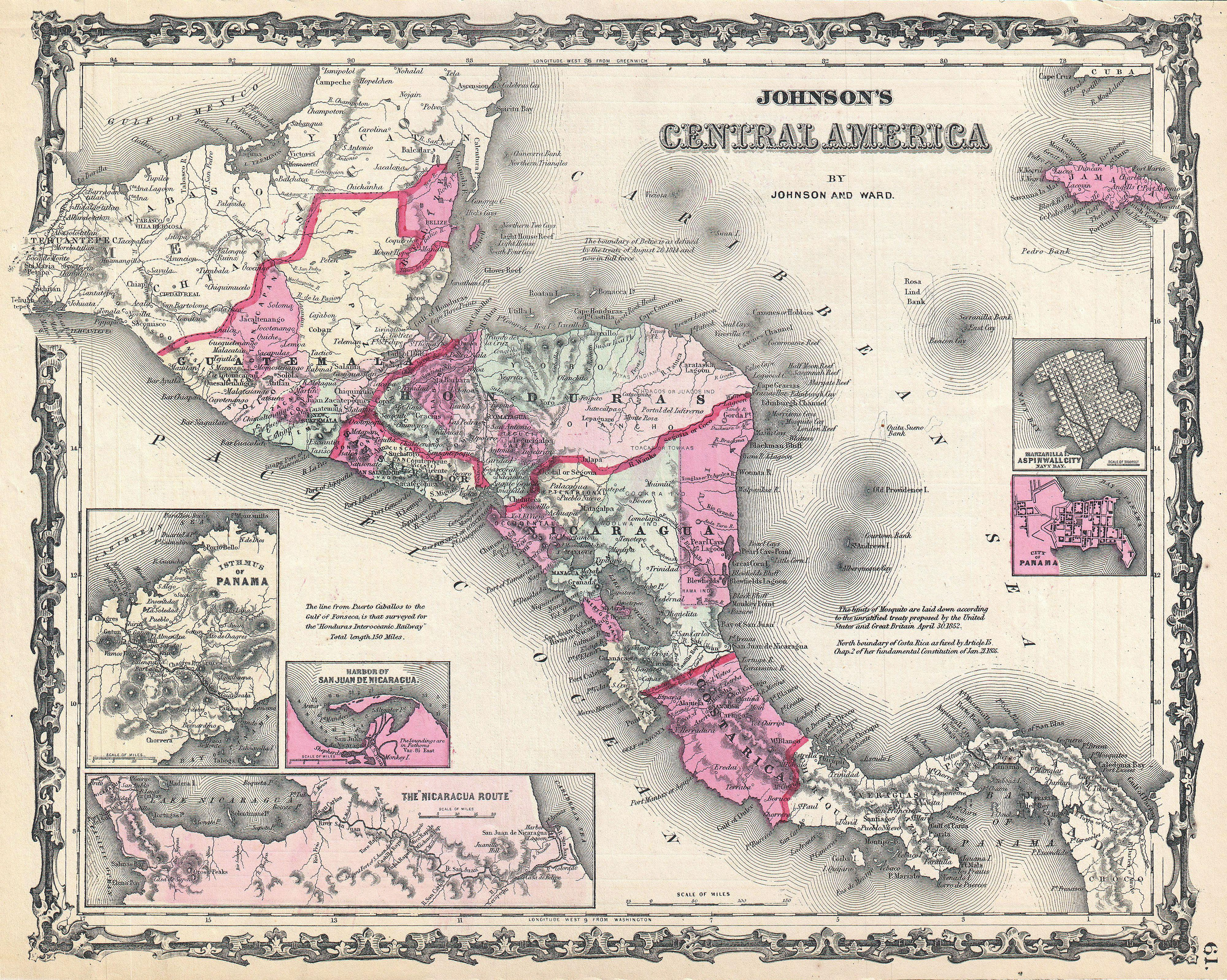
Mapa de Centroamérica en 1862, por Alvin J. Johnson.

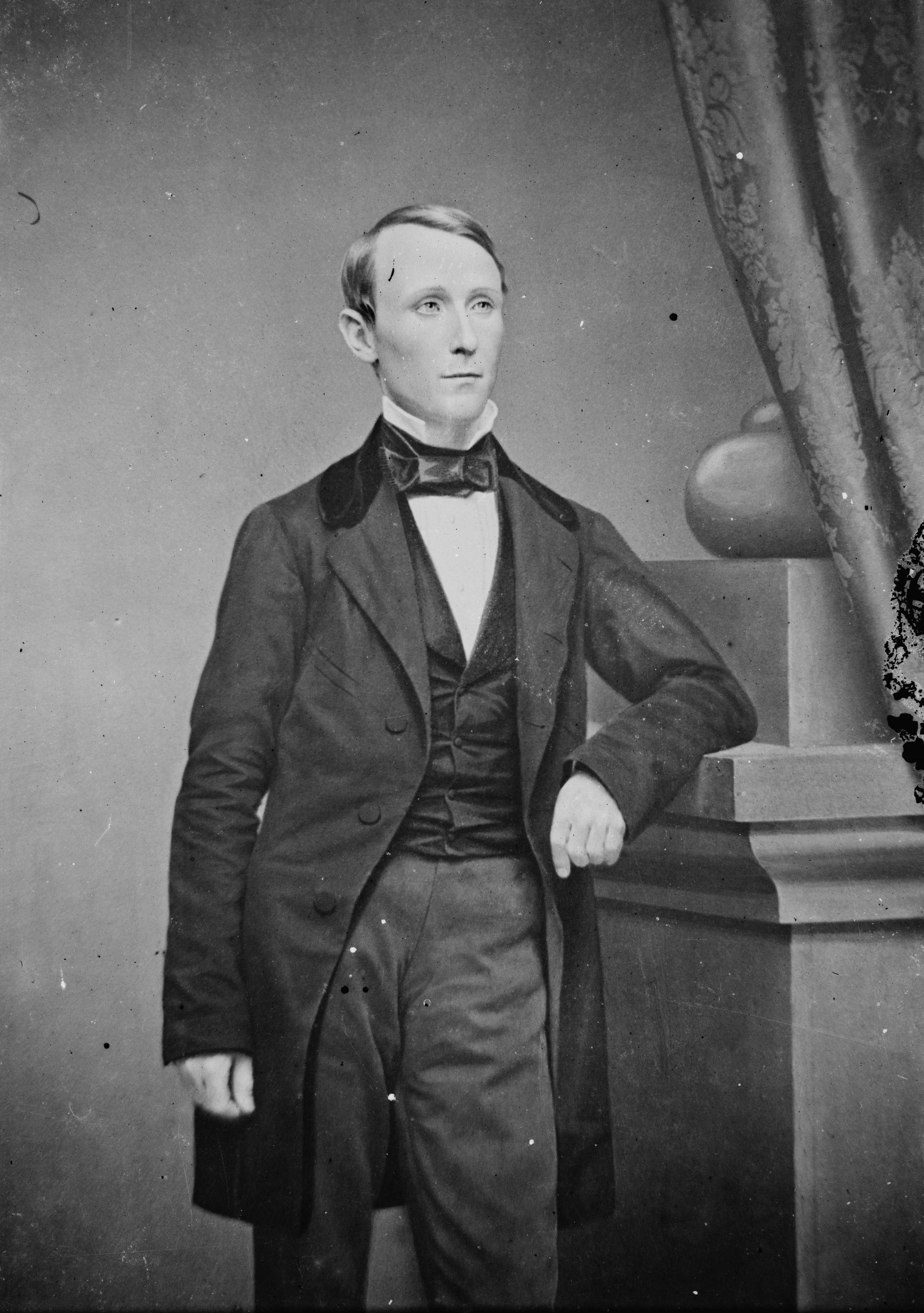
William Walker, filibustero estadounidense.

Nicaragua tuvo una convulsa vida política durante la primera mitad del siglo XIX. Al ser Nicaragua el puente entre los dos océanos que fue utilizado para el desplazamiento de pasajeros de la ruta del tránsito propiedad de Cornelius Vanderbilt, ruta por la que circulaban los aventureros, comerciantes y emigrantes que viajaban desde el Atlántico de Estados Unidos, hasta California en donde, hacia 1848-49 se habían descubierto yacimientos de oro, la convierten en un punto estratégico e importante en Centroamérica.
En 1854, los generales liberales Castellón y Jerez contratan a través de Vanderbilt los servicios de Byron Cole, en calidad de mercenario. Posteriormente Cole le cede el contrato a William Walker. Este, amparado bajo la doctrina Monroe, se proclama presidente de Nicaragua e intenta hacer de la nación centroamericana un nuevo miembro de los Estados Unidos. Los filibusteros fueron derrotados en la Guerra Nacional que contó con la participación de todos los países centroamericanos, y que en lo que respecta a los nicaragüenses tuvo su episodio más glorioso en la batalla de San Jacinto.
Al concluir el conflicto, Nicaragua se hallaba gravemente debilitada económicamente, la ciudad de Granada había sido incendiada casi en su totalidad y se mantenía la rivalidad entre los liberales de León y los conservadores granadinos.

### Treinta y cinco años conservadores
A partir de 1858 se inició, bajo predominio conservador, una etapa de recuperación económica e institucional conocido como "Primera República Conservadora" o los "Treinta años conservadores".
La economía, el desarrollo cultural y social, este último en menor medida debido a la desigualdad de clases, convirtieron al país en el más estable y rico de toda Centroamérica y en una de las mejores economías del continente americano, con un sólido régimen constitucional y una administración proba y austera de las finanzas públicas.
Todo esto provocó una nueva oleada de inmigrantes provenientes de Europa, principalmente de Alemania e Italia, lo que hizo florecer aún más la economía, mientras El Salvador, Honduras y Guatemala se mantenían en conflictos armados y en Costa Rica se daba una época de golpes militares.
Durante esta época se sucedieron en el poder Tomás Martínez Guerrero (1858-1867), Fernando Guzmán Solórzano (1867-1871), Vicente Cuadra y Ruy Lugo (1871-1875), Pedro Joaquín Chamorro y Alfaro (1875-1879), Joaquín Zavala Solís (1879-1883), Adán Cárdenas del Castillo (1883-1887), Evaristo Carazo Aranda (1887-1889) y Roberto Sacasa y Sarria (1889-1893).

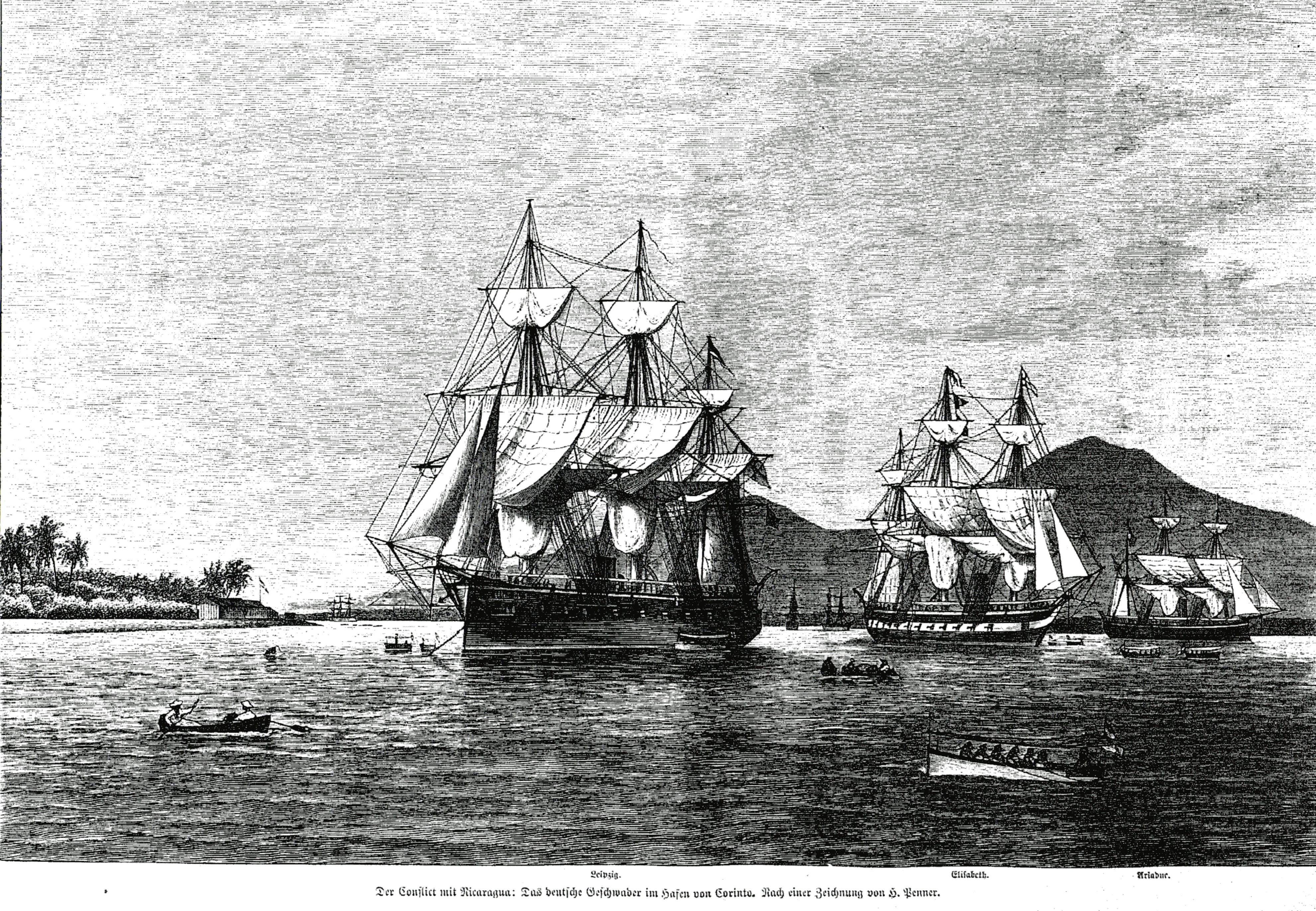
La escuadra naval centroamericana enfrente de Corinto, marzo del 1878. De izquierde: Las corbetas alemanas: SMS Leipzig, SMS Elisabeth y SMS Ariadne. Dibujo de H. Penner, Illustrirte Zeitung, 13 de julio de 1878

Durante el gobierno Chamorro ocurre el Caso Eisenstuck (o Incidente Eisenstuck, en alemán Eisenstuck-Affäre), un conflicto diplomático entre el Imperio alemán y el gobierno nicaragüense, en que el puerto de Corinto fue ocupado por tres corbetas de la Marina Imperial alemana. En 1885, Nicaragua se unió a Costa Rica y El Salvador en una alianza militar para hacer frente a las pretensiones del presidente de Guatemala Justo Rufino Barrios, apoyadas por el presidente de Honduras Luis Bográn.

### Exportaciones a principio de 1900
Nicaragua exporta principalmente café (un 64,9 %) y metales preciosos con un 13,8 %. En total el porcentaje de exportación de estos dos productos era de 78,7 % en 1913. Por tanto, Nicaragua dependía principalmente de la exportación de café.[cita requerida] Los principales compradores de las exportaciones nicaragüenses era Estados Unidos, seguido por Alemania. Estados Unidos aumenta sus importaciones durante los años 1907 a 1918, mientras que Gran Bretaña, Francia y Alemania las disminuyen.[cita requerida] Su principal socio comercial era Estados Unidos, ya que contenía una alta concentración de exportaciones (en 1917 llegó a obtener un 85 % de las exportaciones de Nicaragua).[cita requerida]

### Revolución liberal de 1893

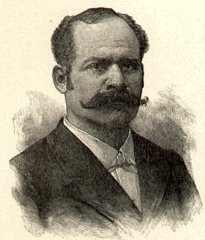
José Santos Zelaya

El período de los treinta y cinco años de gobiernos conservadores concluyó con la llamada Revolución Liberal del 11 de julio de 1893, cuando fue derrocado el presidente Roberto Sacasa y Sarria y ascendieron al poder los liberales encabezados por el doctor y general José Santos Zelaya López.
Zelaya aglutinó a la naciente burguesía criolla en torno a su persona e implantó un régimen dictatorial que le permitió perpetuarse en el poder hasta 1909, haciendo uso del destierro y la represión en contra de sus adversarios. Esto a la postre dio inicio a una etapa de inestabilidad política. No obstante, en términos económicos, durante su gobierno se continuó con el desarrollo del país sufragado por la amplia solvencia y excedentes económicos existentes, permitiéndole a Zelaya ampliar su influencia en Centroamérica. En la denominada crisis de Nicaragua de 1894-1895, logó la reintegración definitiva a Nicaragua del territorio de Mosquitia, que había sido un protectorado del Imperio británico.
En 1907 a Nicaragua le fue impuesta una guerra por los gobiernos de Honduras y El Salvador. El triunfo de las tropas nicaragüenses sobre un ejército combinado de hondureños y salvadoreños en la llamada batalla de Namasigüe y la posterior entrada en Tegucigalpa ocasionaron la rendición del general Manuel Bonilla en la isla de Amapala y la caída de su gobierno.
Durante la presidencia de Zelaya se promulgó una nueva Constitución conocida como La Libérrima que declaraba el estado laico (separación entre el Estado y la Iglesia católica), la obligatoriedad de la educación primaria, la secularización de los cementerios y la despenalización del aborto, entre otras medidas consideradas como avanzadas para su época. Otro logró importante fue la fundación de la primera Academia Militar de Nicaragua, fundada el 11 de julio de 1904, que contó entre sus organizadores e instructores a militares provenientes de Alemania y Chile. Entre estos se destacó el coronel Karl Uebersezig, quien se desempeñó en el cargo de instructor hasta 1909. Otros alemanes fueron los coroneles Karl von Grafenhvost y Heinrich Berew. Entre los chilenos estaban Joaquín Ortiz y Erwin Keife.

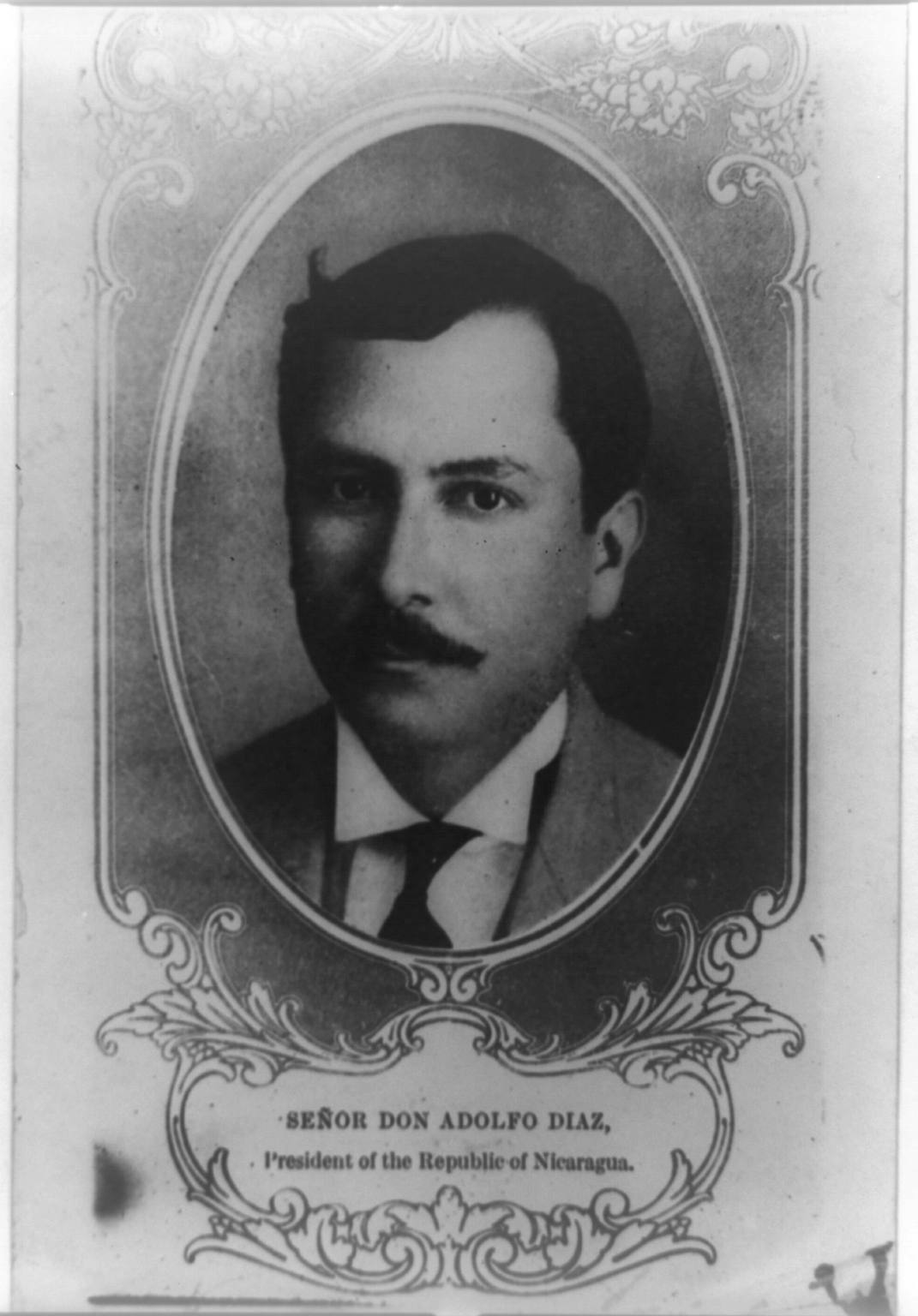
Presidente Adolfo Díaz

Se inició nuevamente la guerra civil entre los liberales que mantenían el poder y los conservadores quienes solicitaron la ayuda de los marines estadounidenses. Estados Unidos intervino militarmente en 1912 para vencer a José Santos Zelaya y los liberales, que se niegan a contraer con Estados Unidos un préstamo que trae aparejado el establecimiento del control financiero estadounidense en Nicaragua. Instalado en el poder, el presidente Adolfo Díaz contrae el préstamo otorgando los ingresos aduaneros como garantía y aceptando un supervisor general estadounidense de aduanas, designado por los banqueros de Nueva York con la aprobación del Departamento de Estado. De aquí data la instalación en Managua de una guarnición estadounidense que se mantuvo durante trece años, de 1912 a 1925. Contra esta ocupación se destacó el general Benjamín Zeledón muerto el 4 de octubre de 1912 luego de la batalla de La Barranca, Masaya en donde las fuerzas liberales sitiadas fueron derrotadas por las fuerzas conservadoras y estadounidenses.

### Segunda República Conservadora
La Asamblea Nacional (el Congreso) designó Presidente al también liberal José Madriz Rodríguez que no fue del agrado de Estados Unidos (ya lo había expresado en la Nota Knox cuando hacía referencia a "un candidato a la presidencia íntimamente ligado con el viejo régimen").
Madriz mandó tropas a Bluefields contra los insurrectos y toma el fuerte de El Bluff que cierra el puerto de la ciudad quedando está bajo su control. La infantería de Marina de Estados Unidos fue desembarcada en la ciudad en mayo de 1910 por lo que esta se mantuvo del lado rebelde al no poderla tomar las tropas gubernamentales. Las aduanas de Bluefields quedaban bajo control de Madriz pero la Armada de Estados Unidos estableció otra aduana bajo autoridad de Estrada, y el gobierno de Estados Unidos manifestó, ante la protesta del gobierno de Nicaragua, que cada fracción cobre derechos sólo en el territorio que se halle bajo su dominio.
José Madriz renuncia a la presidencia el 19 de agosto y poco después entran en Managua los generales Estrada Morales y Chamorro Vargas. La nueva Asamblea Nacional nombra Presidente a José Dolores Estrada Morales, quien cedió el poder a su hermano, el general sublevado Juan José, siendo nombrado vicepresidente Adolfo Díaz, que había sido empleado de las minas La Luz y Los Ángeles y era conocido por el secretario de Estado Knox. 
El día 1 de enero de 1911 Estados Unidos reconocen al nuevo gobierno de Nicaragua. Estrada Morales firmó con Estados Unidos los Pactos Dawson (por Thomas C. Dawson, enviado del gobierno estadounidense), y convocó elecciones para formar una nueva Asamblea Constituyente, que elaboró una nueva Constitución.

### Primeras décadas delsigloXX
Durante el principio del siglo XX, el país se caracterizó por la inestabilidad política e intervenciones armadas de Estados Unidos en 1912 y el período entre 1927 a 1933.
Además, durante este tiempo, surgen algunas discrepancias con Colombia por problemas territoriales, ya que con ese país no se había definido claramente los derechos sobre la costa de Mosquitos. El 24 de marzo de 1928 se firma el tratado Esguerra-Bárcenas, en el cual, Colombia reconoció la soberanía a Nicaragua sobre las islas Mangle y la Costa de Mosquitos desde el cabo Gracias a Dios y hasta el río San Juan (por su parte Nicaragua reconoció la soberanía y propiedad de Colombia sobre el Archipiélago de San Andrés, Providencia y Santa Catalina. En 1930 se realizó el Acta de Canje de dicho Tratado.
Uno de los personajes importantes de la primera mitad del siglo XX fue Augusto Nicolás Calderón Sandino, conocido como Augusto C. Sandino, general de origen campesino, que cuando liberales y conservadores llegan al pacto del Espino Negro continuó la lucha contra la intervención estadounidense. La última entrevista que diera el general Sandino fue el 3 de febrero de 1933 a Adolfo Calero Orozco (1899-1980), periodista de La Prensa, un día después de suscribir con el presidente Juan Bautista Sacasa los Convenios de Paz, los cuales implicaron la disolución de su Ejército y, en la práctica, la firma de su sentencia de muerte. El asesinato de Augusto C. Sandino se ordenó a las siete de la noche en la oficina del jefe director de la Guardia Nacional y se ejecutó aproximadamente a las 23:00 en un predio de barrio Larreynaga, entonces periférico de la Vieja Managua, el 21 de febrero de 1934.
Dictadura Somocista

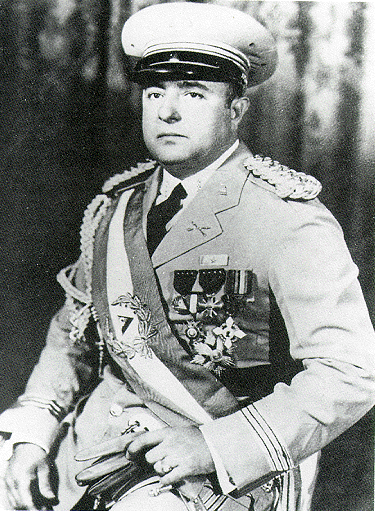
Anastasio Somoza García ejerció una dictadura desde 1937 hasta 1947.

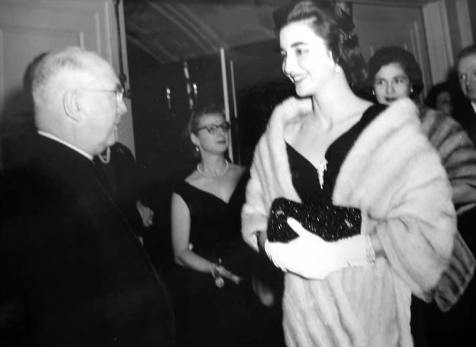
Hope Portocarrero una destacada primera dama nicaragüense.

Desde 1936 a 1979, Nicaragua vive una era marcada por la sucesión en el poder de distintos dictadores, pertenecientes a la familia Somoza.
Desde su Independencia, hasta la Revolución de 1979 Nicaragua estuvo muy influida por tres poderosas familias: Sacasa, Chamorro y Somoza.
El nuevo auge económico en los años 1950 y 1970 coexiste con la inestabilidad política. El crecimiento económico de esos años provocó un gran desarrollo de la capital Managua.

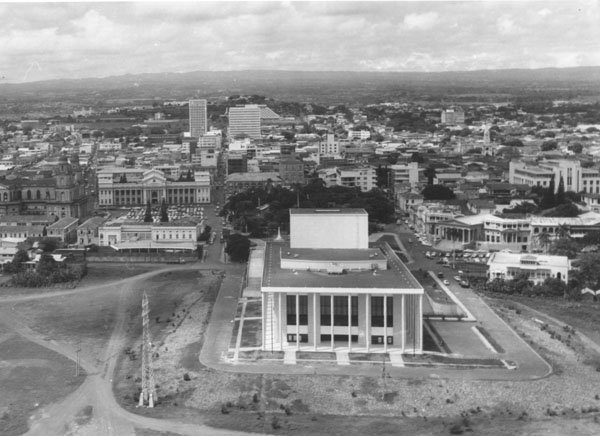
Antiguo centro de Managua en 1972, destruido por el terremoto del mismo año.

Sin embargo, el violentísimo terremoto del 23 de diciembre de 1972 provocó la destrucción de la ciudad y la muerte de más de 10 000 personas. Lo que vino después fue la corrupción del gobierno somocista en el manejo de la ayuda internacional.
Pese a la corta duración que tuvo el conflicto armado, más de 10 000 personas murieron en 1978 y 1979.

### La Revolución y la Guerra Civil

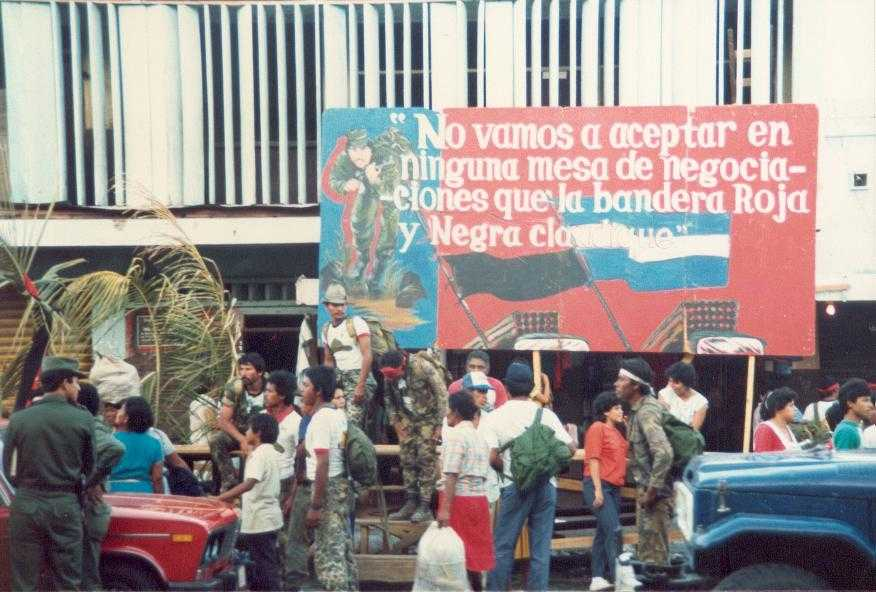
Cartel en una calle de León en marzo de 1988.

El pueblo nicaragüense con la vanguardia de «los Muchachos» del FSLN logra derrocar a Somoza el 19 de julio de 1979. El FSLN, apoyado por México, Cuba, la Unión Soviética y los países del Bloque Socialista. Sin embargo, la etapa comunista de los sandinistas se tradujo en la continuación del conflicto Este-Oeste entre las dos superpotencias de la Guerra Fría. Se formaron los contras armados y financiados por el Gobierno de los Estados Unidos, incluso tras la victoria electoral del sandinismo en 1984. Muchos nicaragüenses emigraron a Estados Unidos, Canadá, México, Guatemala, Honduras, Costa Rica, países occidentales de Europa y Australia durante la guerra civil; escapando de la persecución política, el Servicio Militar Patriótico y el estado económico del país.
Muchos abusos de parte del Estado a los derechos humanos de los nicaragüenses ocurrieron durante el conflicto, incluido el reclutamiento de jóvenes para reforzar las huestes del ejército estatal. Los sandinistas fueron acusados de graves abusos contra los derechos humanos, incluidas torturas, desapariciones y ejecuciones masivas. La Comisión Interamericana de Derechos Humanos investigó y confirmó los abusos cometidos por las fuerzas sandinistas, incluida una ejecución de 35 a 40 Miskitos en diciembre de 1981, y una ejecución de 75 personas en noviembre de 1984.

### Nicaragua desde 1990

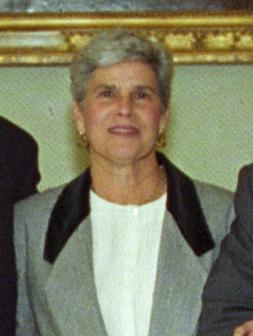
Violeta Chamorro en 1990 se convirtió en la primera presidenta elegida democráticamente en Nicaragua.

En febrero de 1990, se celebraron elecciones generales bajo la supervisión de varios observadores internacionales. Violeta Barrios de Chamorro, candidata antisandinista de la Unión Nacional Opositora, ganó las elecciones. Violeta Barrios de Chamorro inició un programa de reconstrucción nacional que estableció la reforma monetaria, la reducción del ejército y la desmovilización de la contra. Gracias a estas reformas la altísima tasa de inflación disminuyó; el crecimiento económico comenzó a ser positivo, las exportaciones crecieron y el país comenzó a reconstruirse, aunque el desempleo se agudizó por los miles de combatientes que se reintegraron a la vida civil. Se privatizó la Banca, las Minas, el transporte, la salud, la educación. Este modelo de gobierno facilitó un auge de la empresa privada.

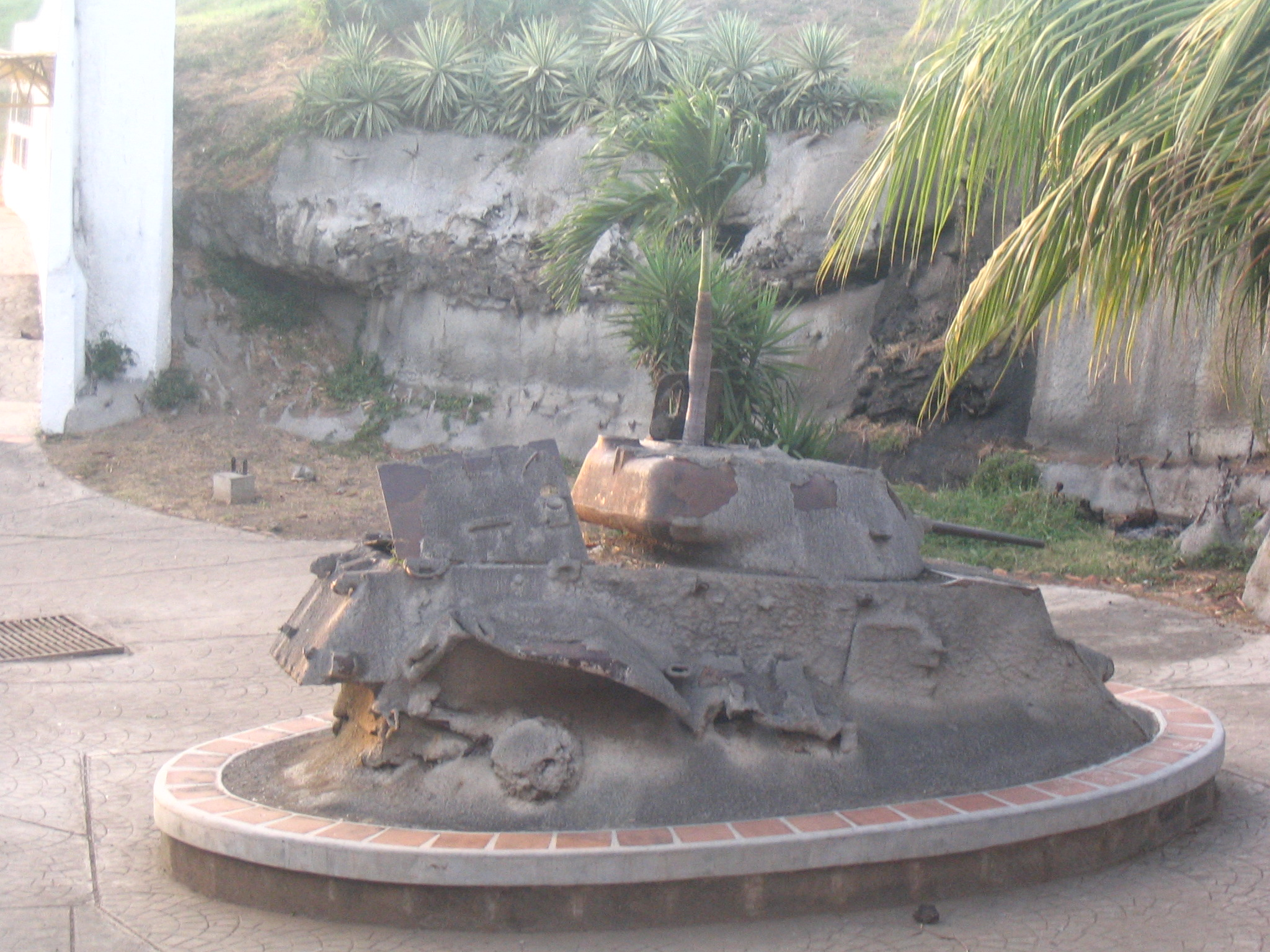
Tanqueta cubierta de cemento en el parque de la Paz que simboliza el deseo de los nicaragüenses de que "nunca más" su país este plagado por la violencia

En 1996 se celebraron nuevas elecciones en las que ganó Arnoldo Alemán, candidato del Partido Liberal Constitucionalista. Durante los meses de septiembre y octubre de 1998 trascendieron, a través de distintos medios de comunicación y de la oposición, tanto sandinista como liberal disidente, las presuntas prácticas de nepotismo en las altas instancias del Estado por parte de familiares y allegados al presidente de la República.[cita requerida]
Todas las acusaciones pasaron a segundo plano cuando a finales de octubre de 1998 se produjo el paso del huracán Mitch por el territorio nicaragüense. Solo en Nicaragua murieron casi 4000 personas, 5000 resultaron desaparecidas y más de un millón de personas resultaron damnificadas. A todo ello se le unieron cuantiosos daños materiales y económicos que devastaron aún más la ya de por sí maltratada economía nicaragüense.
Posteriormente al desastre, y en parte a consecuencia del mismo, el país tuvo que hacer frente a una grave crisis política y social en 1999. Esto se produjo por la depuración, iniciada por el gobierno de Arnoldo Alemán, de los sectores vinculados al sandinismo en el Ejército de Nicaragua. A ello se unieron las protestas de estudiantes y trabajadores en demanda de sus reivindicaciones.
En las elecciones legislativas y presidenciales celebradas el 4 de noviembre de 2001, la victoria fue para Enrique Bolaños Geyer del Partido Liberal Constitucionalista.
En el año 2006 se celebraron nuevas elecciones, las cuales fueron ganadas por el candidato del Frente Sandinista de Liberación Nacional, Daniel Ortega Saavedra.
En noviembre de 2008 se celebraron elecciones municipales. Con observación electoral de más de 150 observadores internacionales, entre ellos los representantes del Protocolo de Tikal compuesta de miembros de América Central y América del Sur, el Protocolo Suramericano de Quito, y el consejo latinoamericano de expertos electorales (CCELA), que arrojaron un balance oficial de 105 alcaldías para los sandinistas, frente a solo 41 para los dos partidos opositores (ALN y PLC).
En el año 2012 y tras once años de litigio con Colombia por la soberanía de una porción de aguas territoriales colombianas que demandaba Nicaragua, la Corte Internacional de Justicia emitió una sentencia a favor del país centroamericano, concediéndole a este una ampliación de su frontera marítima hacia el oriente, en detrimento de la del país suramericano.

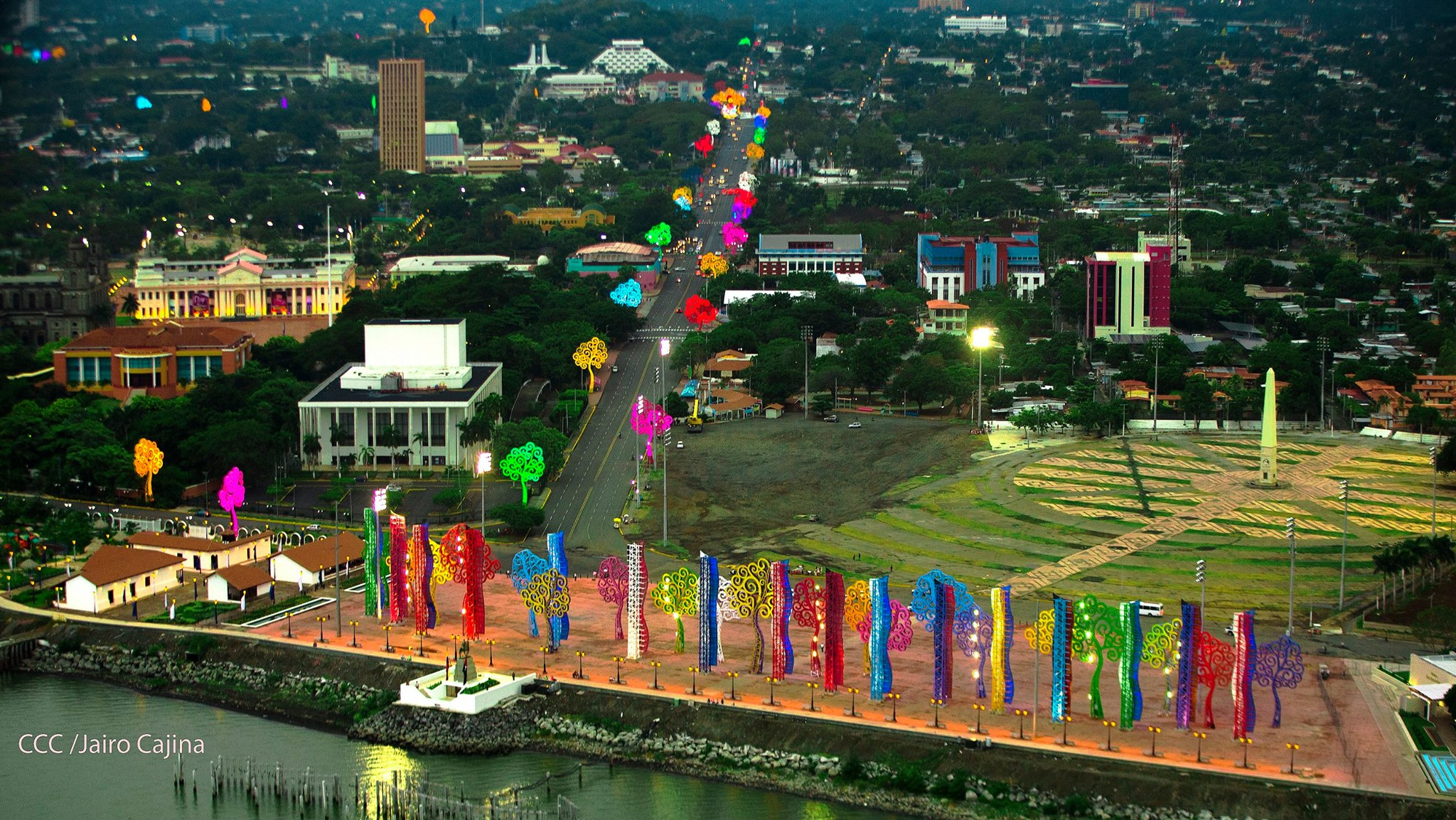
Antiguo centro de Managua en la actualidad.

En 2017, según el índice de Brecha Global de Género del Foro Económico Mundial, Nicaragua es el país con mayor equidad de género de América Latina.
El 18 de abril de 2018 se presenta un nuevo acontecimiento político-económico, cuando el gobierno de Daniel Ortega estableció reformas al seguro social del INSS que afectaba a los pensionistas y cotizantes de dicha institución, provocando protestas en contra de dichas reformas que dieron inicio a una serie de acciones cuyo objetivo fue la dimisión de Daniel Ortega y su gobierno. Las protestas fueron reprimidas por las fuerzas de orden público y en la violencia se desató hubo actos que fueron achacados a grupos paramilitares leales al gobierno. Algunos protestantes realizaron "Tranques", controles de carretera realizados por personas opositoras al gobierno del FSLN, según la Comisión Interamericana de Derechos Humanos 328 ciudadanos murieron como resultado de las protestas ciudadanas, en los que se incluye una veintena de policías y simpatizantes del gobierno. El presidente estadounidense Donald Trump firmó en noviembre de 2018 una "orden ejecutiva" que declara al gobierno nicaragüense una "amenaza a la seguridad nacional" de Estados Unidos. En diciembre, aprobó la "Ley de Condicionalidad de la Inversión Nicaragüense". Este "Nica Act" autoriza sanciones contra el Frente Sandinista de Liberación Nacional y tiene como objetivo limitar el acceso de Nicaragua a préstamos internacionales.
Tras las elecciones de 2021 Daniel Ortega se declara ganador, en unas elecciones que fueron consideradas como «falsas» o «ilegítimas», por parte de la oposición y de la comunidad internacional, debido al encarcelamiento de varios precandidatos y activistas opositores, además como la anulación de personería jurídica de 2 partidos.
El 19 de noviembre de 2021, el gobierno de Nicaragua anuncia su salida de la Organización de los Estados Americanos (OEA) argumentando actos de «injerencia» realizadas por el organismo en los asuntos internos del país, así como en las protestas y posterior crisis que mantiene desde 2018 y en las elecciones de 2021.

## Gobierno y política

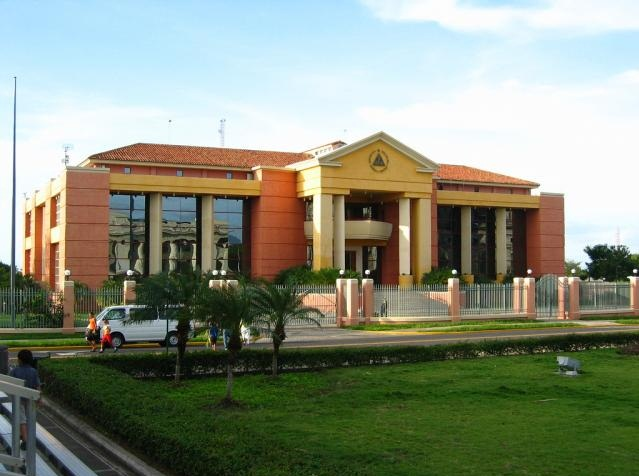
Casa Naranja es el Despacho Presidencial de Nicaragua. A partir de 2007 Casa de los Pueblos.

Nicaragua es una república presidencialista diárquica constituida por el poder ejecutivo que coordina a los órganos: el Legislativo, el Judicial y el Electoral. El poder ejecutivo es ejercido por dos coopresidentes, electos para un período de seis años mediante sufragio universal. El órgano legislativo está radicado en la Asamblea Nacional (unicameral), formada por 92 diputados electos por seis años. Una Corte Suprema de Justicia integrada por 16 magistrados encargada de vigilar el sistema judicial. Las contiendas electorales son responsabilidad del Consejo Supremo Electoral. Administrativamente, Nicaragua está dividida en 153 municipios circunscritos, en quince departamentos y dos regiones autónomas.
Los partidos políticos principales son (orden alfabético):
| Partidos políticos de Nicaragua                                                                        |                                          |           |             |                 |              |                   |
| |                                          |           |             |                 |              |                   |
| Bandera                                                                                                | Partido                                  | Fundación | Tendencia   | Líder           | Diputados    | Alcaldes          |
| 01 | Frente Sandinista de Liberación Nacional | 1961      | socialismo  | Daniel Ortega   | 75 2022-2027 | 135/153 2018-2022 |
| 02 | Partido Liberal Constitucionalista       | 1968      | liberalismo | Walter Espinoza | 9 2022-2027  | 11/153 2018-2022  |
| 03 | Alianza Liberal Nicaragüense             | 2006      | liberalismo | Marcelo Montiel | 2 2022-2027  | 0/153 2018-2022   |
| (*)= Todos los datos de los partidos son actualizados de las Elecciones generales de Nicaragua de 2021 |                                          |           |             |                 |              |                   |

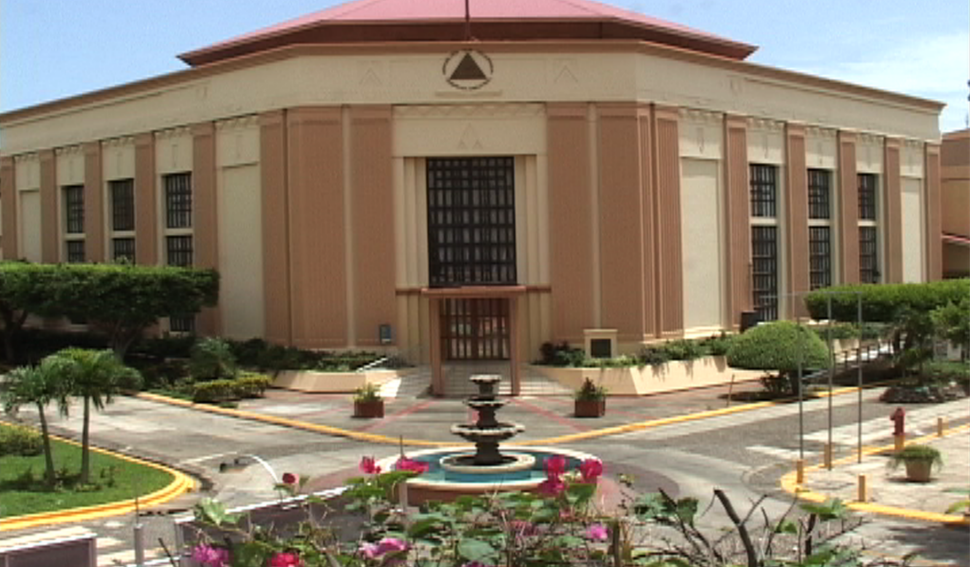
Edificio de la Asamblea Nacional de Nicaragua, despacho oficial del poder legislativo.

La Asamblea Nacional de Nicaragua es el órgano que ejerce el poder legislativo en Nicaragua. Está integrada por 92 diputados que son electos junto a sus suplentes para un período de seis años mediante el voto universal, igual, directo, libre y secreto. Del total de diputados 70 son electos de acuerdo a las circunscripciones departamentales y regiones autónomas, mientras que el resto tendrán carácter nacional.
La Constitución de Nicaragua dispone que el presidente y coopresidente de la República ocuparán los cargos de diputados propietario y suplente, respectivamente, una vez hayan culminado su período constitucional, también harán lo mismo los candidatos a presidente y vicepresidente que hubiesen obtenido el segundo lugar.
La Asamblea Nacional es constituida el 9 de enero del año posterior a la elección. Todos los diputados gozan de la inmunidad parlamentaria en el ejercicio de sus funciones como diputado. Anteriormente a la Revolución Sandinista, el poder legislativo era llamado congreso y su sede se encontraba en el Palacio Nacional de Nicaragua, actual Palacio de la Cultura.
Nicaragua es un miembro pleno y participante de la Conferencia interamericana de seguridad social (CISS) y la Organización de las Naciones Unidas (ONU).

### Seguridad ciudadana

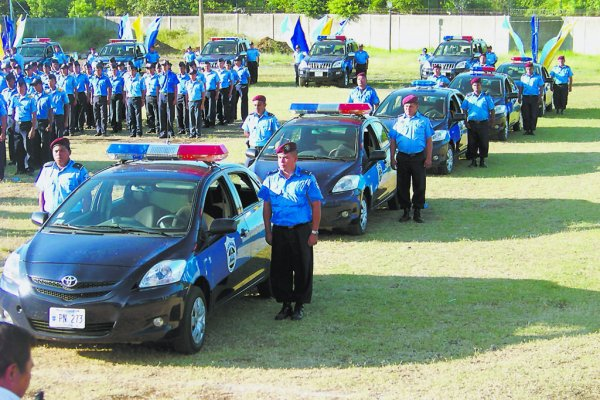
Policía de Nicaragua.

En 2013, el índice de seguridad ciudadana "Índice de Ley y Orden de 2013" (Law and Order Index 2013) elaborado por la firma Gallup, posicionó a Nicaragua como el país más seguro de Latinoamérica. Este informe toma en cuenta la confianza en la policía local. Michael Shifter, presidente del centro de estudios Diálogo Interamericano con sede en Washington, dijo a la agencia EFE, que en Nicaragua, a pesar de ser uno de los países más pobres de la región, las autoridades locales son bastante "respetadas por mantener el orden".
Según el Índice de Paz Global (GPI 2014), del Institute got Economics and Pieace (IEP), publicado en 2015, Nicaragua es el sexto país más seguro Latinoamérica y el Caribe ubicándose en la posición número 58 en dicho índice, que evalúa los gastos militares, relaciones con países vecinos, cantidad de homicidios, crimen organizado y respeto por los derechos humanos.
De acuerdo al Programa de las Naciones Unidas para el Desarrollo, Nicaragua es el país más seguro de Centroamérica con una tasa de homicidios de 8,7 por cada cien mil habitantes, solamente por detrás de países latinoamericanos como Chile (2 por cada 100 000), Argentina (5,8 por cada 100 000), Uruguay (6,1 por cada 100 000), y por delante de Costa Rica (8,9 por cada 100 000) y Perú (9 por cada 100 000).
Por el contrario, los países vecinos del llamado "triángulo del norte", una de las zonas más violentas de América, registran por cada 100 000 habitantes:
- Honduras 90,4
- Belice 44,7
- El Salvador 41,2
- Guatemala 39,9

Este informe analiza en profundidad el fenómeno de la seguridad ciudadana, estudia experiencias exitosas y propone recomendaciones concretas para mejorar las políticas públicas. Pablo Mandeville, representante Residente del Programa de las Naciones Unidas para el Desarrollo (PNUD), afirmó:
"Nosotros esperamos y confiamos que las autoridades nacionales harán una lectura reflexiva del contenido del estudio para que ayude a Nicaragua a continuar avanzando."

### Derechos humanos
En materia de derechos humanos, respecto a la pertenencia a los siete organismos de la Carta Internacional de Derechos Humanos, que incluyen al Comité de Derechos Humanos (HRC), Nicaragua ha firmado o ratificado:
| Nicaragua | Tratados internacionales | Tratados internacionales | Tratados internacionales | Tratados internacionales    | Tratados internacionales  | Tratados internacionales | Tratados internacionales | Tratados internacionales | Tratados internacionales | Tratados internacionales | Tratados internacionales | Tratados internacionales | Tratados internacionales | Tratados internacionales  | Tratados internacionales | Tratados internacionales    | Tratados internacionales | Tratados internacionales    |
| --- | ------------------------ | ------------------------ | ------------------------ | --------------------------- | ------------------------- | --- | ------------------------ | ------------------------ | ------------------------ | --- | ------------------------ | ------------------------ | ------------------------ | ------------------------- | ------------------------ | --------------------------- | ------------------------ | --------------------------- |
| Nicaragua | CESCR                    | CESCR                    | CCPR                     | CCPR                        | CCPR                      | CERD | CED                      | CEDAW                    | CEDAW                    | CAT | CAT                      | CRC                      | CRC                      | CRC                       | CRC                      | MWC                         | CRPD                     | CRPD                        |
| Nicaragua | CESCR                    | CESCR-OP                 | CCPR                     | CCPR-OP1                    | CCPR-OP2-DP               | CERD | CED                      | CEDAW                    | CEDAW-OP                 | CAT | CAT-OP                   | CRC                      | CRC-OP-AC                | CRC-OP-SC                 | CRC-OP-CP                | MWC                         | CRPD                     | CRPD-OP                     |
| Pertenencia | Firmado y ratificado.    | Sin información.         | Firmado y ratificado.    | Firmado pero no ratificado. | Ni firmado ni ratificado. | Nicaragua ha reconocido la competencia de recibir y procesar comunicaciones individuales por parte de los órganos competentes. | Sin información.         | Firmado y ratificado.    | Firmado y ratificado.    | Nicaragua ha reconocido la competencia de recibir y procesar comunicaciones individuales por parte de los órganos competentes. | Sin información.         | Firmado y ratificado.    | Firmado y ratificado.    | Ni firmado ni ratificado. | Sin información.         | Firmado pero no ratificado. | Firmado y ratificado.    | Firmado pero no ratificado. |
| Firmado y ratificado, firmado, pero no ratificado, ni firmado ni ratificado, sin información, ha accedido a firmar y ratificar el órgano en cuestión, pero también reconoce la competencia de recibir y procesar comunicaciones individuales por parte de los órganos competentes. |                          |                          |                          |                             |                           | |                          |                          |                          | |                          |                          |                          |                           |                          |                             |                          |                             |

## Organización territorial
Nicaragua se divide en 15 departamentos y 2 regiones autónomas, los departamentos hoy en día solo tienen propósitos meramente administrativos. No tienen autoridades, ni propias ni delegadas del poder central. Los departamentos se dividen a su vez en municipios regidos por un alcalde y un concejo municipal.
En 1987, se han creado dos regiones autónomas a partir del antiguo departamento de Zelaya y la Región autónoma de la Costa Caribe Norte y Costa Caribe Sur, las cuales son regidas por un gobernador regional y un Concejo regional. La reforma a la Constitución Política de Nicaragua de 2014 modifica el nombre de las regiones por Costa Caribe en lugar de Costa Atlántica. Estas regiones autónomas están pobladas básicamente por poblaciones indígenas y su gobierno comunitario se rige por las normas propias de estas culturas.
| Boaco Carazo Chinandega Chontales Costa Caribe Norte Costa Caribe Sur Estelí Granada Jinotega León Madriz Managua Masaya Matagalpa Nueva Segovia Río San Juan Rivas Honduras El Salvador Costa Rica Mar Caribe Océano Pacífico Lago Xolotlán Lago Cocibolca Golfo de Fonseca |        |                |                  |                  |          |
| Departamento | ISO:NI | Cabecera       | Población (2023) | Superficie (km²) | Densidad |
| Boaco | NI-BO  | Boaco          | 188,809          | 4,177            | 45.21    |
| Carazo | NI-CA  | Jinotepe       | 200,894          | 1,081            | 185.8    |
| Chinandega | NI-CI  | Chinandega     | 445,784          | 4,822            | 92.44    |
| Chontales | NI-CO  | Juigalpa       | 193,827          | 6,481            | 29.91    |
| Costa Caribe Norte | NI-CN  | Puerto Cabezas | 563,088          | 33,106           | 17.01    |
| Costa Caribe Sur | NI-CS  | Bluefields     | 434,270          | 27,260           | 15.93    |
| Estelí | NI-ES  | Estelí         | 233,077          | 2,230            | 104.5    |
| Granada | NI-GR  | Granada        | 219,244          | 1,040            | 210.9    |
| Jinotega | NI-JI  | Jinotega       | 499,289          | 9,222            | 54.14    |
| León | NI-LE  | León           | 426,850          | 5,138            | 83.08    |
| Madriz | NI-MD  | Somoto         | 181,328          | 1,708            | 106.1    |
| Managua | NI-MN  | Managua        | 1,585,800        | 3,465            | 457.6    |
| Masaya | NI-MS  | Masaya         | 409,265          | 610.8            | 670.1    |
| Matagalpa | NI-MT  | Matagalpa      | 613,262          | 6,804            | 90.13    |
| Nueva Segovia | NI-NS  | Ocotal         | 282,799          | 3,491            | 81.00    |
| Río San Juan | NI-SJ  | San Carlos     | 140,786          | 7,543            | 18.66    |
| Rivas | NI-RI  | Rivas          | 185,514          | 2,162            | 85.81    |
| * Fuente: Estimación del 2023 - INIDE. |        |                |                  |                  |          |

## Geografía

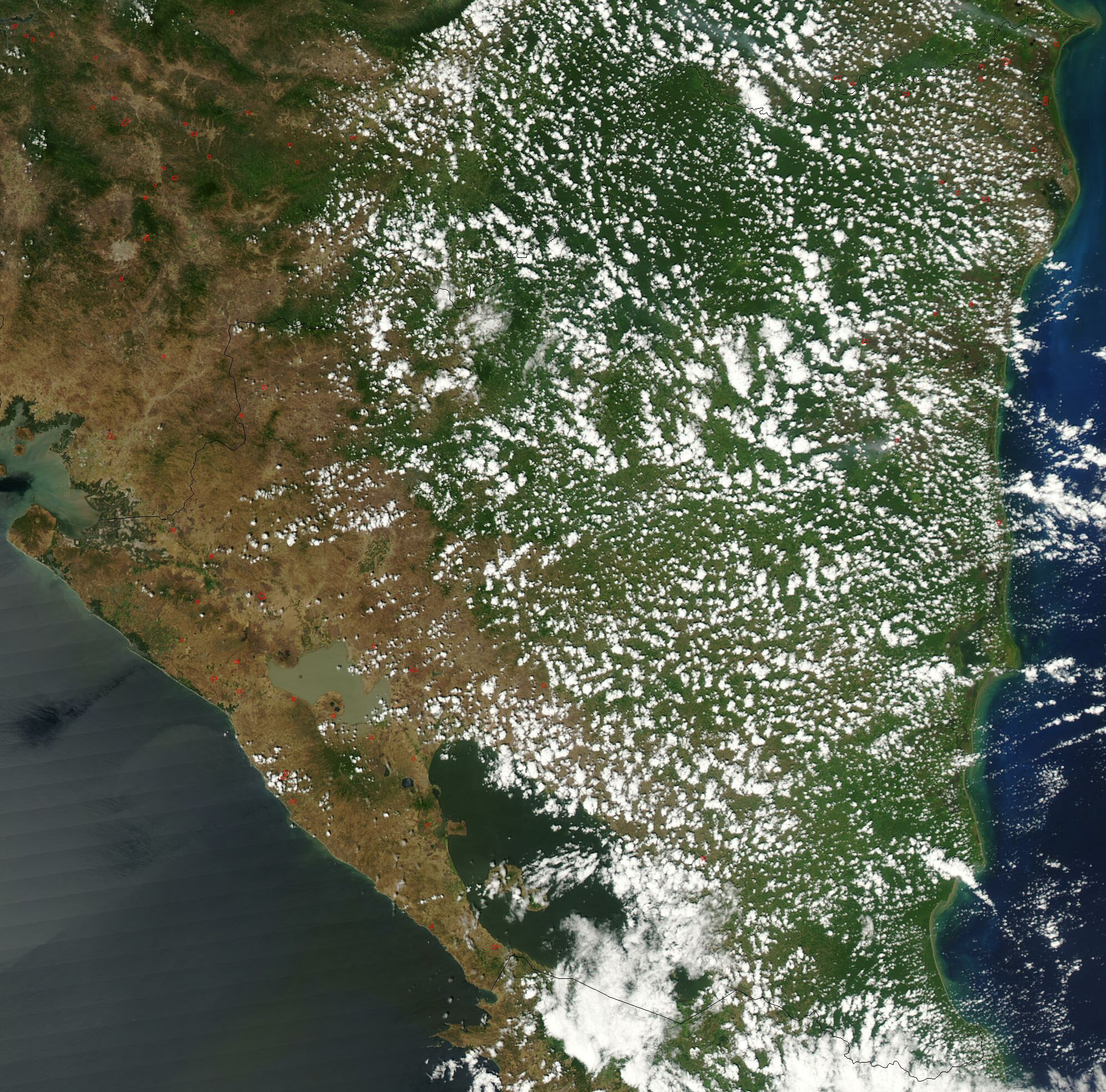
Imagen satelital de Nicaragua.

La República de Nicaragua es un país ubicado en el centro geográfico del istmo centroamericano. Limita al norte con Honduras, al sur con Costa Rica, al oeste con El Salvador a través del Golfo de Fonseca y el océano Pacífico en la gran mayoría de sus costas, y al este con el mar Caribe. Por razones administrativas, Nicaragua se divide en quince departamentos y dos regiones autónomas. Estos, a la vez, se dividen en municipios, que actualmente son 153.
En Nicaragua se encuentran desde sabanas, hasta montañas vírgenes con especies autóctonas, y goza de tener uno de los lagos más grandes del mundo, con especies exóticas como el tiburón de agua dulce; mesetas aún despobladas con clima primaveral todo el año en el centro y Pacífico del país, incluyendo zonas frías; playas aún vírgenes e impresionantes, donde actualmente se está asentando una oleada de nuevos turistas provenientes principalmente de Honduras y El Salvador, aprovechando además los bajos costos de los terrenos; volcanes activos; islas impresionantes y también poco exploradas aún como Ometepe, Zapatera, las Isletas de Granada o Corn Island, entre otras.

### Zona del Pacífico
La Zona del Pacífico del país se caracteriza por ser la región volcánica y lacustre de Nicaragua, en ella se extienden la cordillera Centroamericana y la más elevada y ríspida cordillera Volcánica. El primer volcán es el Cosigüina, ubicado en la península homónima, dentro del golfo de Fonseca (muy popular entre turistas y autóctonos por ser en realidad una caldera sumergida de un gran cráter). Le sigue la cadena volcánica de los Marrabios o Maribios, que termina con el Momotombito; un islote en el lago Xolotlán. Hay también otros volcanes, como el Masaya o el Maderas y Concepción, formando estos dos últimos la isla de Ometepe en el lago Cocibolca (también conocido como el lago de Nicaragua). Esta zona goza de la presencia de otro gran lago: el lago Xolotlán.
Compuesta por los departamentos Rivas, Granada, Carazo, Masaya, Managua, León y Chinandega.

### Zona Central
La Zona Central del país da fuente a otro gran río, el río Escondido, que se alimenta de la unión de los ríos Siquia, Mico y Rama. A lo largo de esta región se desplaza la cordillera Amerrisque o Chontaleña. En el norte de esta, presenta regiones secas como Nueva Segovia y montañosas y húmedas como Jinotega y Matagalpa. Estas zonas sirven de fuente a dos grandes ríos: el río Coco o Segovia y el Río Grande de Matagalpa. Nueva Segovia presenta las cordilleras de Dipilto y Jalapa, que sirven de frontera con Honduras, mientras que Jinotega a la cordillera de Isabelia y Matagalpa a la cordillera Dariense. La Zona Central se divide en los departamentos de Madriz, Nueva Segovia, Boaco, Jinotega, Estelí, Matagalpa y Chontales, también Río San Juan.

### Tierras bajas del Caribe
La zona del Caribe del país es una gran planicie cubierta de grandes bosques y enormes ríos corren por sus tierras. Entre los principales ríos de esta región que desembocan en el mar de las Antillas están: el Coco o Segovia, el Wawa, el Kukalaya, el Prinzapolka, el Bambana, el Grande de Matagalpa, el Kurinwás, el Escondido (y sus afluentes Siquia, Mico y Rama), el Punta Gorda y el San Juan. En la parte norte de esta zona se encuentra parte de la cordillera Isabelia y Dariense y hacia el sur un ramal de la del Amerrisque o Chontaleña. Como nota adicional en la zona Caribe se encuentra la selva de Bosawás, la segunda selva más grande del continente y hogar de una rica biodiversidad.

Zona del Pacífico, Central y Caribe de Nicaragua
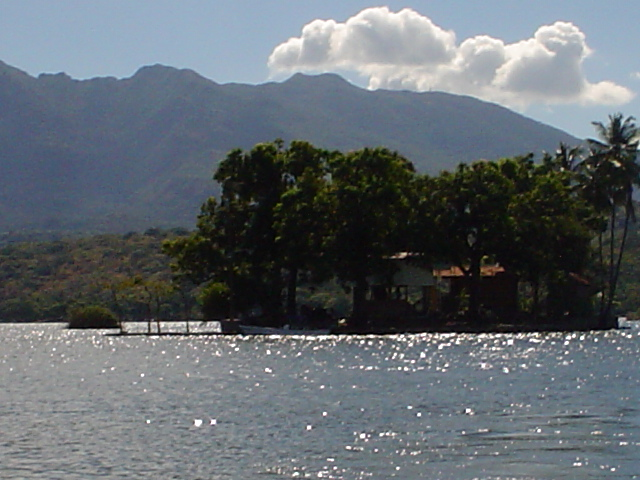
El Gran Lago Cocibolca.
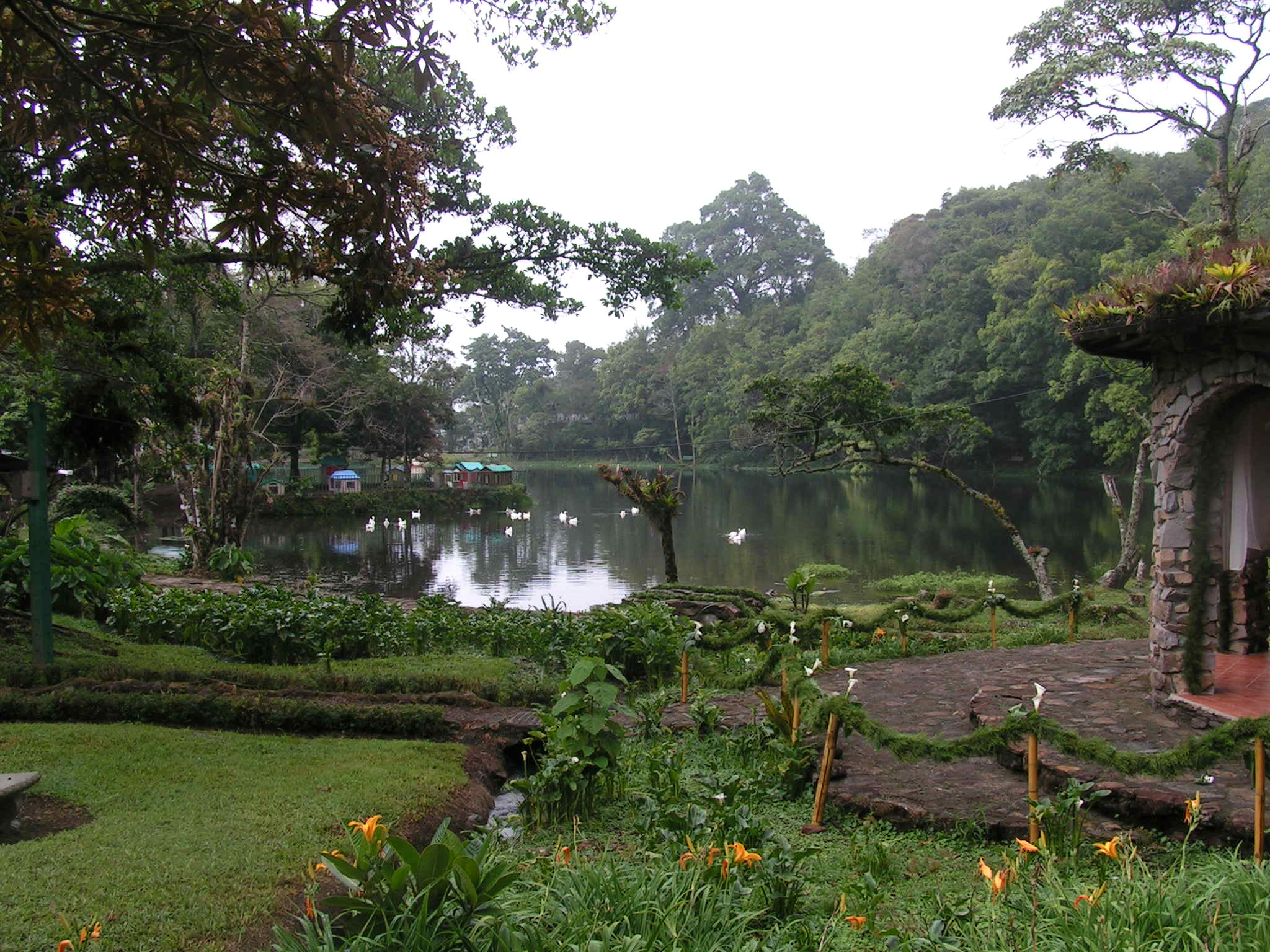
Reserva Natural Selva Negra en carretera a Matagalpa.
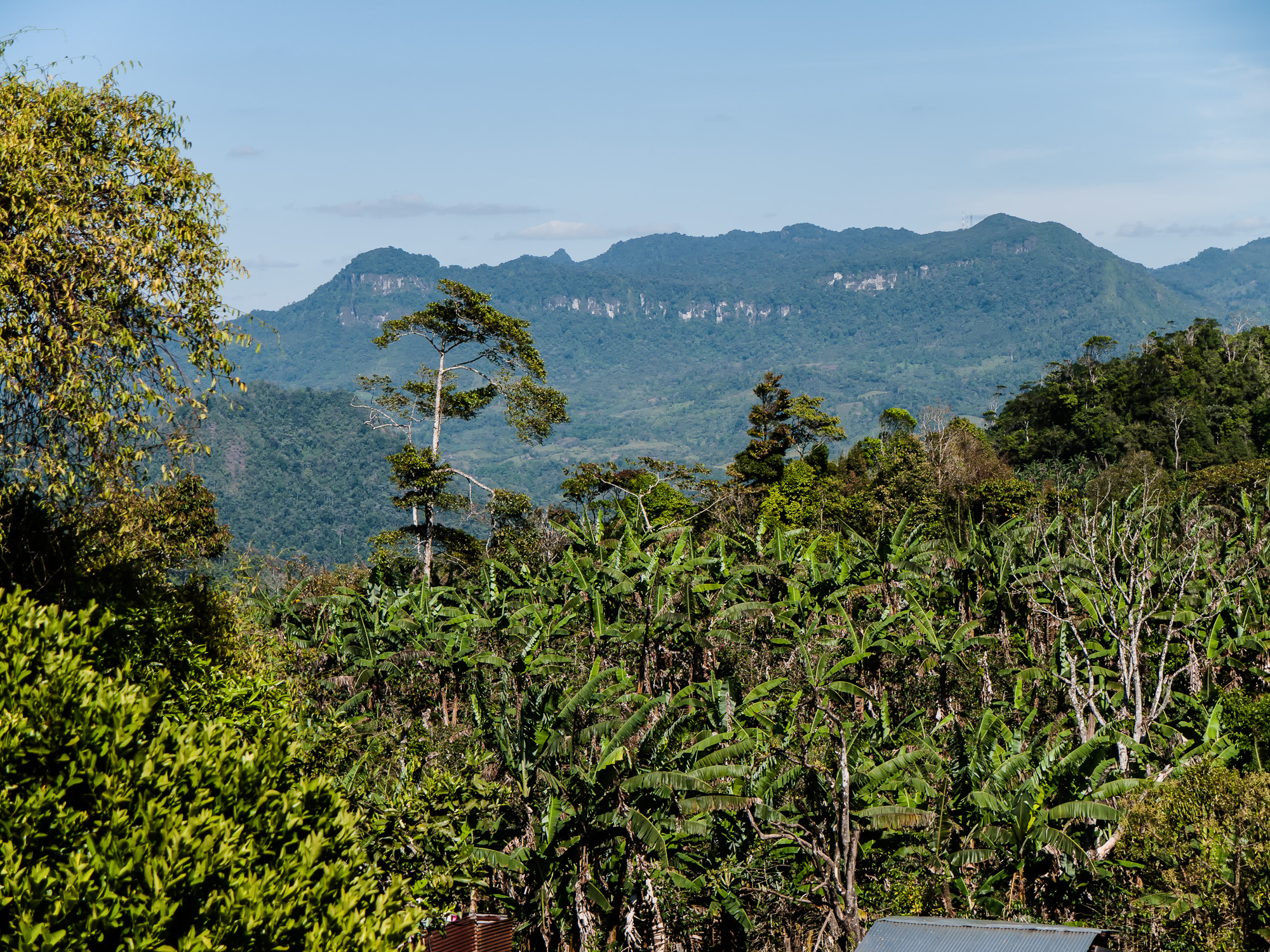
Peñas Blancas, parte de la Reserva de Bosawás.
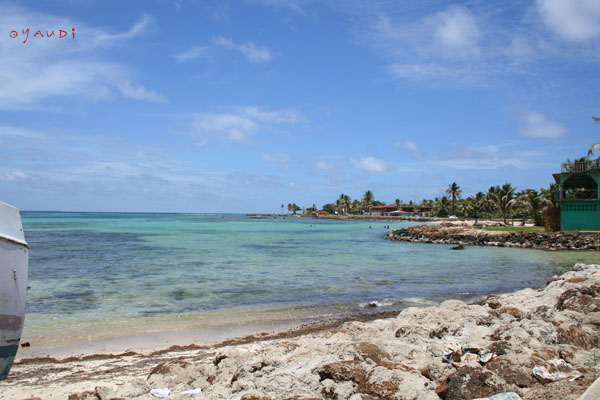
Corn Island.

### Hidrografía
Nicaragua es un país de grandes lagos y abundantes ríos. Se pueden diferenciar tres vertientes, la del Caribe, la del Pacífico y la interna. Los ríos de la vertiente del Pacífico son cortos y en general con sistemas de drenaje estructurados por corrientes efímeras o intermitentes, con un régimen irregular y caudales de estiaje muy reducidos; sin embargo, en el período lluvioso se pueden producir grandes crecidas, con inundaciones severas en las partes bajas de sus cuencas.
Sus principales ríos son: el Negro, Estero Real, El Viejo, Atoya, El Tesorero, El Releajo, Posoltega, Telica, Chiquito, Izapa, Tamarindo, Soledad, Masachapa, Amalia, Las Lajas, Ochomogo, Grande y Brito. La vertiente del Caribe acoge a los ríos más largos y caudalosos, muchos de ellos con posibilidad de navegación. Los más importantes son el río Coco, que hace frontera con Honduras, el río San Juan, que hace frontera con Costa Rica, Tuma, Siquia e Indio.

### Flora y fauna
Nicaragua se localiza en el centro del continente americano, esta privilegiada localización provoca que el país albergue una gran biodiversidad. En el país se localizan la mayoría de especies del Neártico y de la Región Neotropical, con la excepción de las especies de altas latitudes.
Este conjunto de factores junto con el clima y las ligeras variaciones altitudinales permiten que el país de cobijo a 248 especies de anfibios y reptiles, 183 especies de mamíferos, 705 especies de aves, 640 especies de peces y unas 5800 especies de plantas. Todas estas especies se distribuyen en los diferentes biomas del país: selvas umbrófilas, selvas tropófilas, bosques de coníferas, sabanas y matorrales.
El ave nacional de Nicaragua es el Guardabarranco. La región de las grandes selvas se localiza en la costa oriental del país. Se da la selva lluviosa en el Río San Juan y en las regiones autónomas Costa Caribe Norte y Costa Caribe Sur. Este bioma agrupa a la mayor biodiversidad del país y se encuentra protegida en gran parte por la Reserva Biológica Indio Maíz en el sur y por la Reserva de Bosawás en el noreste de Jinotega. La reserva de Bosawás tiene una gran biodiversidad representada por el jaguar, el puma, el danto, la guacamaya y el águila harpía; además forma un gran corredor con los bosques del sur de Honduras que representan unas 2,4 millones de hectáreas, consideradas los pulmones de América Central y la segunda selva umbrófila en tamaño de América (Para más información ver Áreas protegidas de Nicaragua).
En general la fauna que compone a las selvas lluviosas del país son el jaguar, el danto, diversos tipos de monos, la guacamaya, el quetzal, el águila harpía, las serpientes y los cocodrilos.
La selva tropófila se da en la zona del Pacífico y en algunos puntos del norte y el Caribe del país. En estos bosques se da una estación seca durante el invierno, sin embargo llueve mucho durante la estación húmeda. Estos bosques albergan pumas, venados, monos y diversas especies de reptiles.
El bosque tropical de coníferas se da en la Costa Caribe Norte. Se caracteriza por la presencia de diversos árboles típicos del Neártico, como el pino. También se dan algunas especies de mamíferos como los venados y los coyotes.
Las sabanas se dan en todo el país y su vegetación varía según la región. Así en la Costa Caribe Norte hay sabanas cubiertas de pinos y en Rivas hay sabanas con especies propias de las selvas. La fauna de las sabanas se compone de venados, coyotes y pecarís; sin embargo, la mayoría de sabanas del país han sido convertidas en terrenos de cultivo y pastoreo.

Fauna y flora de Nicaragua
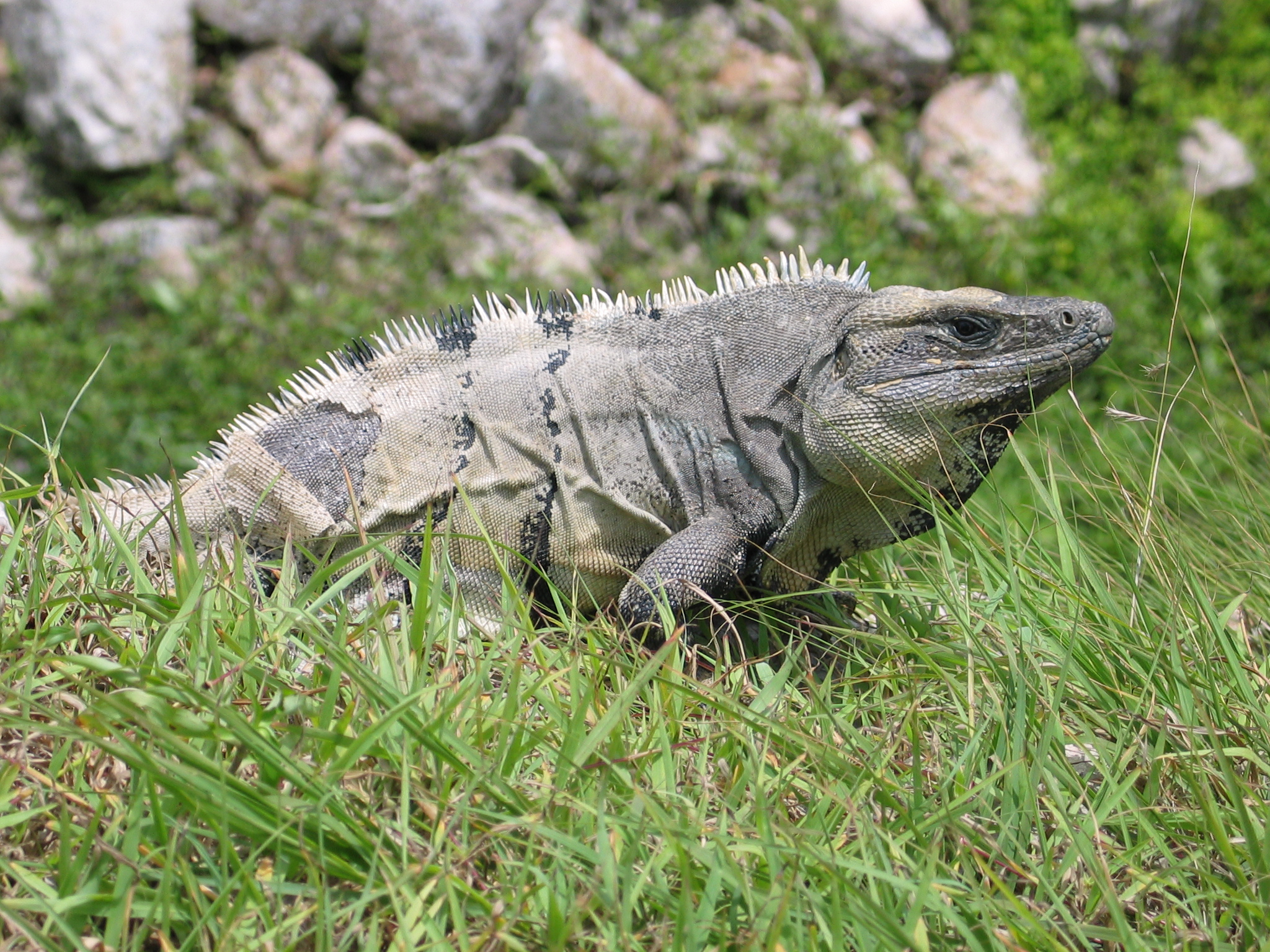
Ctenosaura
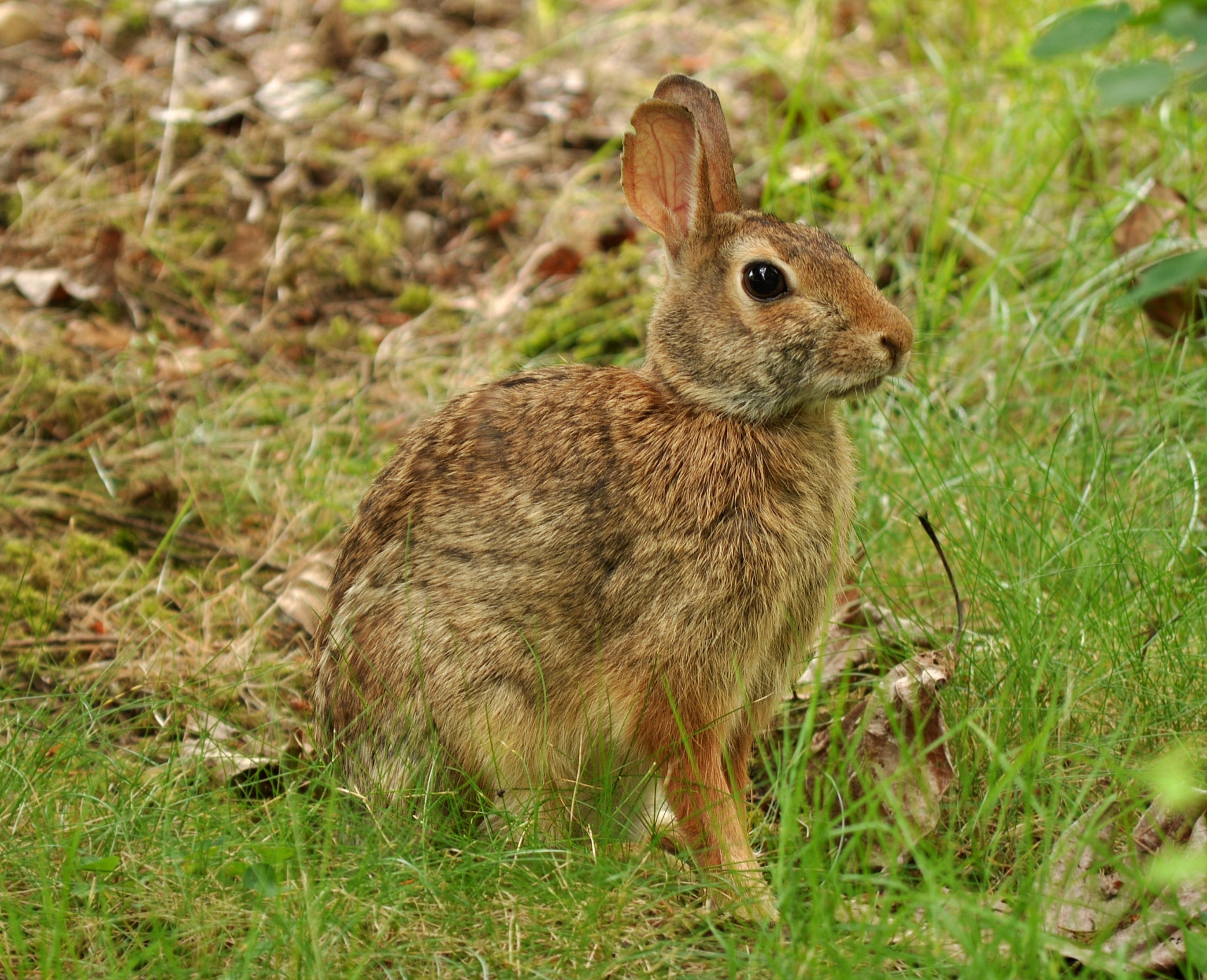
Sylvilagus floridanus
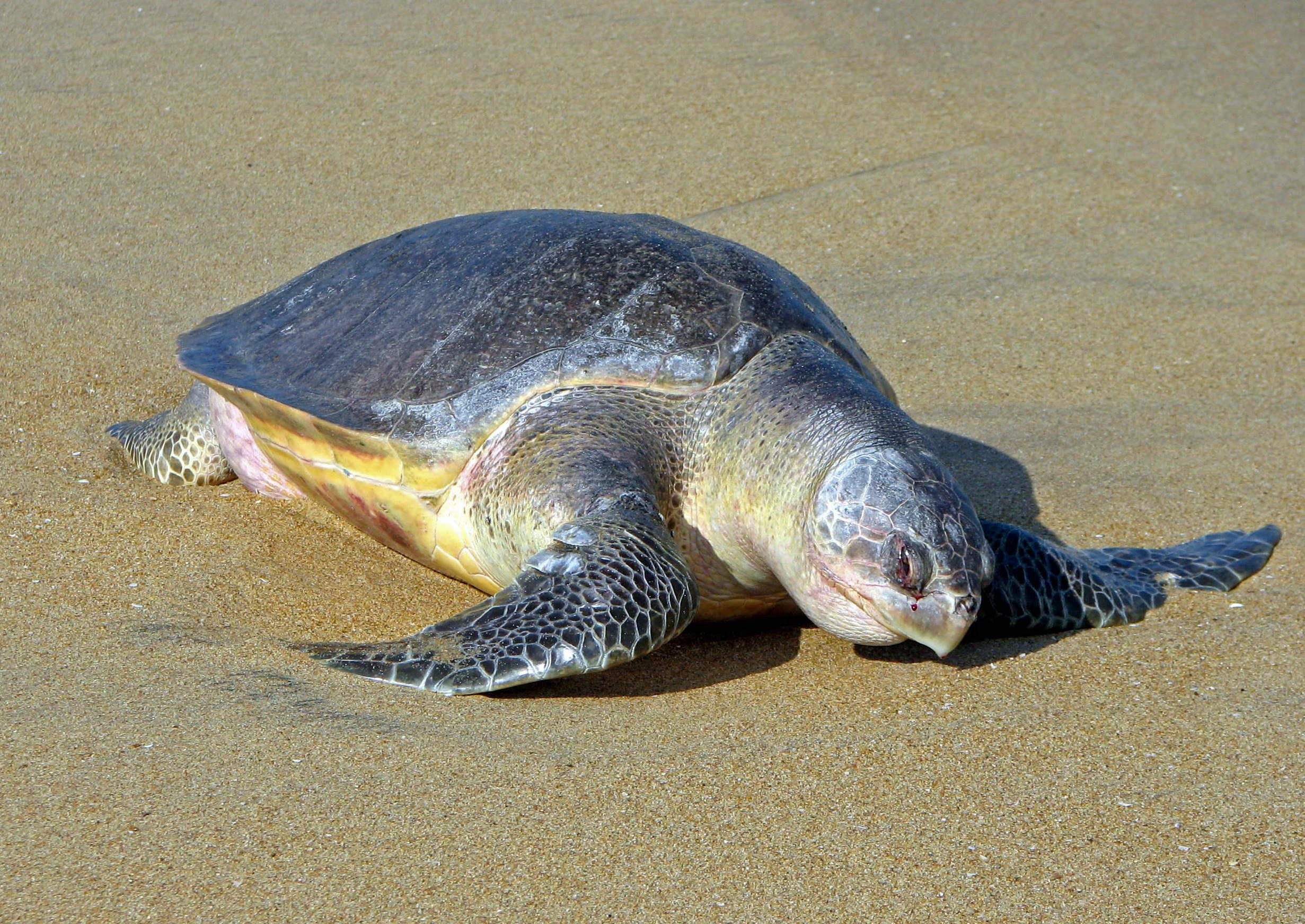
Lepidochelys olivacea
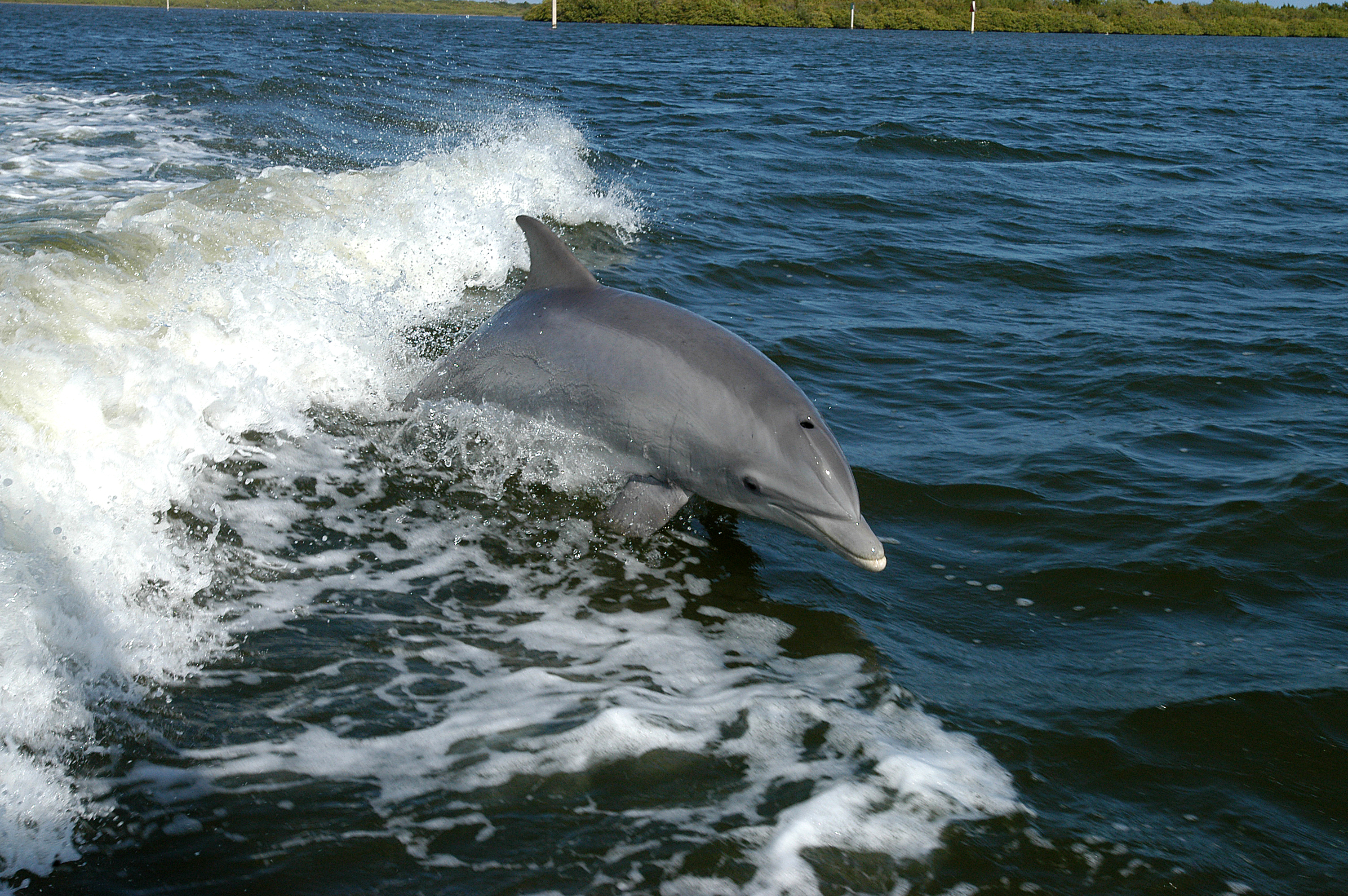
Tursiops
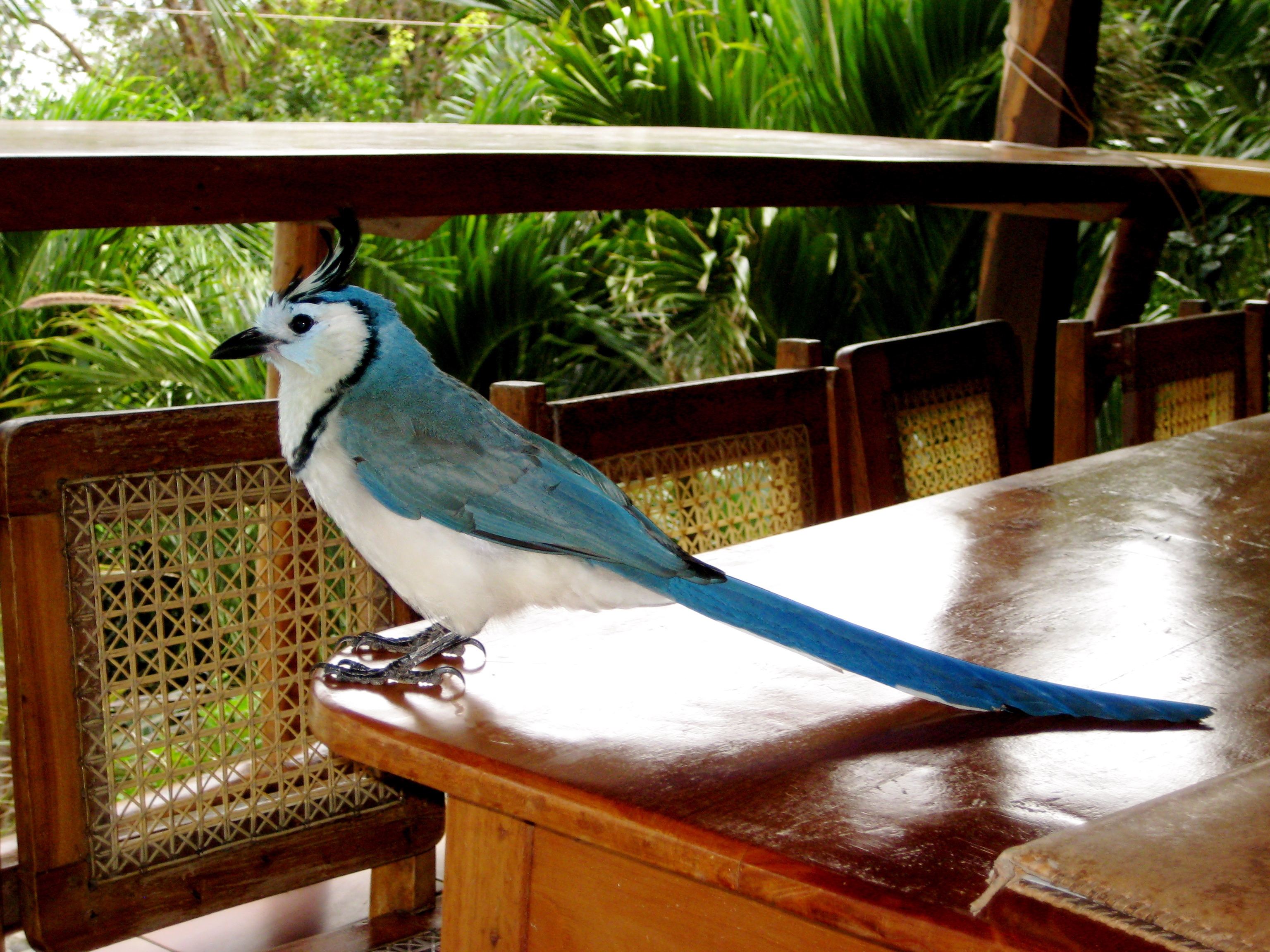
Calocitta formosa
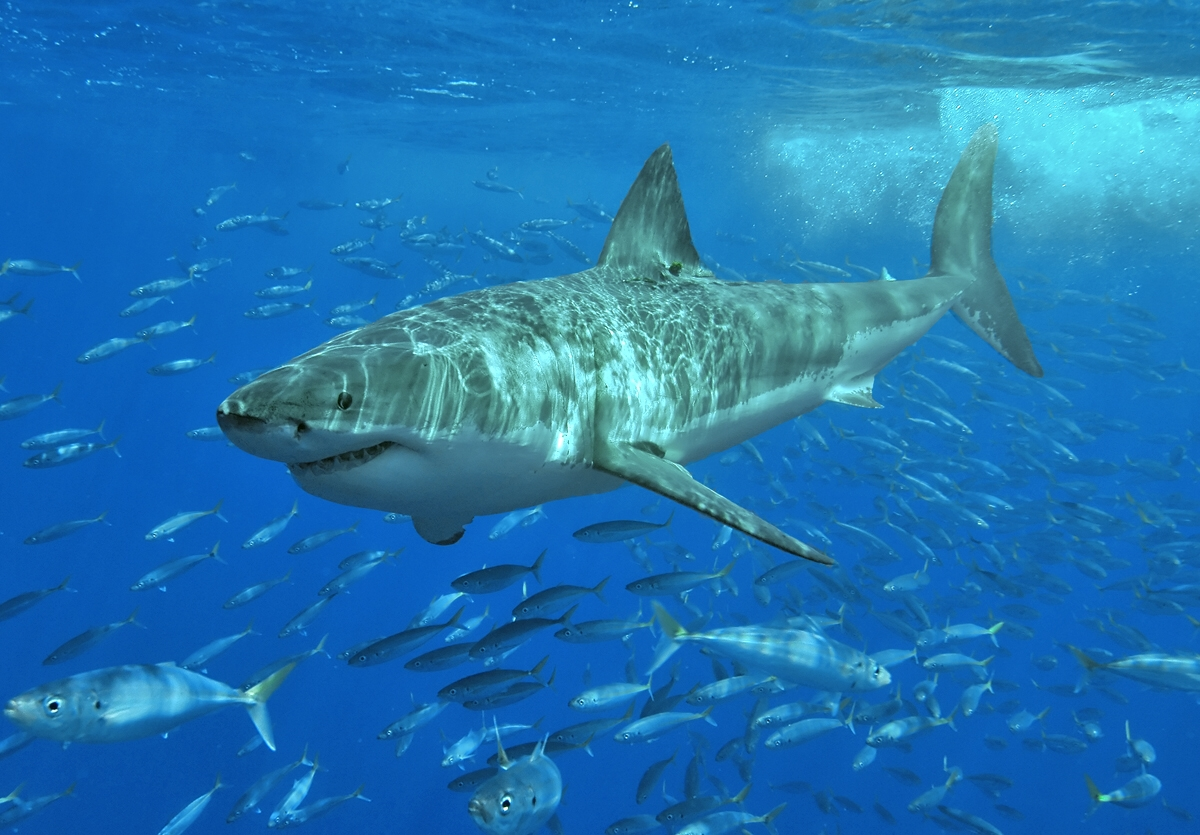
Carcharodon carcharias
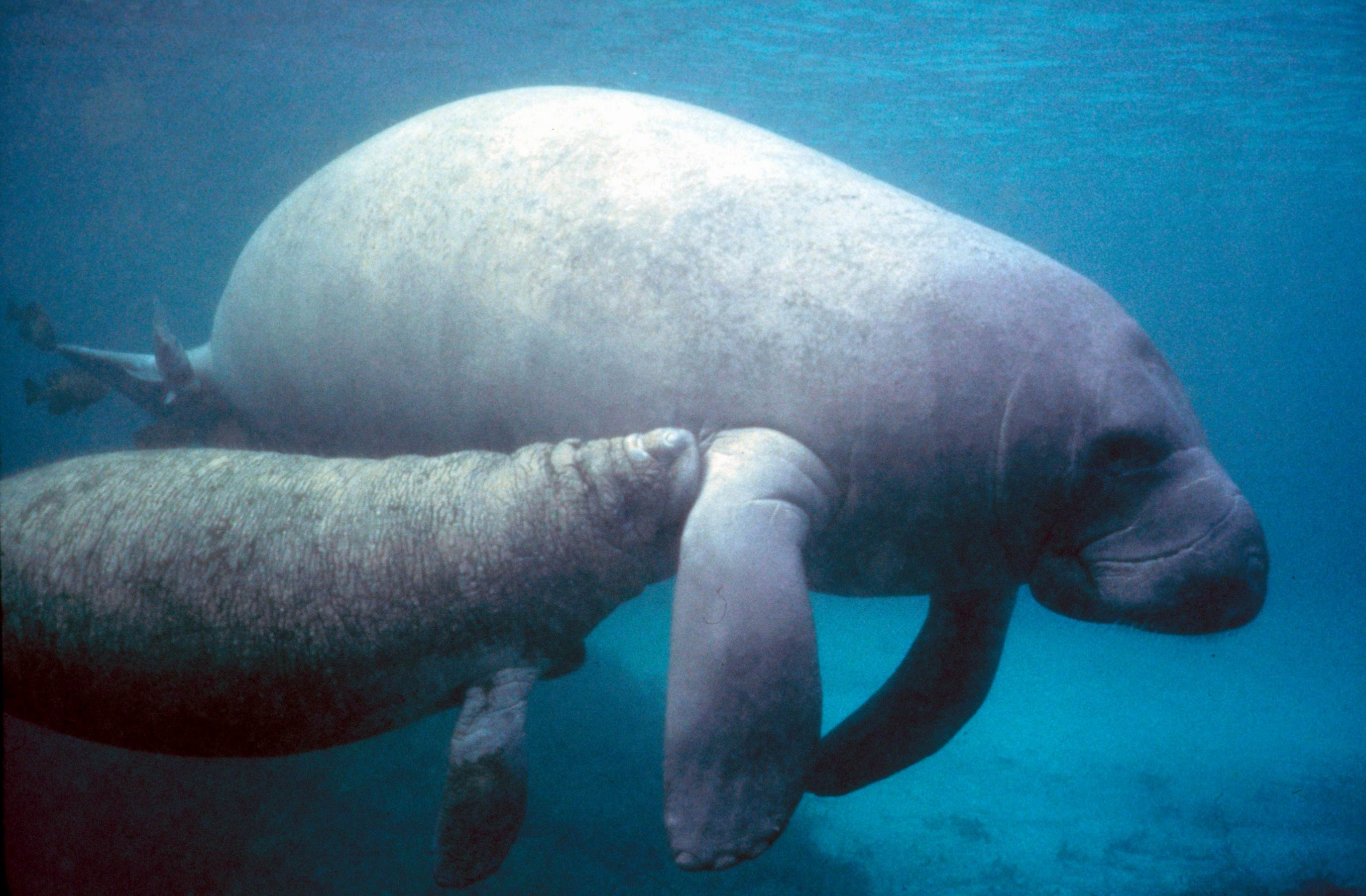
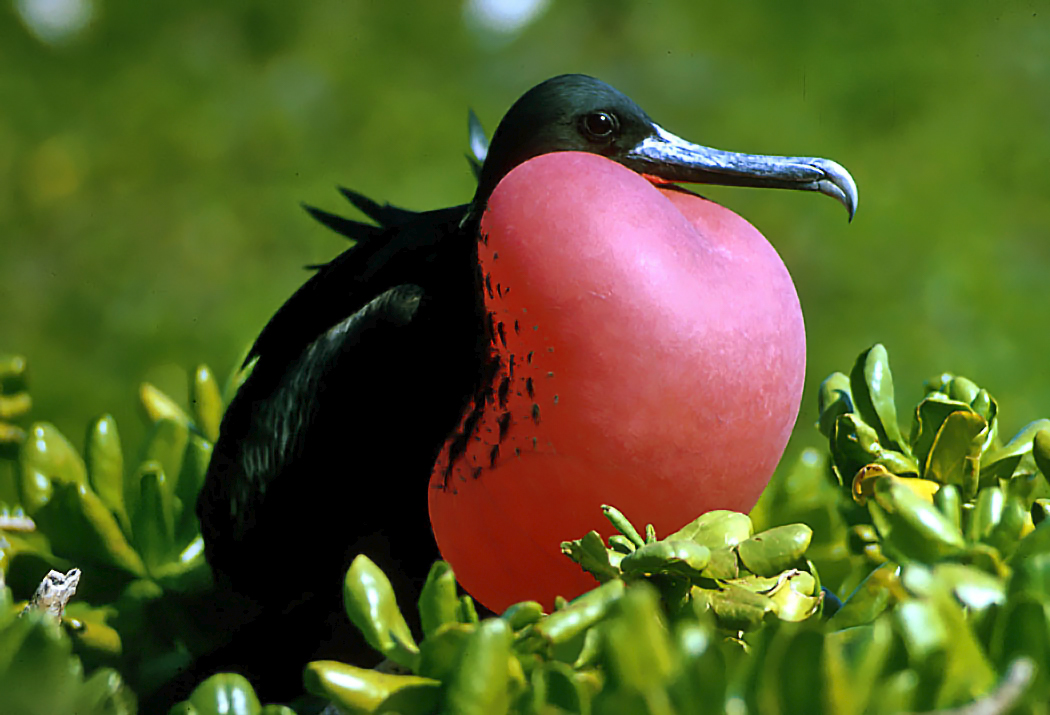
Fregata magnificens
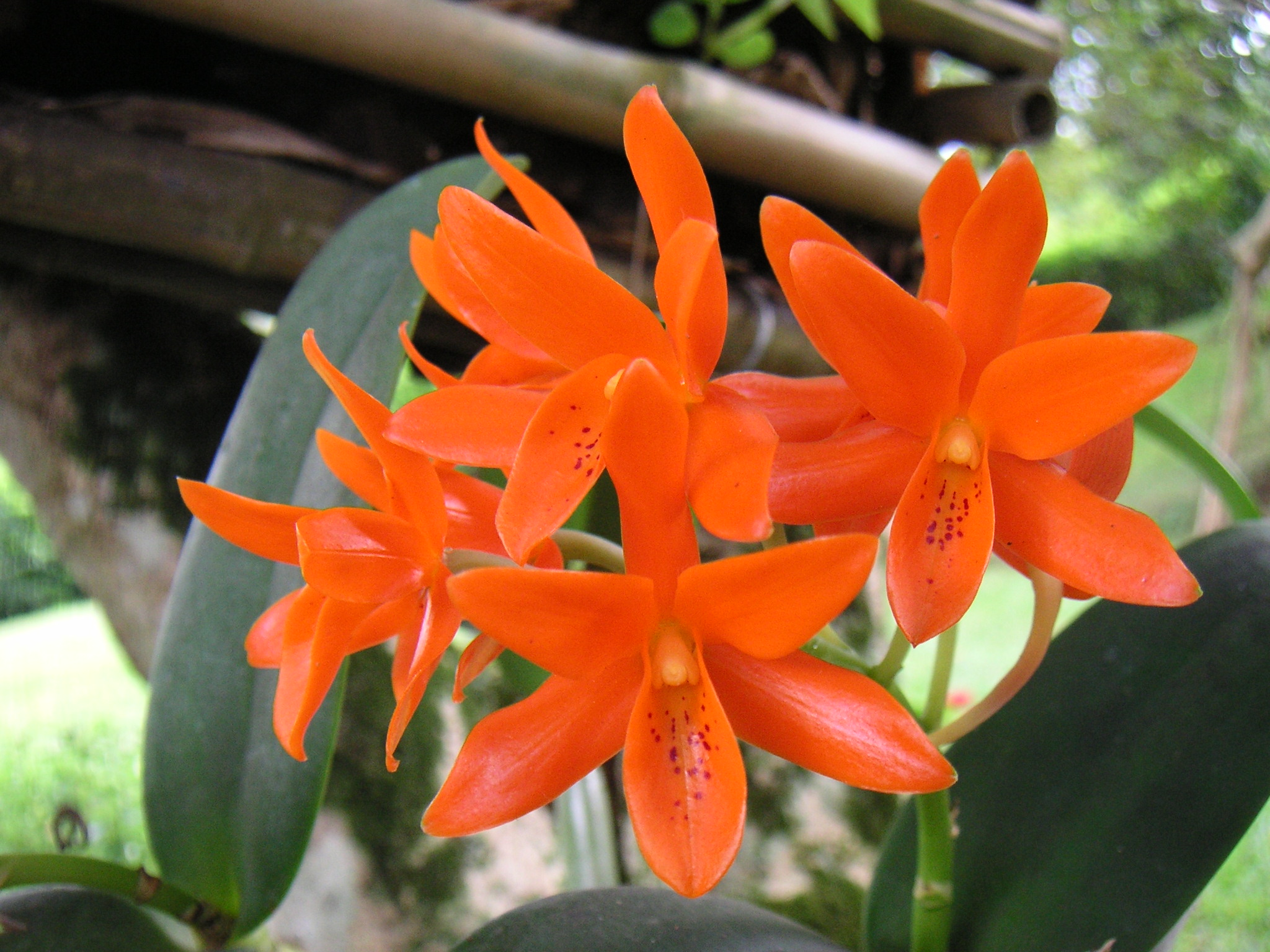
Guarianthe aurantiaca
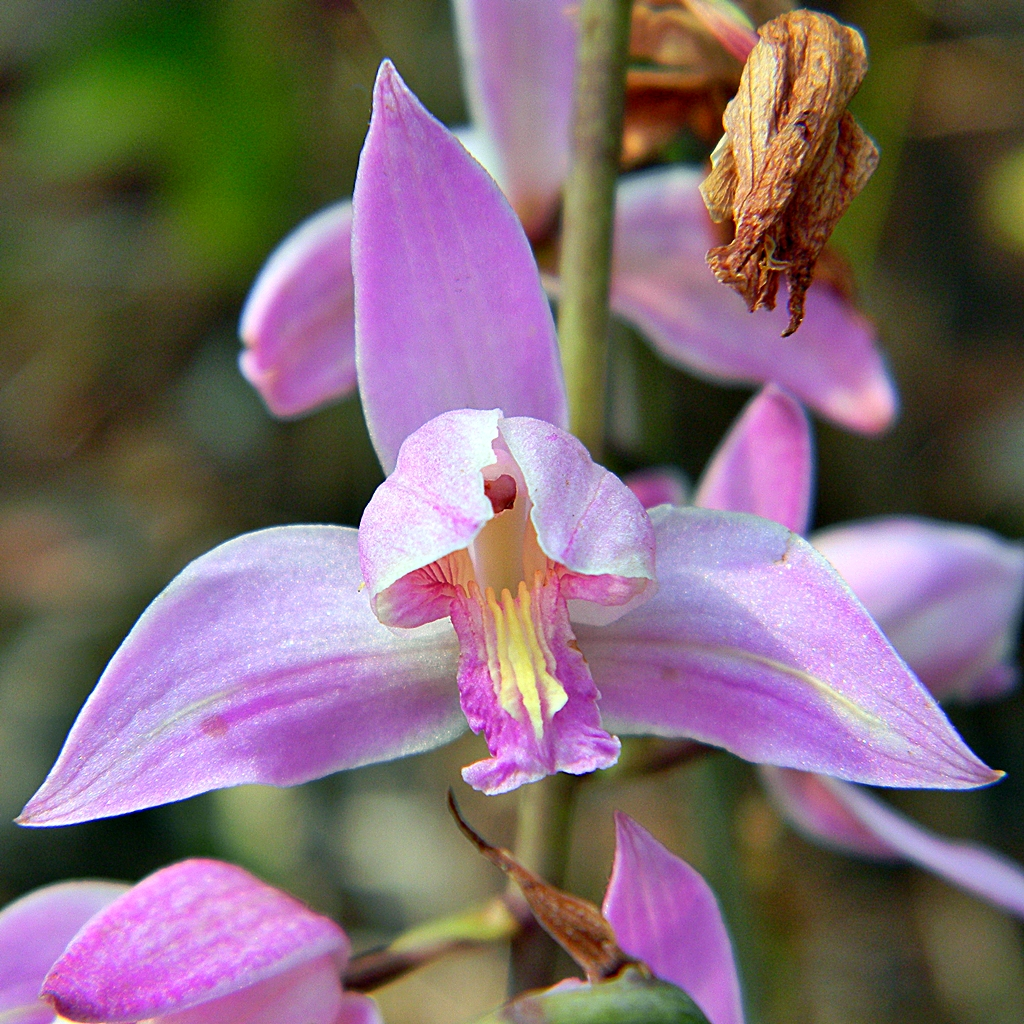
Bletia purpurea
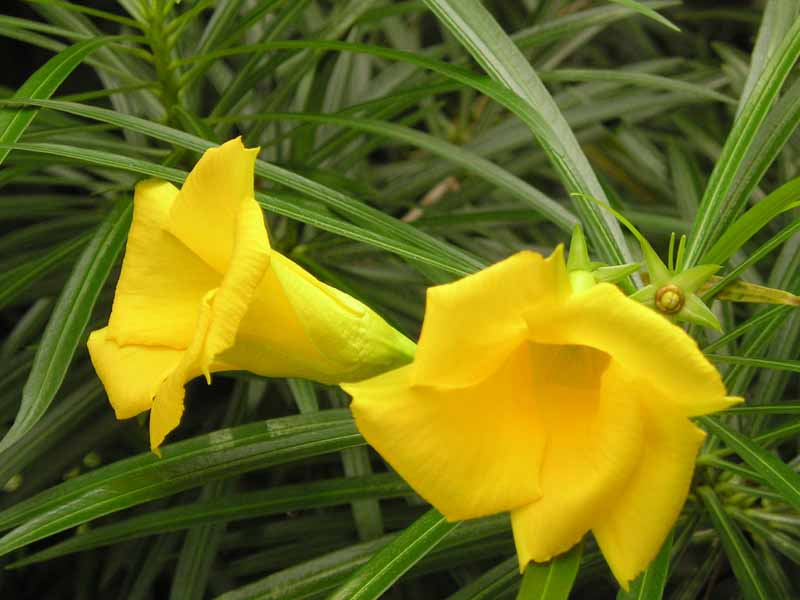
Cascabela thevetia
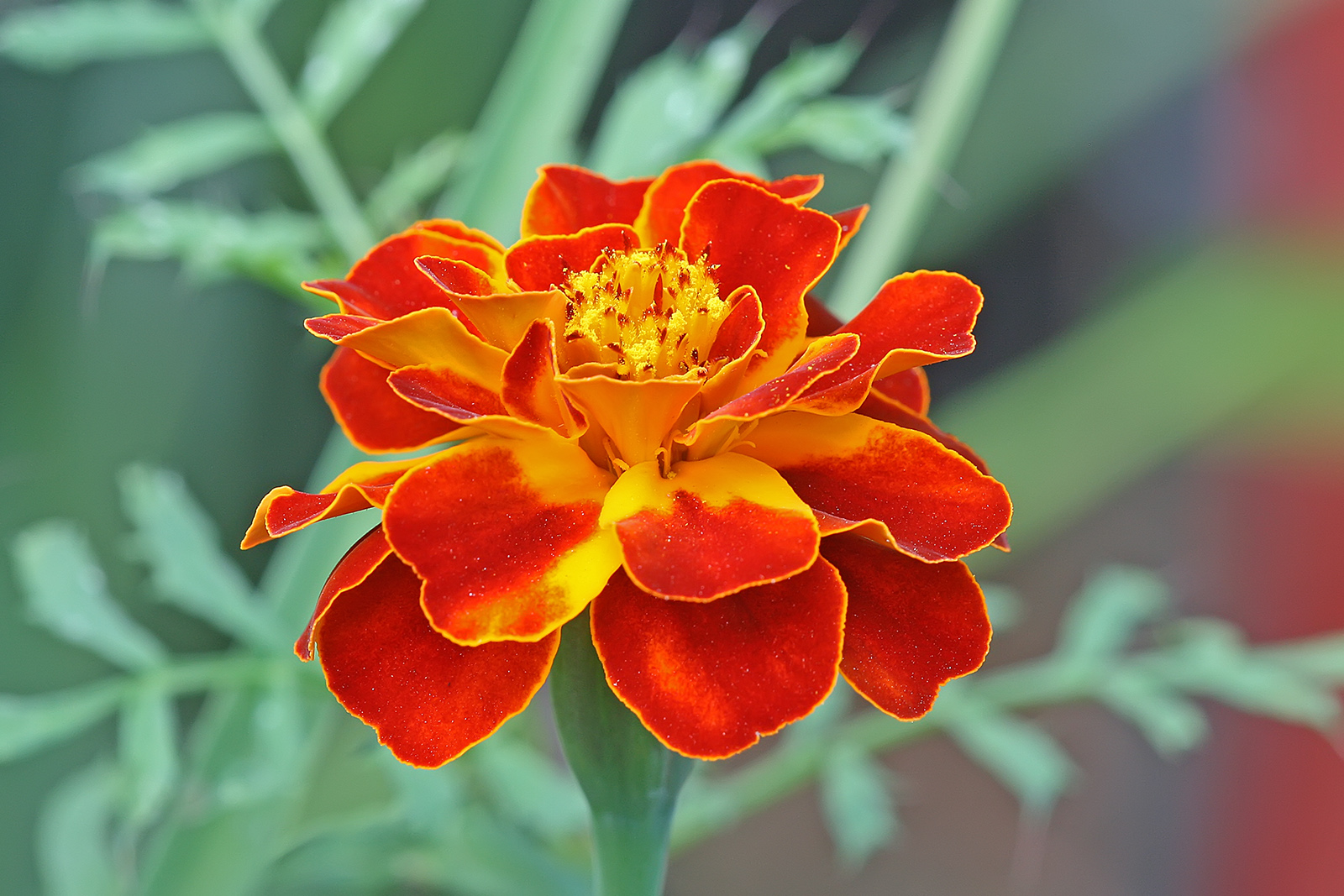
Tagetes patula
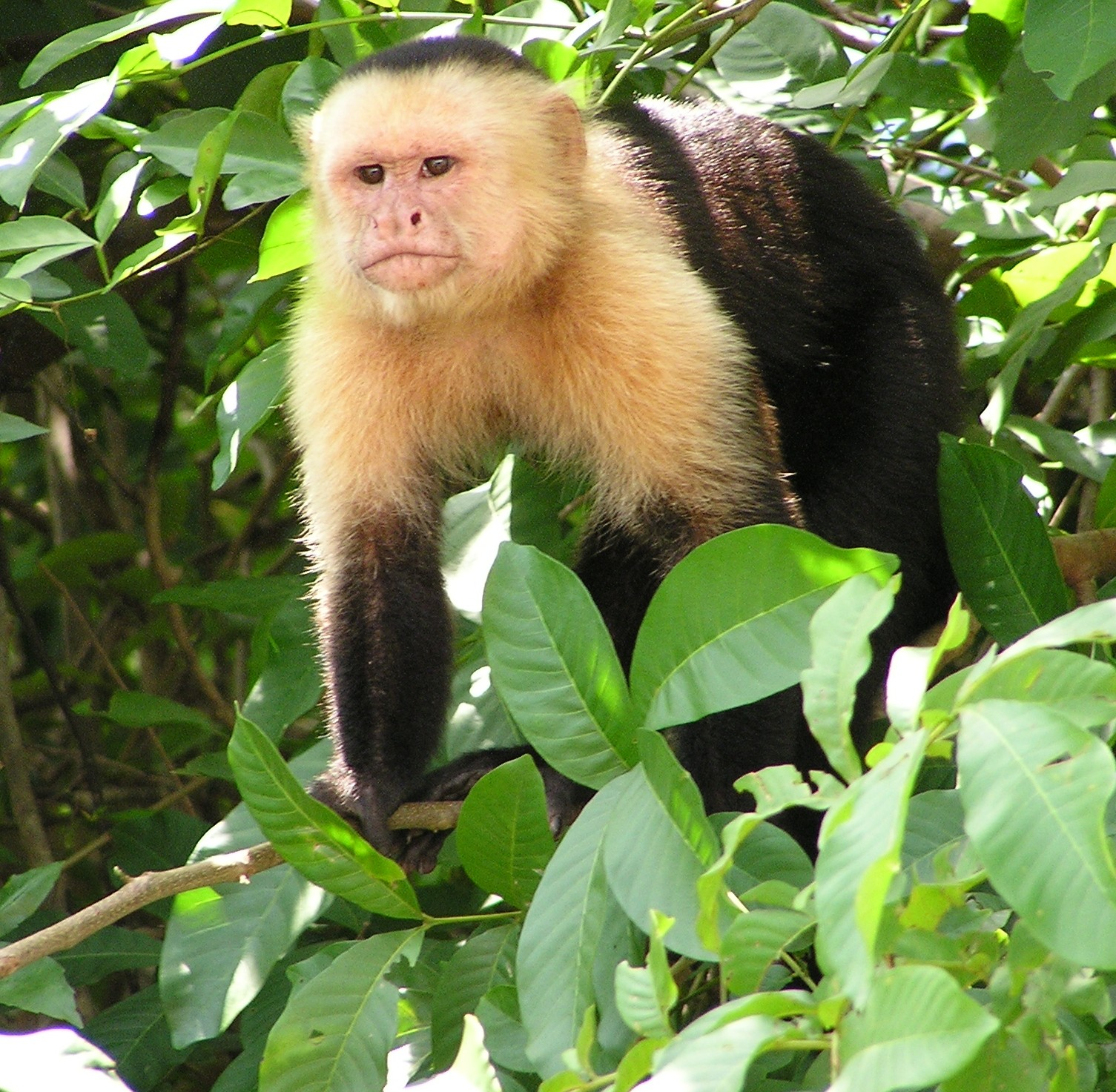
Cebus capucinus
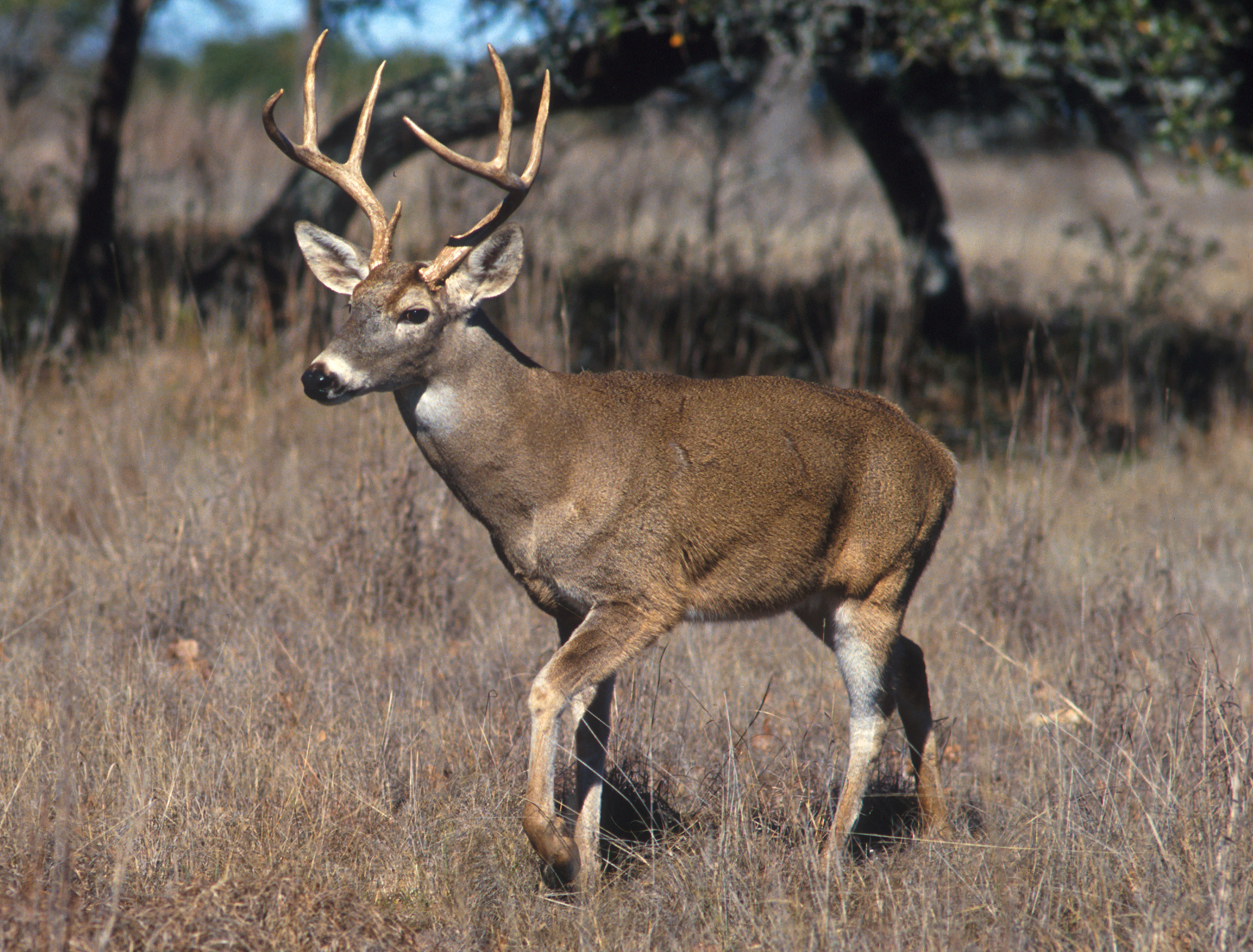
Odocoileus virginianus
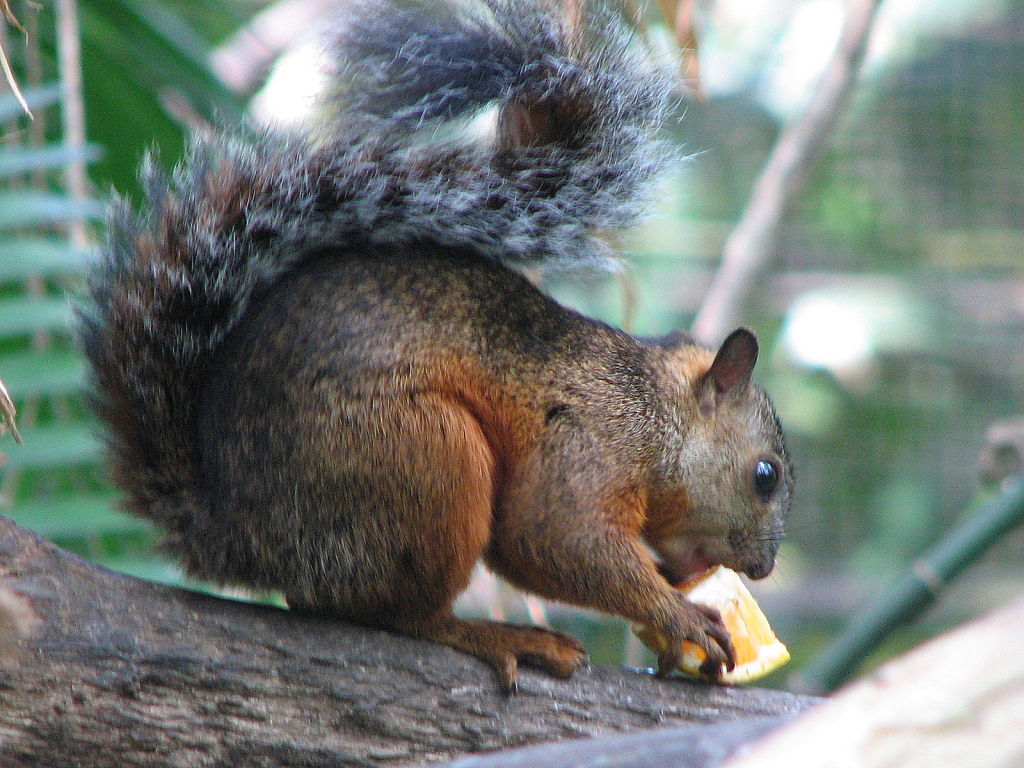
Sciurus variegatoides
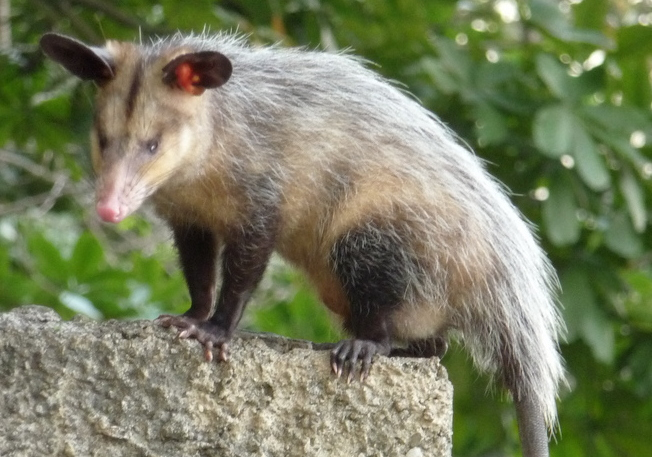
Didelphis marsupialis
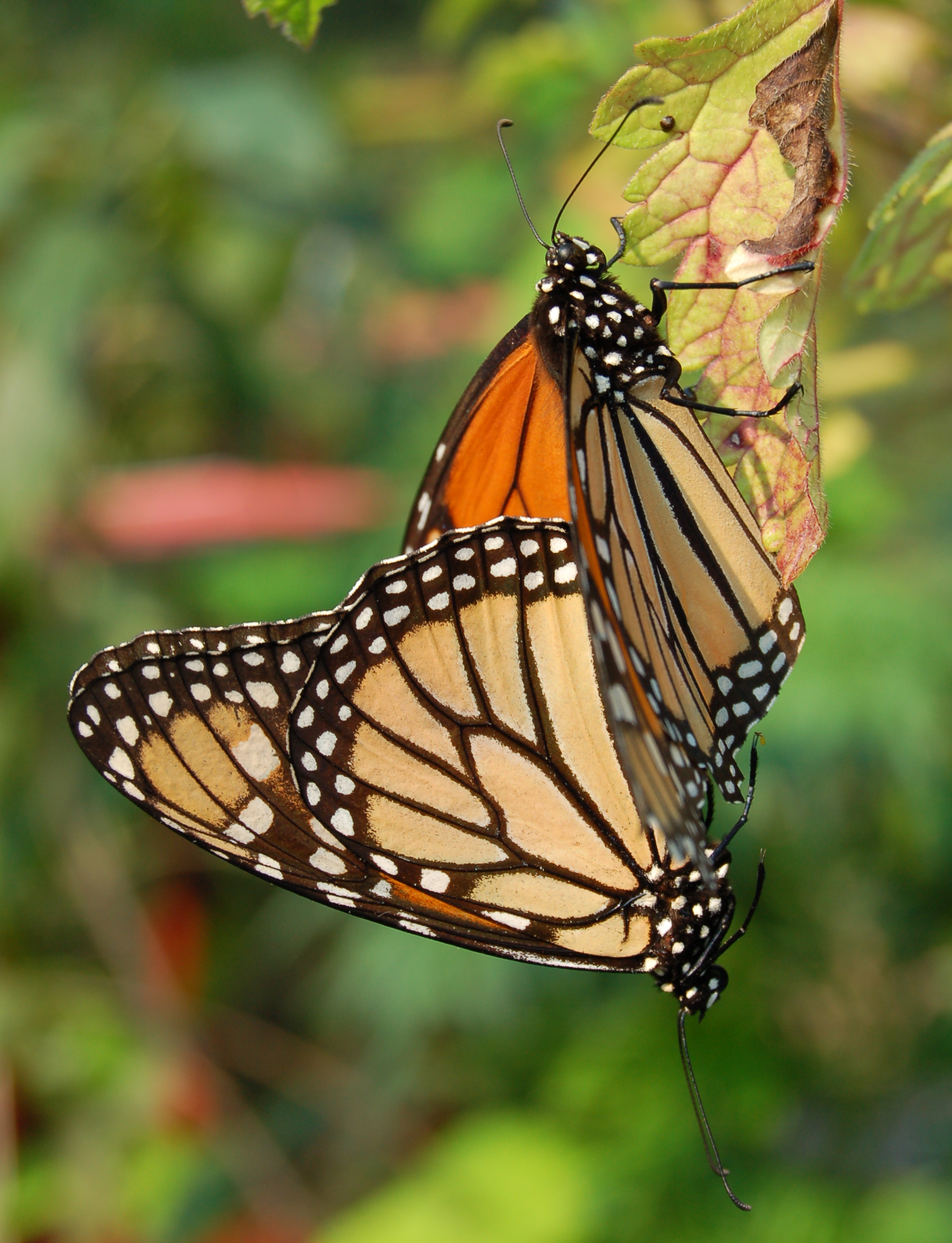
Danaus plexippus
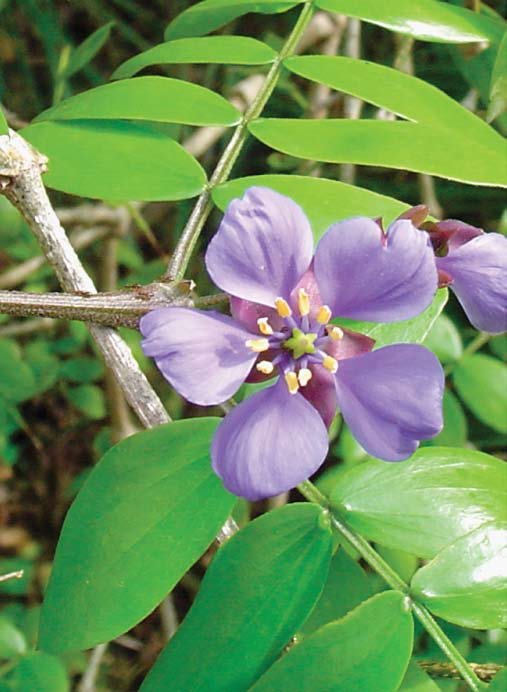
Guaiacum sanctum
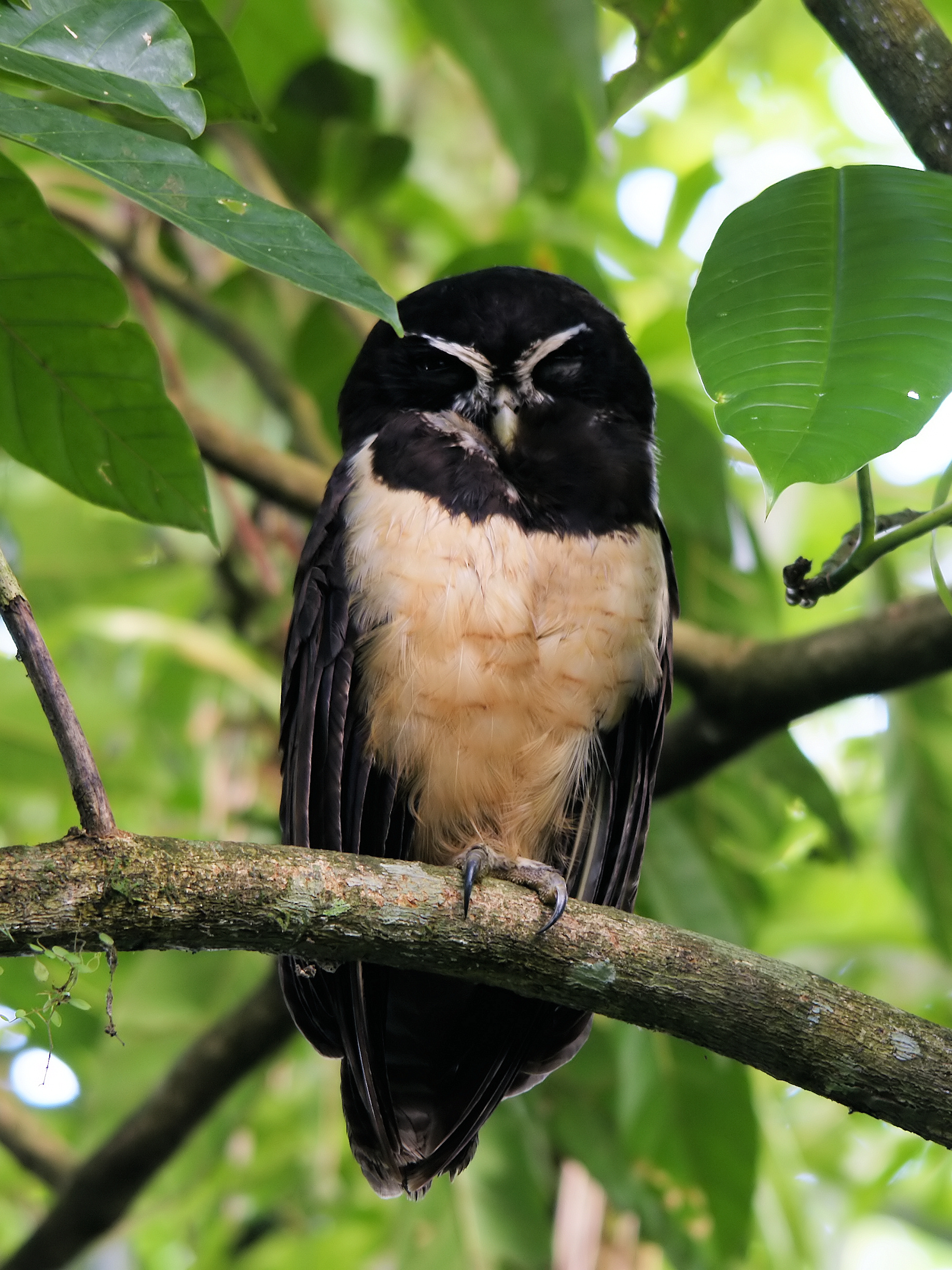
Pulsatrix perspicillata
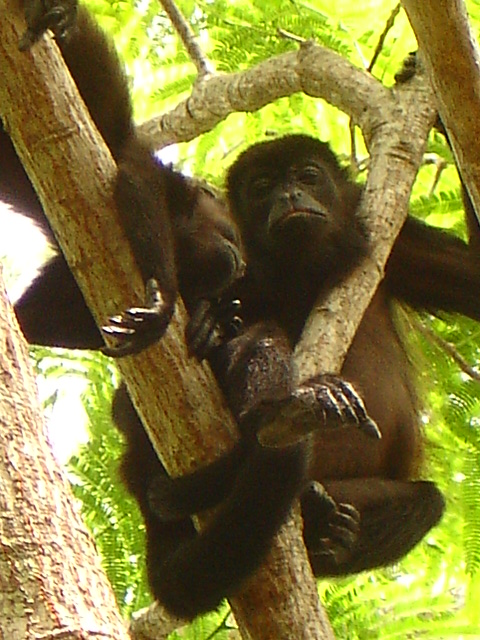
Alouatta palliata
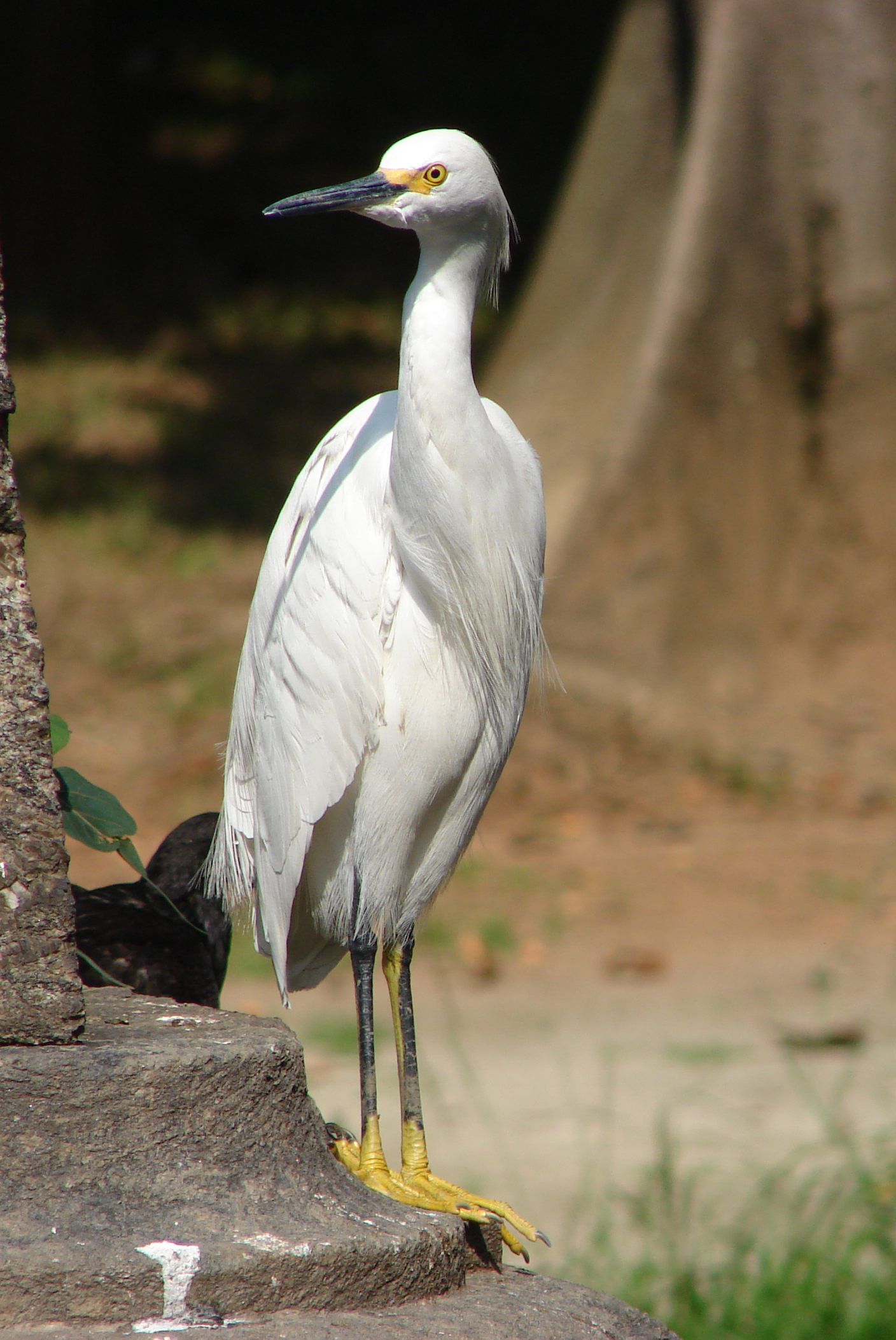
Egretta thula
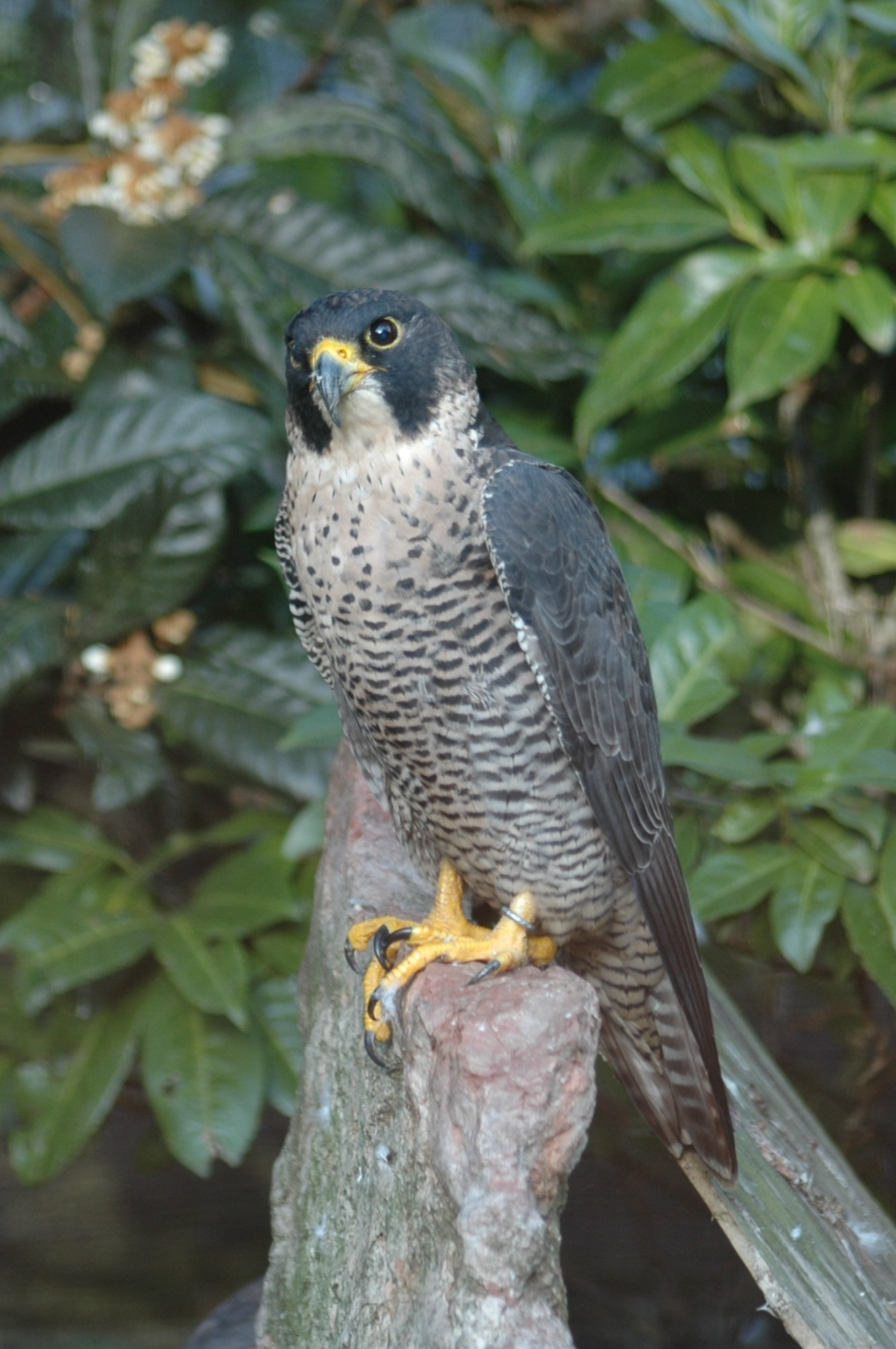
Falco peregrinus
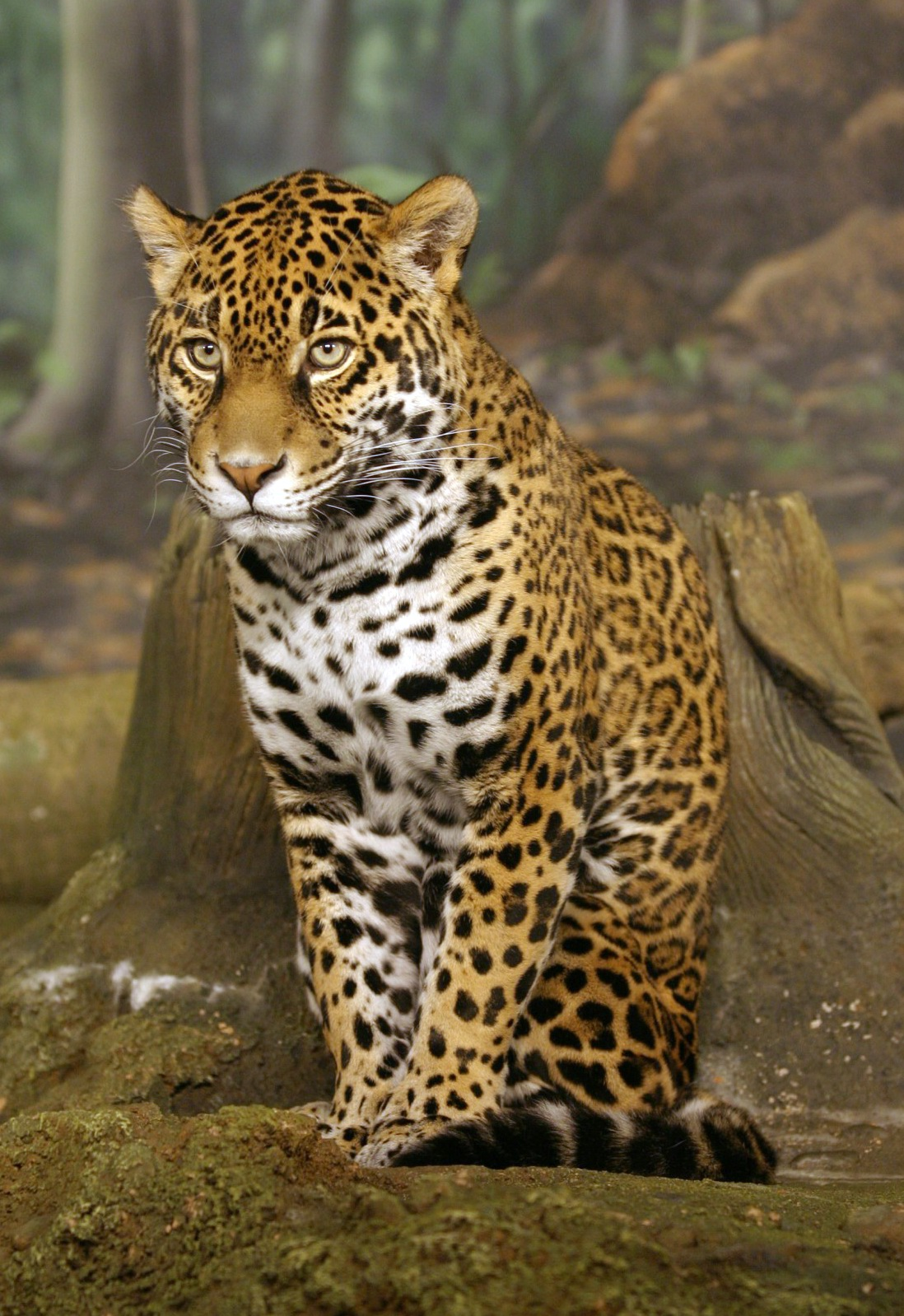
Jaguar
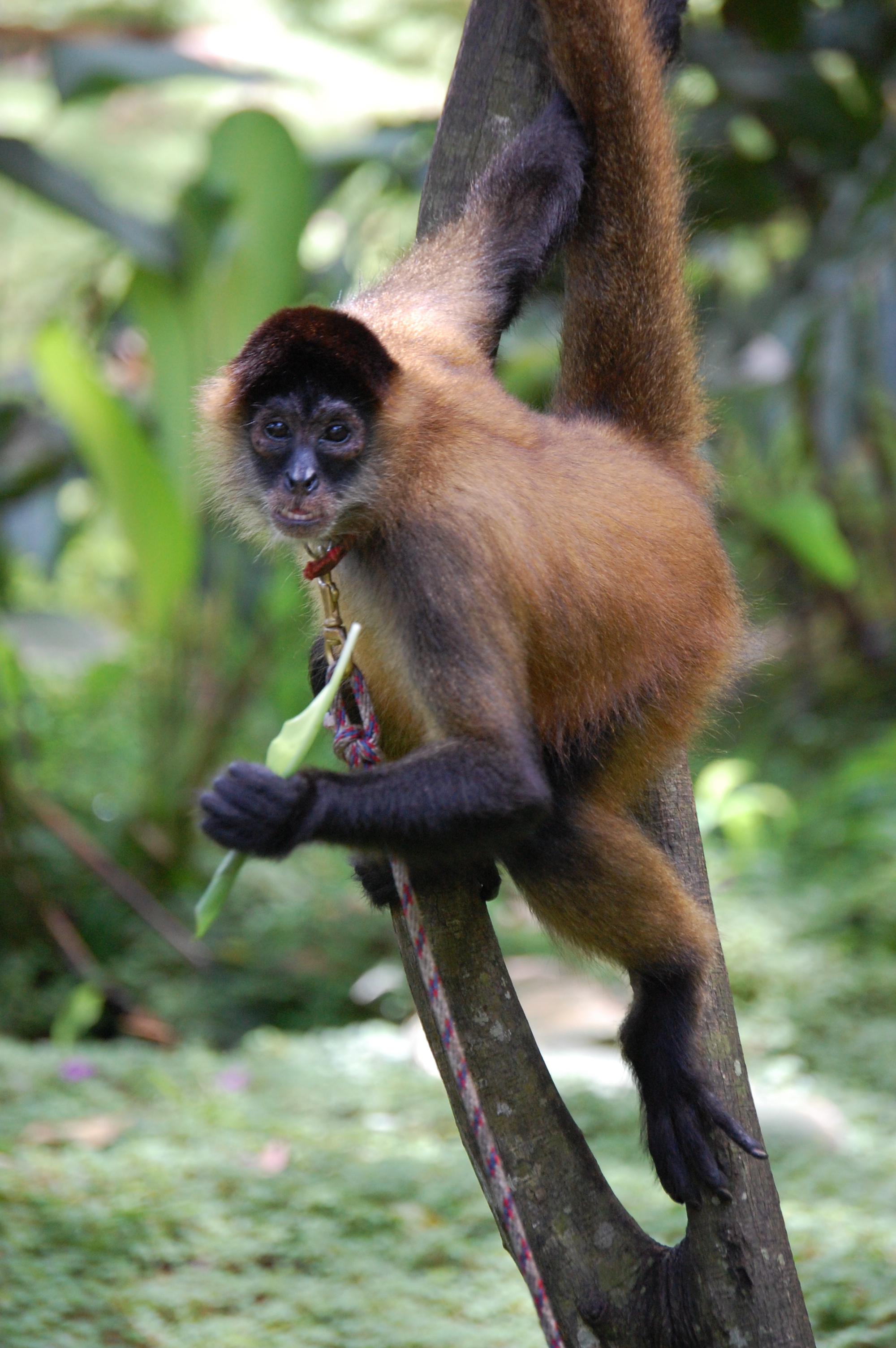
Ateles geoffroyi

### Clima

Tipos de Clima en Nicaragua

Nicaragua, al ubicarse en la zona intertropical, posee un clima tropical con variaciones dependiendo del relieve y la altitud; además incluye los vientos alisios del océano Pacífico y el mar Caribe. El clima de la costa del Pacífico es cálido durante todo el año y muy árido con un periodo estival muy seco y una estación de lluvias y alta humedad desde a mediados de mayo hasta principio de noviembre pero, con cortos periodos de calor y sequedad entre junio y julio.
La costa del Caribe presenta un clima muy húmedo durante todo el año con fuertes vientos alisios entre diciembre y febrero. La lluvia es muy intensa y a veces se generan inundaciones, este clima se clasifica entre tropical marítimo a tropical muy húmedo.
La zona del lago presenta un clima tropical con estación seca entre noviembre y abril y lluvias moderadas entre mayo a octubre. La temperatura suele ser elevada y la media ronda todo el año entre los 33 grados centígrados.
La zona montañosa presenta un clima templado, con tormentas de granizo ocasionales en la temporada de lluvias.

## Demografía
La población de Nicaragua para el año 2024 era de 6.850.540 habitantes,contando con una densidad de población de 53 habitantes por kilómetro cuadrado. La población femenina representa el 50,72% de la población total, mientras que los hombres representan el 49,27%. El 30,08% de la población tiene menos de 14 años, el 64,76% entre 15 y 64 años, mientras que el 5,16% de la población corresponde a personas con más de 65 años.
La actual población nicaragüense es multiétnica, y se divide en todos los grupos raciales así como todas sus posibles mezclas, principalmente con una gran mayoría de mestizos a lo largo de todo el territorio. De este modo, se han realizado varios estudios genéticos para analizar la estructura mitocondrial de la población del país, en los que los resultados demuestran una formación étnica trihíbrida mestiza, con algunas variaciones regionales, por ejemplo: según el estudio «Genomic Components in America's demography», publicado en 2017 en Japón, un nicaragüense promedio presenta una composición de entre el 58 % y el 62 % de genes europeos, casi que exclusivamente españoles; 28 % de herencia indígena de diversas etnias mesoamericanas y un 14 % proveniente de África. Otro estudio publicado en la revista Genetics and Molecular Biology, realizado en diferentes países de América Latina, mostró también una composición triple, en la que los nicaragüenses en general tienen un 69 % de herencia europea, seguida en segundo lugar por la africana en un 20% y en último lugar la amerindia en un 11%. Finalmente, tomando en cuenta el cromosoma Y junto con diversos Y-SNPs, permiten clasificar la población nicaragüense dentro del acervo genético euroasiático, en particular, el grupo aportado principalmente por los colonos españoles resultó ser el mayoritario (43,63 %) mientras que los grupos nativo americano y africano también se observaron ambos con una frecuencia del 15,33 %.
El análisis del ADN mitocondrial el cual es importante en este estudio dado que este no forma parte de la información genética del núcleo y que es aportado exclusivamente por la madre a todos los hijos (varones y mujeres) y no por el padre, muestra por este método que el componente nativo americano del ADN de la actual población mestiza de Nicaragua alcanza un 88,95 %. Lo anterior sugiere que la base de la población nicaragüense se ha compuesto de una predominante participación paterna caucásica, principalmente española, con mujeres en su mayoría amerindias. Similares hallazgos y valores de composición en el mestizaje se han encontrado en diversos estudios realizados en poblaciones latinoamericanos. Cabe señalar que en el país también existen poblaciones más o menos puras que no se incluyeron en este estudio, como son los de origen caucásico que predominan en el norte del país, por su parte la población mestiza que es la inmensa mayoría predomina en el centro, sur y regiones del norte del país, y el grupo de afrodescendientes y nativos americanos que habitan en las costas que son muy poco habitadas.
El primer censo de Nicaragua se realizó en 1778, cuando su población apenas sobrepasaba los 106 926 habitantes. El último censo realizado en 1995 arrojó una población de casi cinco millones de habitantes.

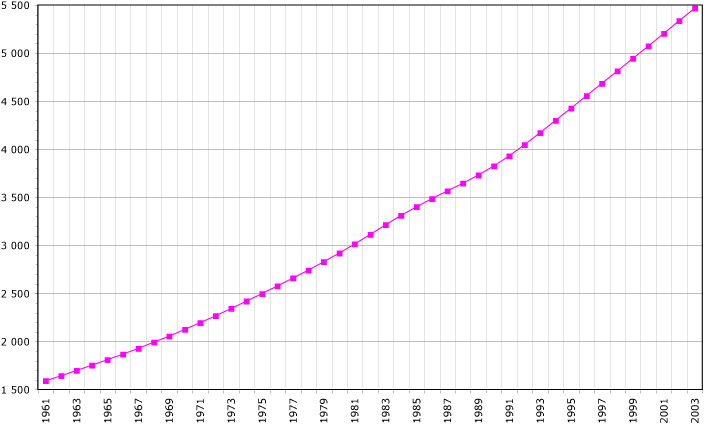
Crecimiento demográfico de Nicaragua.

Según datos oficiales del Instituto Nicaragüense de Estadísticas y Censos en el censo de julio de 1906 se contabilizaron finalmente 501 849 personas y para mayo de 1950 eran 1 049 611. El último censo realizado en el año 2005 arroja un total de 5 142 098 habitantes, muy por debajo de las estimaciones y a expensas de la reducción de la tasa de fecundidad, para una densidad de 42,7 hab/km². La mayoría de la población nicaragüense (69 %) es principalmente de origen mestizo (mezcla de españoles, amerindios o africanos y en menor grado asiáticos). Corresponde el 5 % a grupos étnicos indígenas siendo los más numeroso el Misquito, Mestizo de la Costa Caribe, Chorotega Nahua-Mangue y Creol. Se estiman que la población de blancos descendientes europeos es cerca al 25% (la principal fuente de inmigración fueron españoles peninsulares, siguiendo la inmigración alemana y en menor proporción italiana, francesa, asiática, inglesa y de otros países de Europa Oriental). A mediados y finales del siglo XIX e inicios del siglo XX se incentivó la inmigración principalmente alemanes y franceses, otorgándoles terrenos para cultivos principalmente en las zonas de Estelí, Jinotega, Matagalpa, Managua - El Crucero, Carazo, Nueva Segovia y Madriz. Actualmente en departamentos de la zona Norte de Nicaragua (Estelí, Matagalpa, Jinotega) predominan descendientes de italianos, alemanes y en menor proporción de ingleses, alcanzando tasas de hasta 93 % de blancos. La población nicaragüense de origen africano (mulatos y afrodescendientes) corresponde al 9 % de la población, y habitan principalmente en las regiones caribeñas del país (donde la población es muy escasa y reducida). La mayoría de la población nicaragüense reside en la región occidental del país en los departamentos de Managua, Granada y León. Los extranjeros residentes en el país al momento de dicho censo sumaban el 0,6 % del total de la población nacional.
La mayoría de la población afronicaragüense reside en la costa del Caribe del país, que también es la región más vasta y despoblada y son en su mayoría descendientes de antiguos esclavos provenientes finalmente de Jamaica cuando la región era un protectorado británico y conservan una rica cultura autóctona. De antaño los costeños han refutado la incapacidad que tiene el resto de los nicaragüenses (del Pacífico) para entender su identidad cultural, y aunque desde 1987 el Caribe cuenta con un sistema territorial diferente (Costa Caribe Norte y Costa Caribe Sur) muchos sectores consideran que siguen olvidados por el estado central y que no se ha dado todavía una reincorporación jurídica, política, económica, religiosa y cultural de la Costa Caribe al resto de Nicaragua.
Hay comunidades de sirios, armenios, palestinos, judíos, y libaneses en Nicaragua con una población total de cerca de 30 000. Hay también una comunidad asiática de personas provenientes de China. Estiman a la población china nicaragüense de aproximadamente 12 000. Los chinos llegaron en los fines del siglo XIX, el segundo censo de la nación (en 1920) reveló a 400 personas de nacionalidad china. Estas minorías hablan español mientras que mantienen sus idiomas ancestrales también.
La población del país crece a un ritmo de un 1,8 % anual (uno de los más altos del Hemisferio). Este alto crecimiento se debe a una alta natalidad situada en un 24/1000 y a una mortalidad baja de 4,5/1000 que dejarían un crecimiento natural de 2,03 % anual; sin embargo la tasa neta de migración es negativamente alta, de tal forma que el crecimiento poblacional desciende a un 1,8 %.
Debido a los altos índices de pobreza y desempleo, muchos nicaragüenses han decidido emigrar a países como México, Canadá, Guatemala, Panamá y El Salvador, no obstante los principales países de destino para los nicaragüenses son Estados Unidos, Costa Rica y España. La emigración de nicaragüenses al exterior ha aumentado, a tal grado, que se estima que uno de cada seis nicaragüenses vive en el exterior. Las cifras más aceptadas indican que hay casi un millón de nicaragüenses en el exterior.

### Idioma

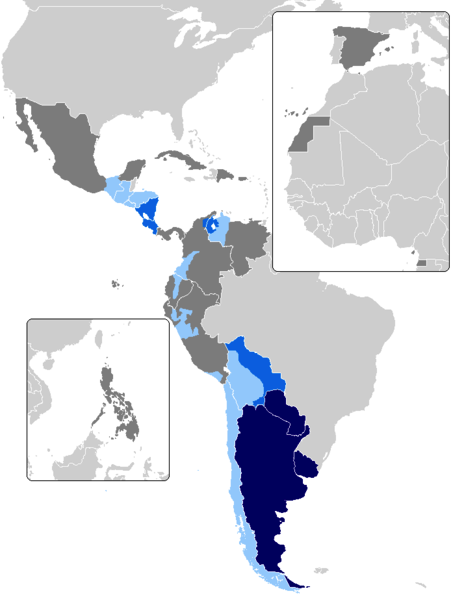
Uso mayoritario, de forma oral y escrita
Uso compartido
Uso restringido a zonas específicas
Regiones hispanoparlantes, sin voseo

De conformidad con el artículo 11 de la Constitución de la República de Nicaragua, el idioma oficial del país es el español. Una de las características más sobresalientes del castellano nicaragüense es la aspiración de la /s/ posvocálica como en muchas regiones de España e Hispanoamérica.
También en Nicaragua, como en Argentina, Bolivia, Colombia, Costa Rica, Estado de Chiapas en México, El Salvador, Guatemala, Honduras, Paraguay, Uruguay, Venezuela se utiliza el voseo; y así como en la región rioplatense, el uso del pronombre "vos" es parte de la norma culta y el uso del tuteo es casi inexistente.
Debido a la colonización británica de la Costa Atlántica, el criollo es común al lado de lenguas naturales como misquito, rama y sumo y otras autóctonas sumando una veintena sin catalogar. También, debido a la cercanía de Estados Unidos y su influencia en el estilo de vida nica, es muy común encontrar personas bilingües en las principales ciudades como Managua, León, Granada, San Juan del Sur y Estelí, aunque también como parte de la apertura de la industria recreativa en estos sitios.

### Religión
La denominación religiosa predominante en Nicaragua es el catolicismo, aproximadamente entre 46 y 49% de la población. Un segundo grupo religioso es el protestantismo que desde 2005 aumentó exponencialmente, actualmente abarca entre 35 y 38 % de la población y se encuentra dividido en varios grupos. Por su parte un tercer y significativo grupo de nicaragüenses, declara no seguir ninguna religión.
La religión es una parte importante de la cultura de Nicaragua y se reconoce en la Constitución. La libertad religiosa, que ha sido garantizada desde 1939, y la tolerancia religiosa las promueve tanto el gobierno nicaragüense como la Constitución. Nicaragua no tiene religión oficial, prácticamente es un estado laico. Las declaraciones de la Iglesia católica sobre temas nacionales se siguen de cerca. Se recurre a su autoridad en ocasiones estatales importantes. También se recurre a su mediación entre partes contendientes en momentos de crisis política.
La principal y tradicional confesión cristiana del país durante siglos ha sido la católica. Sin embargo, el número de católicos practicantes ha disminuido paulatinamente desde los años sesenta, cuando el 96 % de la población se declaraba católico. Mientras que los miembros evangélicos protestantes y la población que se declara sin religión ha crecido rápidamente en número desde los años noventa. También hay comunidades anglicanas y moravas en la costa del Caribe.
El catolicismo llegó a Nicaragua en el siglo XVI con la conquista española y se mantuvo hasta 1939. El protestantismo y otras confesiones cristianas llegaron a Nicaragua durante el siglo XIX, pero solo ganó muchos seguidores en la Costa Caribe durante el siglo XX.
Debido a la presencia inglesa en la Costa de los Mosquitos o Mosquitia (Costa Caribe), la mayoría de los costeños son cristianos protestantes en su mayoría anglicanos. Ellos pertenecen a seis diferentes pueblos indígenas y comunidades étnicas: 
- mestizos (idioma español)
- misquitos (idioma misquito),
- criollos (idioma anglo-criollo),
- Mayangnas (Idioma Mayangna),
- garífunas (idioma inglés),
- ramas (idioma inglés).[78]

La religiosidad popular gira en torno a los santos, que son percibidos como intercesores entre los seres humanos y Dios. La mayoría de las localidades, desde la capital Managua hasta las pequeñas comunidades rurales, rinden honor a «santos patronos», conforme al Calendario romano de la Iglesia católica, con fiestas religiosas solemnes y populares. En muchas comunidades, una rica tradición ha crecido en torno a las celebraciones de los santos patronos, sin duda una de las más importantes expresiones de fe del país y de más relevancia folklórica es la celebración del Tope de los Santos. Este constituye en el encuentro de las imágenes de Santiago, San Marcos y San Sebastián que se realiza tres veces al año en el departamento de Carazo el primer tope se realiza en enero con motivo de las fiestas de San Sebastián santo patrono de la ciudad de Diriamba, en ellas participan bailes tradicionales de la zona tales como El Güegüense, El Toro Huaco, el Viejo y la Vieja, el Gigante, entre otros. El segundo tope se realiza en el mes de abril con motivo de las fiestas de San Marcos Evangelista en la ciudad municipal de San Marcos, en ellas participan bailes típicos como la Vaquita de San Marcos y se reparten comidas y bebidas típicas como el picadillo y la chicha de maíz. El tercer tope se realiza en el mes de julio con motivo de las fiestas de Santiago Apóstol en la ciudad de Jinotepe, en estas fiestas participan bailes típicos de la zona como los Diablitos. También resaltan las festividades de Santo Domingo de Guzmán en Managua del 1 al 10 de agosto, muestra representativa del sincretismo religioso.
Los puntos culminantes del calendario religioso para las masas son la Semana Santa en León; La Purísima durante el 7 y 8 de diciembre, cuando se erigen elaborados altares dedicados a la Virgen María en los hogares, iglesias, centro comerciales y plazas ; y la Navidad y Año Nuevo.

#### La gritería

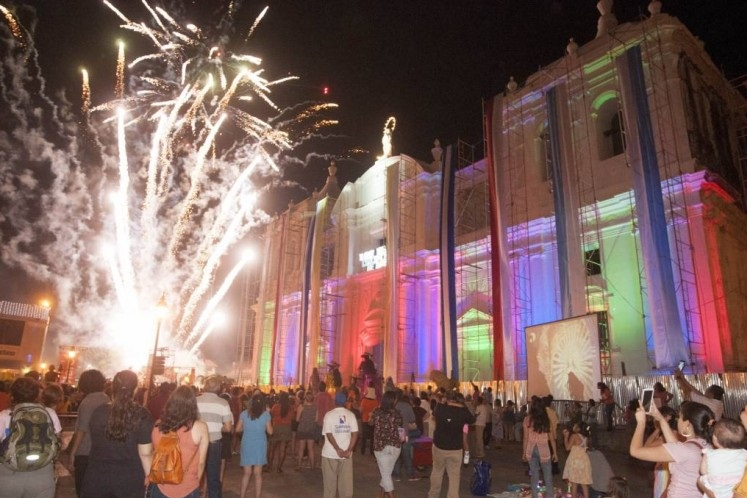
Celebración de la Gritería en la ciudad de León.

La gritería es una fiesta religiosa popular nicaragüense en honor a la Inmaculada Concepción de María. Esta fiesta religiosa se celebra en todos los pueblos y ciudades de Nicaragua y en los lugares donde la colonia nicaragüense es importante como en Estados Unidos (particularmente en la ciudad de Miami), Costa Rica y El Salvador teniendo especial relevancia en El Viejo y León de donde es originaria.
Se celebra la noche del 7 de diciembre, víspera de la fiesta católica de la Inmaculada Concepción de María, devotos recorren las calles y visitan diferentes altares en honor a la Virgen María, en templos y casas particulares, realizando rezos, cánticos y quemando pólvora (cohetes y juegos pirotécnicos). A la vez que se grita «¿Quién causa tanta alegría?» y se responde «¡La Concepción de María!». Los habitantes de las casas reciben a los devotos con un «brindis», llamado popularmente «gorra».

### Educación

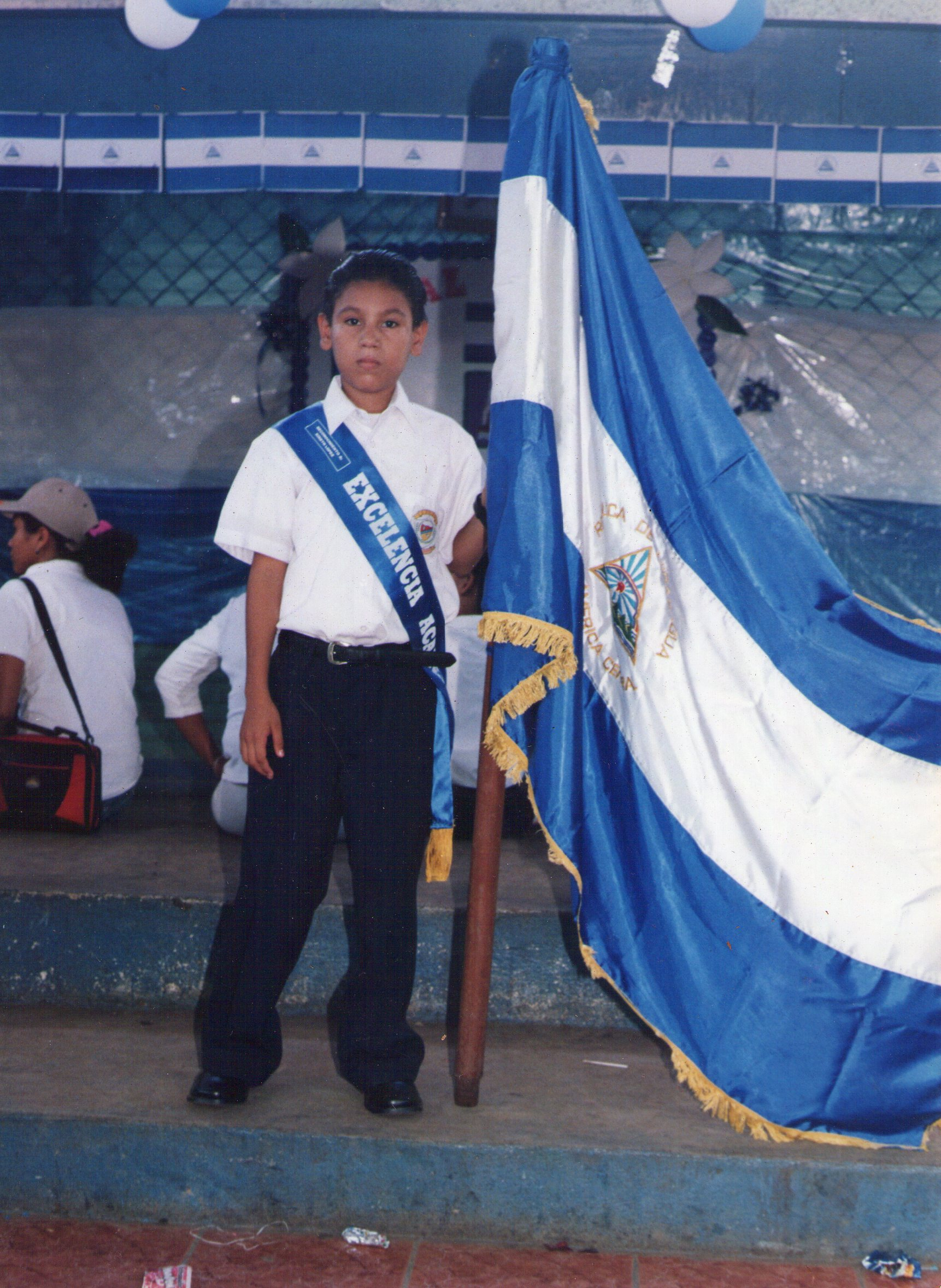
Estudiante de primaria con banda de excelencia académica en 2006.

La tasa de alfabetización es de un 78,0 %, por tanto el analfabetismo de la población está entre las más altos del continente. El Ministerio de Educación desarrolla programas para reducir el nivel de analfabetismo y elevar el nivel de educación de los que tienen un nivel básico.
El sistema de educación en Nicaragua está construido por cinco subsistemas. El primero es la educación básica, media y formación docente la cual está a cargo del Ministerio de Educación. La segunda es la educación técnica y formación profesional, la cual está a cargo del Instituto Nacional Tecnológico y el Ministerio de Educación. La tercera la educación superior, la cual está a cargo del Consejo Nacional de Universidades. Bajo la coordinación del Ministerio de Educación, es la educación extraescolar es el cuarto subsistema. Por último está el Subsistema Educativo Autonómico Regional de la Costa Caribe Nicaragüense, se encuentra bajo la coordinación del Ministerio de Educación y el Instituto Nacional Tecnológico.
La estructura del sistema educativo en Nicaragua se inicia por la educación preescolar, en donde niños a partir de sus cuatro años hasta los seis años pueden asistir. Dicha educación no es obligatoria en el sistema educativo, sin embargo ayuda mucho al desarrollo social de un infante.
La educación primaria brinda atención básica a los niños de seis o siete años a los doce años de edad y a los que se encuentran en situación de extra edad hasta los 15 años. Comprende 6 grados escolares divididos en dos ciclos: educación fundamental (primeros cuatro años) y segundo ciclo (5.º y 6.º grado). La educación primaria es obligatoria y gratuita.
La educación secundaria brinda atención educativa a jóvenes y adultos preparándolos para continuar sus estudios a nivel superior o participar eficientemente en la vida del trabajo. Comprende dos niveles: el ciclo básico (3 años de duración, diploma de curso básico) y el ciclo diversificado (dos años, bachillerato en humanidades o ciencias, con proyecto de investigación documental obligatorio). La educación técnica secundaria ofrece un programa de tres años de duración a los jóvenes de 15 a 18 años para el título de técnico medio así como para los estudios de formación docente.
La educación superior está comprendida por las universidades (públicas y privadas), los centros de educación técnica superior (institutos politécnicos y tecnológicos) y los centros de investigación y de capacitación. La educación técnica superior ofrece programas de 2 a 3 años de duración para el título de técnico superior. El título de licenciado requiere normalmente 4 a 5 años de estudios (6 años en el caso de medicina). Los programas de maestría requieren 2 años adicionales de estudios después de la licenciatura.
En la actualidad existen muchos centros de educación superior en Nicaragua, en su mayoría privados, pero existen universidades públicas que reciben el 6 % constitucional el cual es disfrutado por el estudiante que acceda a estas universidades mediante exámenes de admisión los cuales comprenden dos pruebas (Lengua y Literatura y Matemática Básica) además de una prueba psicométrica de nivel de aprendizaje, esto equivale al 60 %, el 40 % restante es obtenido por las calificaciones de 10.º y 11.º grado de la educación secundaria. El 6 % constitucional es administrado por el centro universitario y por la Unión Nacional de Estudiantes de Nicaragua (UNEN).
Centros educativos en Nicaragua para la educación superior son más de 60 en total, los cuales se ubican ya sea en la capital o en distintos departamentos. En la capital, Managua, se encuentran alrededor de 30 universidades ya sea del sector privado o público. De igual manera, los departamentos como Boaco, Carazo, Chinandega, Estelí, Granada, León, Masaya y Jinotega cuentan con otras universidades.
A continuación, se pueden ver distintos centros educativos en Nicaragua:
| Managua | Boaco                                                                                    | Carazo | León                                                                                              | Estelí                                                                      |
| --- | ---------------------------------------------------------------------------------------- | --- | ------------------------------------------------------------------------------------------------- | --------------------------------------------------------------------------- |
| UNI- Universidad Nacional de Ingeniería UAM- Universidad Americana UNAN-MANAGUA Universidad Nacional Autónoma de Nicaragua, Managua UNA- Universidad Nacional Agraria UCA- Universidad Centroamericana UPOLI- Universidad Politécnica de Nicaragua UNICA- Universidad Católica Redemptoris Máter UCC- Universidad de Ciencias Comerciales UNICIT- Universidad Iberoamericana de Ciencia y Tecnología UdeM- Universidad de Managua | UNA- Universidad Nacional Agraria (Recinto Boaco) INATEC- Instituto Nacional Tecnológico | FAREM-CARAZO (Facultad Regional Multidisciplinaria de Jinotepe, UNAN-MANAGUA) KU- Keiser University, Campus San Marcos | UNAN-LEÓN Universidad Nacional Autónoma de Nicaragua, León ULSA- Universidad Tecnológica La Salle | FAREM-ESTELÍ (Facultad Regional Multidisciplinaria de Estelí, UNAN-MANAGUA) |

### Principales ciudades
Nicaragua tiene una población actual de 6,803,886 habitantes. De la población total, el 49.3% son hombres y el 50.7% son mujeres. Casi el 59.1% de la población vive en la zona urbana.

## Economía

Evolución histórica del PIB per cápita de Nicaragua

Durante la gran depresión de 1929, Nicaragua creció más rápidamente que el resto de países. También durante los años 1932 a 1935, crece más que el resto. Esta es la época que Nicaragua negocia, hasta firmar la independencia.
Entre los años 1960 y 1980, Nicaragua crece más despacio que el resto de países. A partir de estos años, todos los demás países crecen, mientras que Nicaragua decrece.
Aunque en relación con el PIB la inversión es alta, en términos por habitante Nicaragua ha tenido desde 1994 hasta la actualidad, la menor inversión de América Latina.
Es el país centroamericano con menor productividad. 
Aun logrando en forma sostenida tasas de crecimiento anual del orden del 3,7 %, el PIB por habitante en el 2031 sería mucho menor al promedio actual del resto de Centroamérica.
Desde el año 1951 y durante casi 26 años la economía nicaragüense experimentó tasas de crecimiento sostenidas por encima del 6 % en términos reales, con estabilidad de precios y sin perder la paridad cambiaria del córdoba con relación al dólar, y sin caer en los excesos del modelo de sustitución de importaciones y de crecimiento hacia adentro, tan popular en la mayoría de los países latinoamericanos. A pesar de tasas de crecimiento demográfico del 2,9 % durante los años cincuenta, 2,5 % durante los sesenta, y 3,5 % en los setenta, entre 1950 y 1977 el PIB per cápita de los nicaragüenses experimentó un crecimiento promedio del 3,1 %, igual al de Costa Rica, y muy por encima del de países como El Salvador (2,1 %), Guatemala (1,9 %) y Honduras (1,1 %). Más aún, según cifras de la CEPAL y el Banco Mundial, el porcentaje de la población rural sobre la línea de la pobreza saltó del 9 % en 1960, a 30 % en 1977, mientras el porcentaje de la población urbana que dio ese mismo salto entre 1960 y 1977, fue del 36 % al 60 %.

### Estadísticas al finalizar el primer trimestre de 2013[87]
| Exportaciones a | Exportaciones a | Importaciones de      | Importaciones de |
| País/Región     | %               | País/Región           | %                |
| Estados Unidos  | 30,3 %          | Antillas Neerlandesas | 18,9 %           |
| Venezuela       | 15,6 %          | Estados Unidos        | 16,2 %           |
| Canadá          | 12,7 %          | China                 | 10,5 %           |
| El Salvador     | 7,5 %           | Costa Rica            | 8,9 %            |
| Costa Rica      | 8,5 %           | México                | 8,3 %            |
| Guatemala       | 3,5 %           | Guatemala             | 6,4 %            |
| Otros           | 25,4 %          | Otros                 | 30,8 %           |

Analizando el PIB per cápita a principios del siglo XX América Latina experimentó un importante crecimiento económico gracias al impulso que le dieron las exportaciones, aunque tuvo gran inestabilidad justo en el periodo antes de la Primera Guerra Mundial por la crisis que asolo a todo el mundo. Esta exportación se basó sobre todo en la explotación de recursos naturales.
En Nicaragua los recursos naturales son principalmente agrícolas, ya que los depósitos de material volcánico han enriquecido muchísimo su suelo, haciendo que el país sea extremadamente fértil. Por tanto es un país en el que existen gran variedad de cultivos. De esta manera, los principales productos de exportación en esta década fueron el café y los metales preciosos, concentrando casi el 80 % de todas las exportaciones.

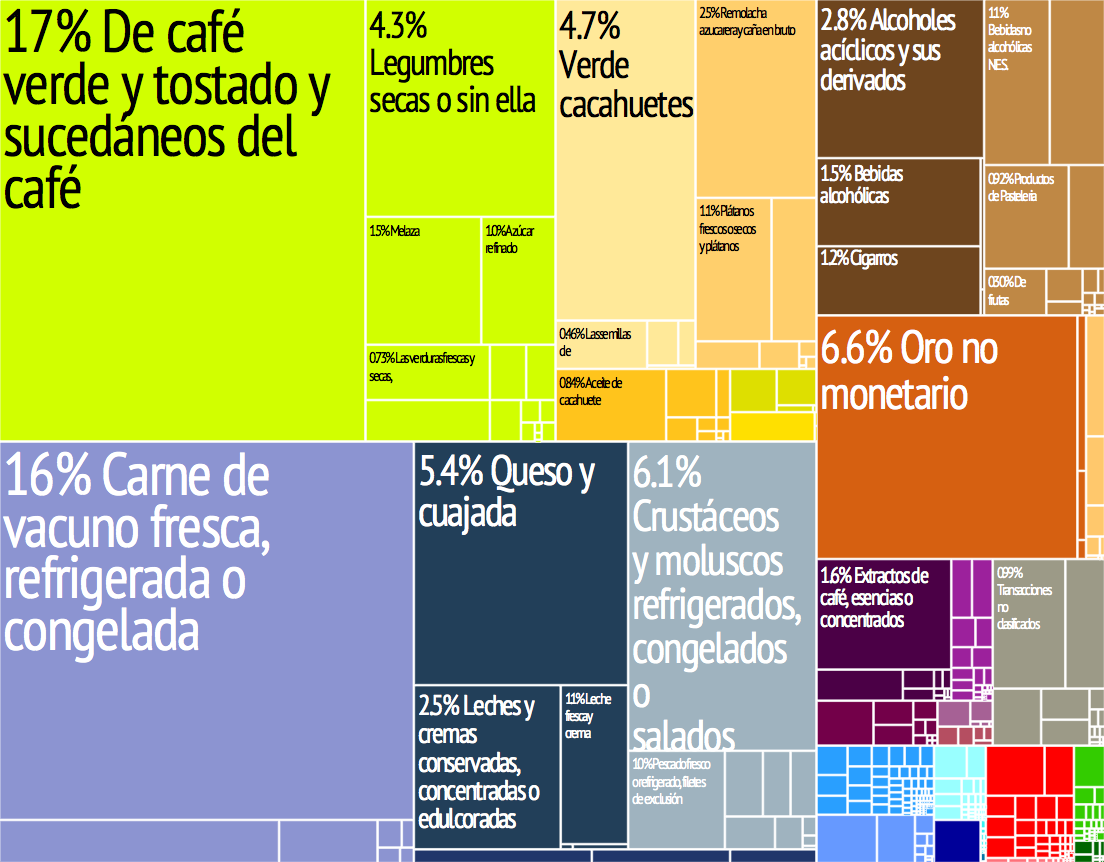
Representación gráfica de los productos de exportación del país en 28 categorías codificadas por color.

Los mayores socios comerciales eran Estados Unidos, Francia, Alemania y Reino Unido, concentrando casi el 100 % de todas las exportaciones. Por tanto, una característica importante es el predominio de Europa occidental, sobre todo de Reino Unido y Francia, hasta la Primera Guerra Mundial, ya que este equilibrio fue desplazándose gradualmente hacia Estados Unidos. Por tanto la conclusión que podemos sacar, es que Nicaragua era muy sensible a la coyuntura económica mundial ya que resumiendo exportaba dos bienes a cuatro países, tenía una situación muy peligrosa.
Según el Índice mundial de innovación, a cargo de la Organización Mundial de la Propiedad Intelectual, en 2024, Nicaragua se ubicó en lugar 124 en innovación entre 133 países del mundo;mientras que en 2023 ocupó el lugar 115 y el lugar 108 en 2022.

#### ISI
El periodo de después de la Segunda Guerra Mundial fue la semilla de la nueva época, en la que se dio inicio a la industrialización por sustitución de importaciones.
Para empezar y observar los efectos de este proceso debería de observarse la disminución del peso de las exportaciones en el PIB del país. Pero esto no fue así, al contrario cada vez el porcentaje de las exportaciones sobre el PIB es mayor.
Los efectos de esta política también podrían observarse analizando el peso de las importaciones de productos intermedios, de capital o de consumo. Podemos ver como durante estos años la importación de bienes intermedios ha sido mucho mayor que los demás, pero ha sido bastante inestable, con periodos que ha disminuido y periodos, sobre todo los últimos en los que ha aumentado, llegando a ocupar hasta un 60 % del total. Los bienes de capital han sido los que menor porcentaje han tenido, con gran disminución en la última época, suponiendo solo un 10 %. Los bienes de consumo han sido el intermedio de estos dos, siendo más cercana a los bienes de capital.
Con la nueva política de impulso hacia la industrialización uno de los objetivos que se marcaban era la de sustituir la importación de productos terminados para importar productos intermedios y acabarlos en el país. Observando la evolución de estos tipos de productos podemos ver un progreso contrario: en los primeros 10 años las importaciones de productos intermedios disminuyó mientras aumentaron las importaciones de productos de consumo y de capital, pero en la segunda década analizada la entrada de productos intermedios aumento junto con los bienes de consumo, mientras disminuyeron los bienes de capital.
Por tanto podemos deducir que en la primera década no tuvo gran repercusión la sustitución de importaciones ya que se introducción gran cantidad de productos acabados. Después de los años setenta hubo mayor porcentaje de productos intermedios, lo cual nos indica que se producían más productos terminados dentro. Aunque el aumento de la entrada de bienes de consumo indica que no se producía lo suficiente para satisfacer la demanda de los nicaragüenses.
Los ingresos siempre fueron menores que los gastos, exceptuando un par de años, siendo cada vez mayor, llegando a porcentajes tan sorprendentes como un 7 % del PIB.
Esto se debió al gran aumento del gasto público por la ampliación de responsabilidades que asumió el Estado en esta nueva política, que no pudo compensarse con un aumento similar de los ingresos. Como el desarrollo de infraestructuras, creación de bancos, mayor papel en la provisión de la educación, salud y vivienda.

#### Deuda externa
Al final del siglo XX, América Latina estuvo marcada por la gran deuda externa que tuvo que afrontar. Aunque siempre ha estado endeudada con los países más ricos, la gran crisis de pagos comenzó hacia los años setenta, cuando aumentaron los precios del petróleo y empezó a llegar a los bancos de los países ricos mucho dinero, enriqueciéndose de tal manera que concedieron préstamos sin asegurarse que serían devueltos.
Es en los años ochenta cuando comienza la verdadera crisis financiera de Nicaragua. Este país, al igual que sus vecinos latinoamericanos, experimenta una caída dramática de los precios del mercado mundial para sus principales exportaciones. Ello trajo como consecuencia, junto con unas altas tasas de interés, un rápido deterioro económico. Por otro lado, dada la situación de guerra en la que se encontraba el país, la situación se volvió extrema, ya que era necesario obtener recursos económicos para satisfacer las necesidades básicas de la población que se financiaron a través del creciente gasto del estado, el subsidio del precio de los alimentos y un intercambio sobrevalorado de la moneda. Esto dio lugar a una hiperinflación incontrolada, un déficit crónico de la balanza de pagos y un aumento considerable de la deuda externa. Vemos que ya para 1980 Nicaragua tenía una deuda externa que le suponía el total de su PIB y en diez años aumentó hasta el 1200 % del PIB, siendo esta imposible de pagar.
Después de que los Estados Unidos impusieran un embargo comercial en 1985, la tasa de inflación de Nicaragua se levantó dramáticamente. El índice de 1985 según publicaciones anuales del 220 %, triplicó el año siguiente y se elevó súbitamente más al 13 000 % en 1988, la tarifa más alta para cualquier país en el hemisferio occidental en ese año. Desde el final de la guerra hace casi dos décadas, más de 350 empresas del Estado fueron privatizadas, reduciendo la inflación a partir de 13 500 % a 9,6 %, y cortando la deuda exterior por la mitad.

### Moneda
El córdoba fue introducido el 20 de marzo de 1912, reemplazando de esta forma al peso nicaragüense. Promulgada la Ley de Conversión Monetaria, los Billetes del Tesoro fueron cambiados gradualmente por la nueva moneda que tenía un tipo de cambio de paridad de 5 córdobas = 1 libra esterlina. El 13 de noviembre de 1931, el córdoba empezó a cotizarse a un tipo de paridad de 1,10 córdobas = 1 dólar estadounidense. Luego de sucesivas devaluaciones, el córdoba empezó a cotizarse a un tipo de paridad estable de 7 córdobas = 1 dólar estadounidense entre 1946 y abril de 1979.
El córdoba fue llamado así en conmemoración del segundo apellido del conquistador español, natural de Córdoba, Capitán Francisco Hernández de Córdoba, fundador de las ciudades de Santiago de Granada y de León Santiago de los Caballeros. Santiago de Managua es la capital de Nicaragua.
En 1987, el gobierno introdujo el nuevo córdoba (o formalmente llamado «córdoba revaluado») con valor de 1000 antiguos córdobas. Nicaragua abre los años noventa bajo la administración presidencial de Violeta Barrios de Chamorro, y el Plan del Gobierno de Salvación Nacional dentro de la estabilización y ajuste estructural, incluye la emisión del «córdoba oro» (formalmente llamado «córdoba») que a partir del 13 de agosto de 1990, pasa a convertirse en un nuevo medio circulante, expresado en la misma moneda Córdoba, con paridad al dólar estadounidense. El primer nuevo facial añadido al actual cono monetario metálico, comprendido entre los 5 centavos y los 5 córdobas, fue el de 10 córdobas, la emisión de esta moneda se produjo por primera vez el 16 de junio de 2008.
También existen monedas que circulan a nivel nacional, las de 1 y 5 córdobas (la moneda de 10 córdobas salió de circulación debido a que estas se deterioraban muy fácilmente); las otras monedas de 5, 10 y 25 centavos solo son aceptadas en los bancos.
Asimismo circula el dólar estadounidense por todo el país.

### Producción

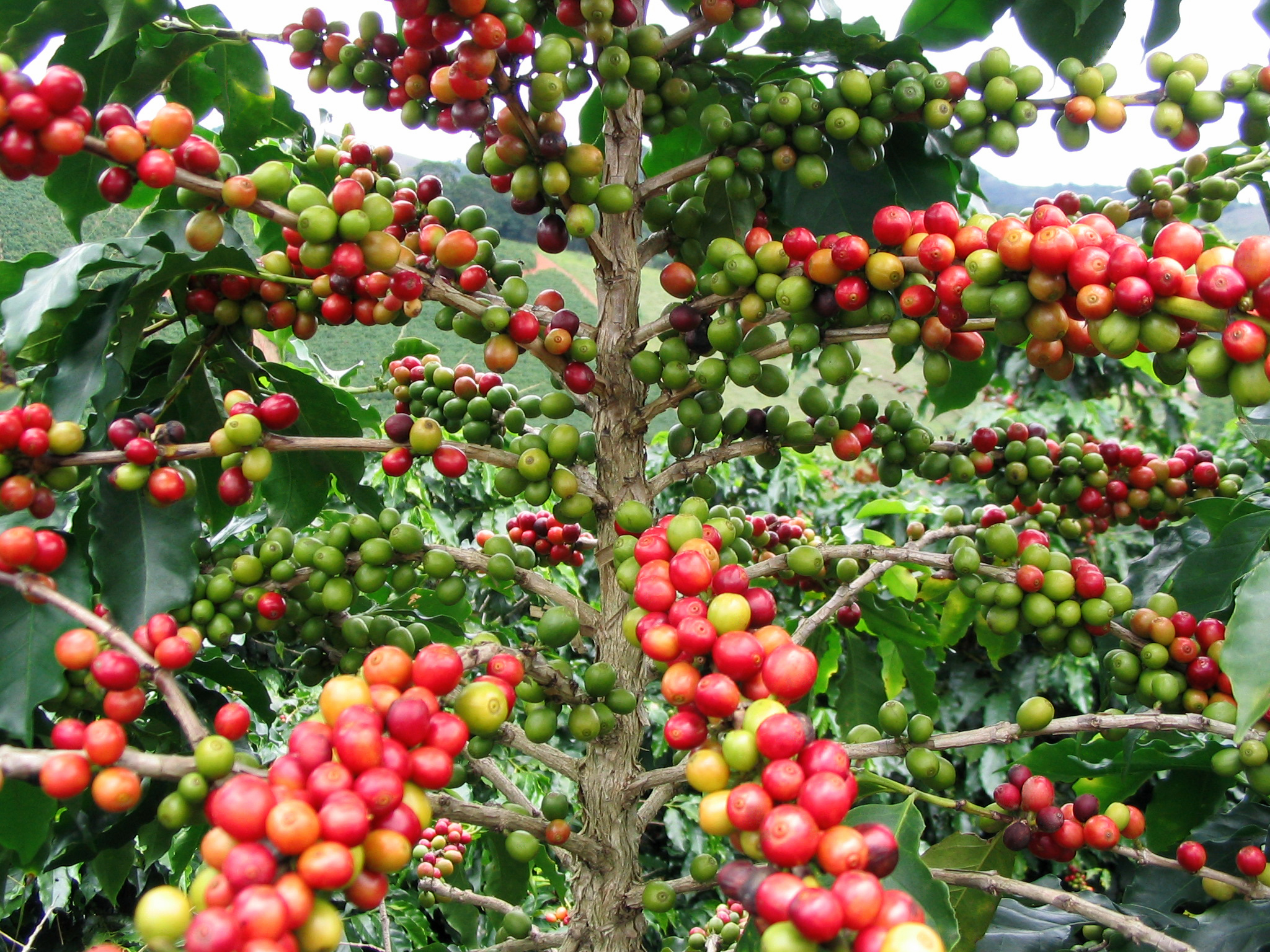
El café es una de las exportaciones más importantes de Nicaragua. Jinotega, Matagalpa, Nueva Segovia, Estelí y Madriz exporta por todo el mundo a través de América, Europa, Asia y hasta Australia.

- La agricultura es una de las principales actividades económicas, destacan los cultivos de algodón, ajonjolí, banano, café, cacao, caña de azúcar, plátano, maíz, maní, frijol y sorgo.

- La agricultura constituye actualmente el 60 % de sus exportaciones totales que anualmente proporcionan aproximadamente 300 millones de dólares estadounidenses.[99]
- En la agricultura también se incluyen los frijoles que son indispensables para un nicaragüense que tradicionalmente se acompañan con derivados del maíz como tortilla o güirilla, con derivados de la leche y también con arroz ya sea revueltos (gallopinto) o separados.

Además, a comienzos del año 2009, el gobierno ruso se interesó por crear la planta procesadora de chocolate más grande de Europa Oriental y, según los encargados del proyecto, el cacao será producido en Nicaragua; para lograr el objetivo el país deberá producir más de 50 000 toneladas anuales de cacao, esto lo convertirá en el mayor productor de cacao en América Central y el noveno mayor a nivel mundial.
- La ganadería es una actividad pujante.

- Los principales recursos mineros son el oro, el cobre, la plata y el plomo.

- Los principales núcleos industriales están ubicados en la zona occidental del país. Según el Banco Mundial, Nicaragua está alineada como la 85.ª (octogésimo quinta) mejor economía para comenzar un negocio.[100]

- El ron Flor de Caña de Nicaragua es renombrado entre los mejores de América Latina, el tabaco y ganado están también bien posicionados en cuanto a factores de calidad. Durante la guerra entre los Contras y Sandinistas en los años 1980, mucha de la infraestructura del país fue dañada o destruida. La inflación hizo un promedio del 30 % a través de los años ochenta.

### Turismo
El turismo en Nicaragua está creciendo, ya que actualmente tiene la segunda industria más grande de la nación, durante los 9 años pasados el turismo ha crecido el 90 % por toda la nación en un índice del 10 % anualmente. Se espera que Nicaragua que ha visto crecimiento positivo, crezca aún más gracias a que el gobierno que impulsa el rubro a gran escala. Solo en el 2009 el sector turístico en Nicaragua creció un 9,8 % en relación con años anteriores.
Cada año cerca de 200 000 estadounidenses visitan Nicaragua y en el 2010 el turismo creció un 9 % llegando así a la cifra récord de un millón de turistas, sobre todo gente del negocio, turistas, y parientes que visitan a sus familias. La mayoría de los turistas que visitan Nicaragua son de los Estados Unidos, Centroamérica, Sudamérica, y Europa. Según el Ministerio de Turismo de Nicaragua (INTUR), la ciudad colonial de Granada es el punto preferido para los turistas. También, las ciudades de Chichigalpa, León, Masaya, Rivas, las playas de San Juan del Sur, la isla de Ometepe, el volcán Mombacho, las Islas del Maíz (Corn Island y Little Corn Island), y otras, son atracciones turísticas principales. Además, el ecoturismo y el practicar surf atraen a muchos turistas a Nicaragua.
Las atracciones principales en Nicaragua para los turistas son las playas, rutas escénicas, la arquitectura de ciudades tales como Granada, León y más recientemente el eco y agro turismo en la zona norte donde se encuentra La Ruta del Café de Matagalpa, Jinotega, Estelí, Madriz y Nueva Segovia.

Destinos turísticos de Nicaragua
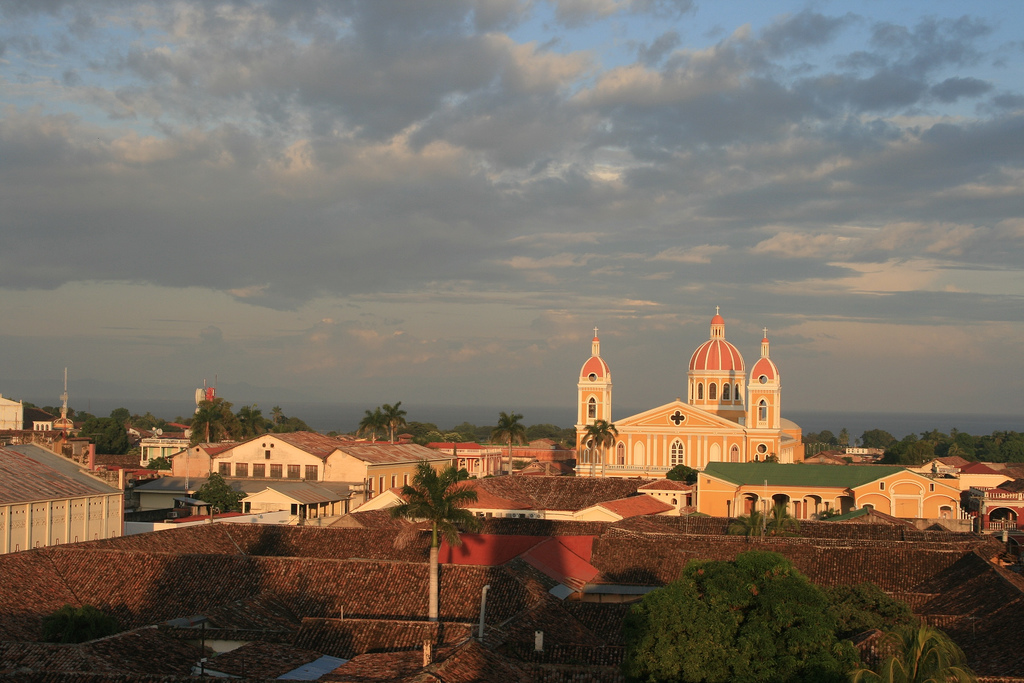
Granada
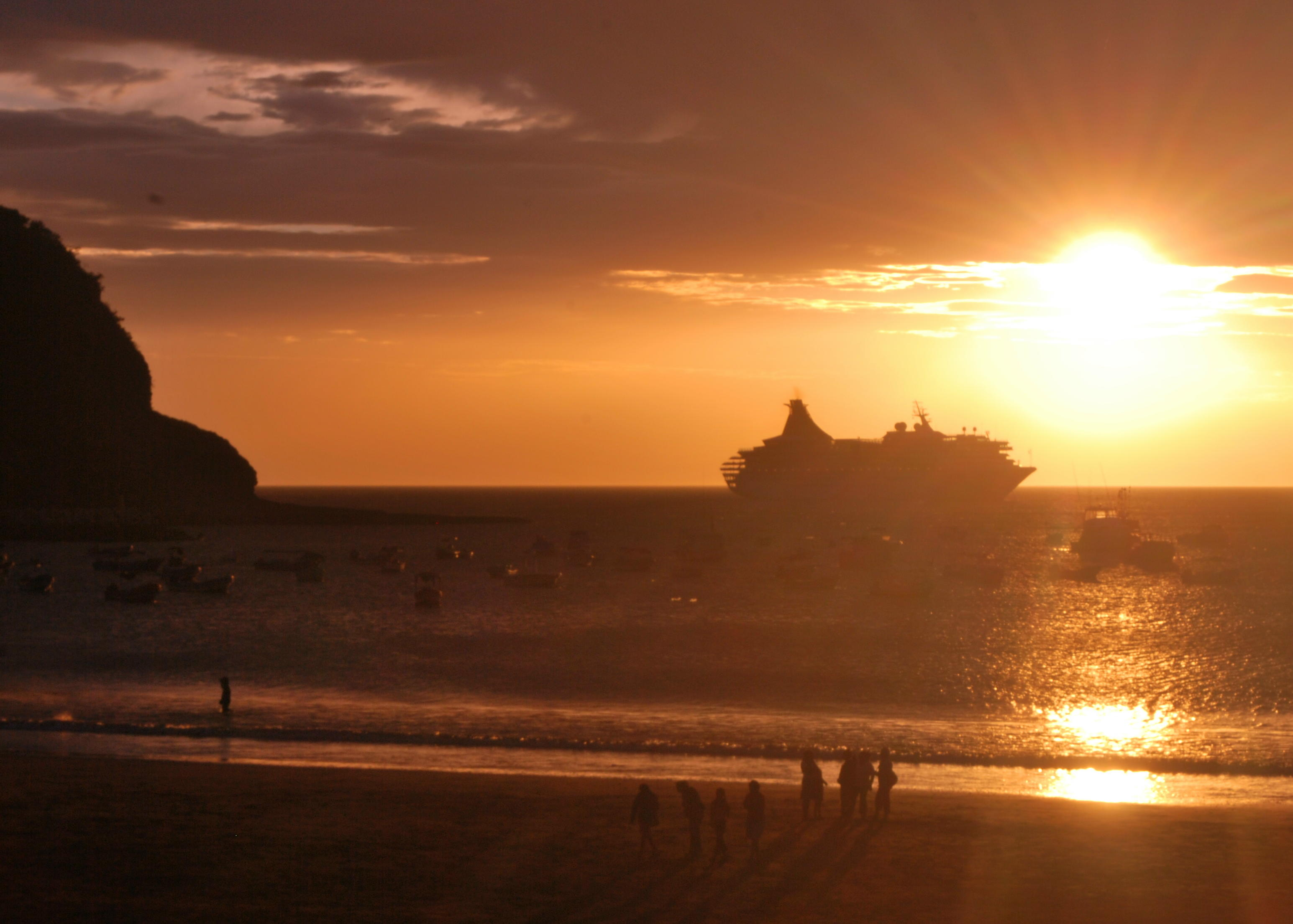
San Juan del Sur
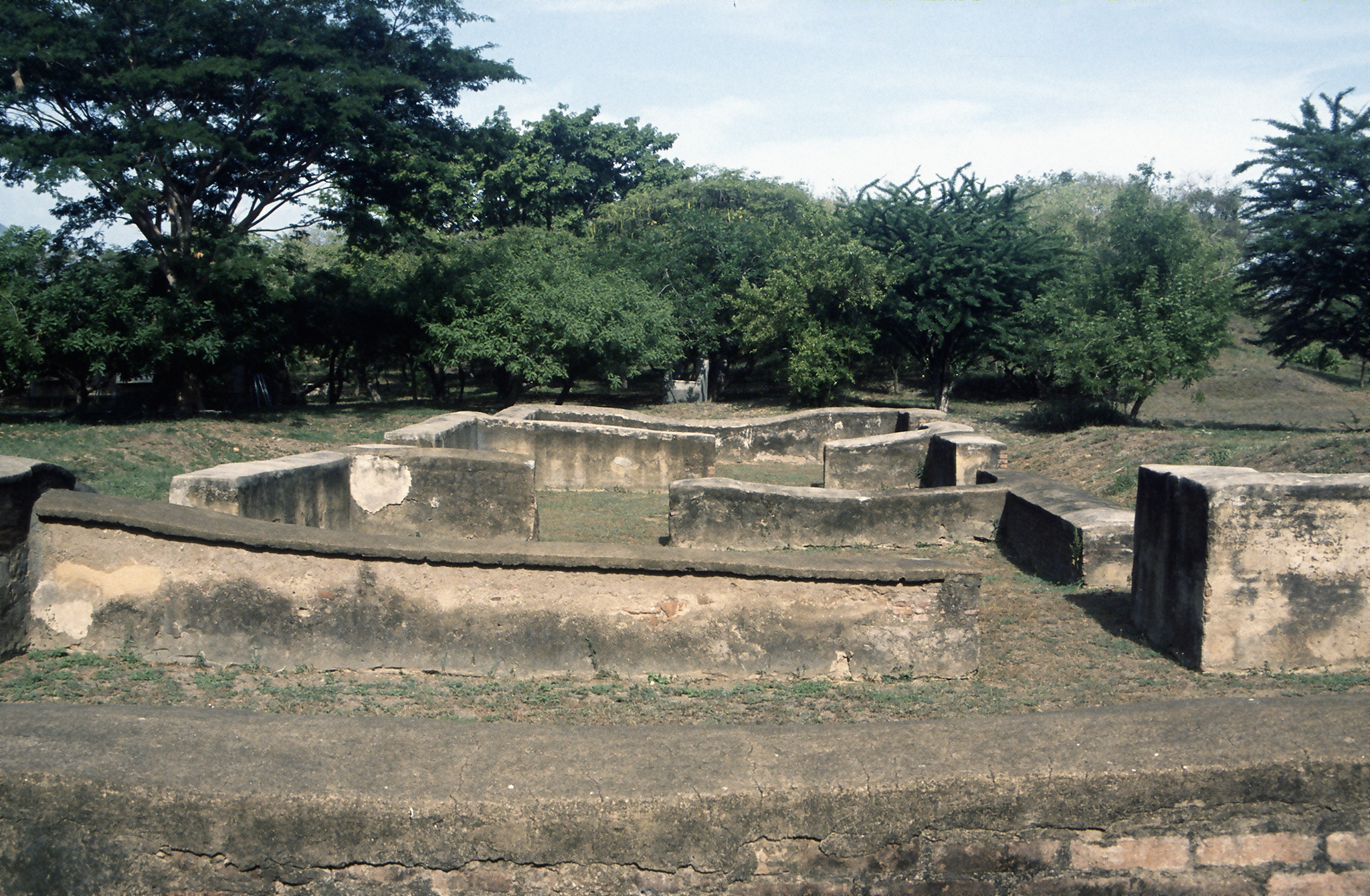
Ruinas de León Viejo
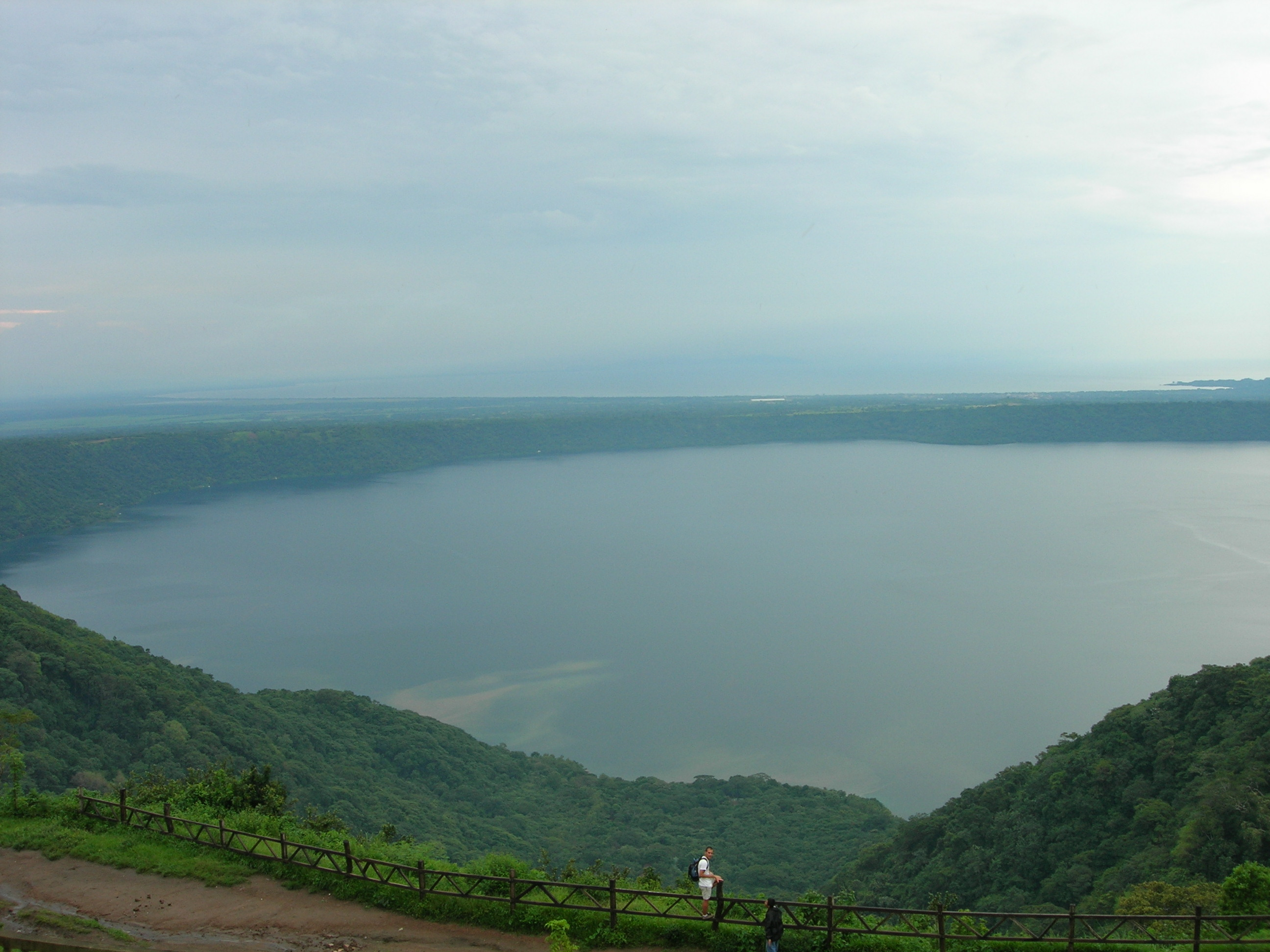
Laguna de Apoyo
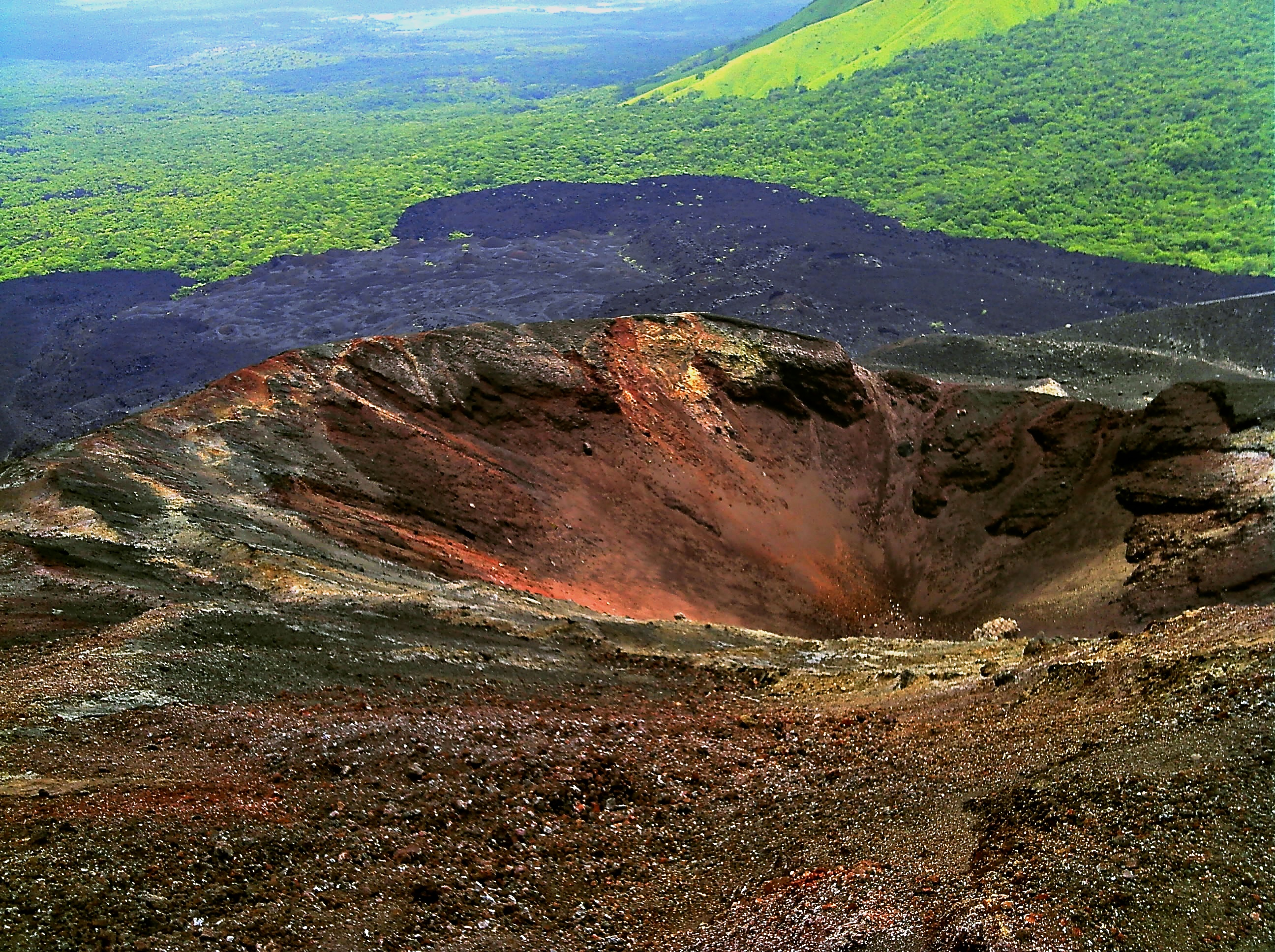
Volcán Cerro Negro
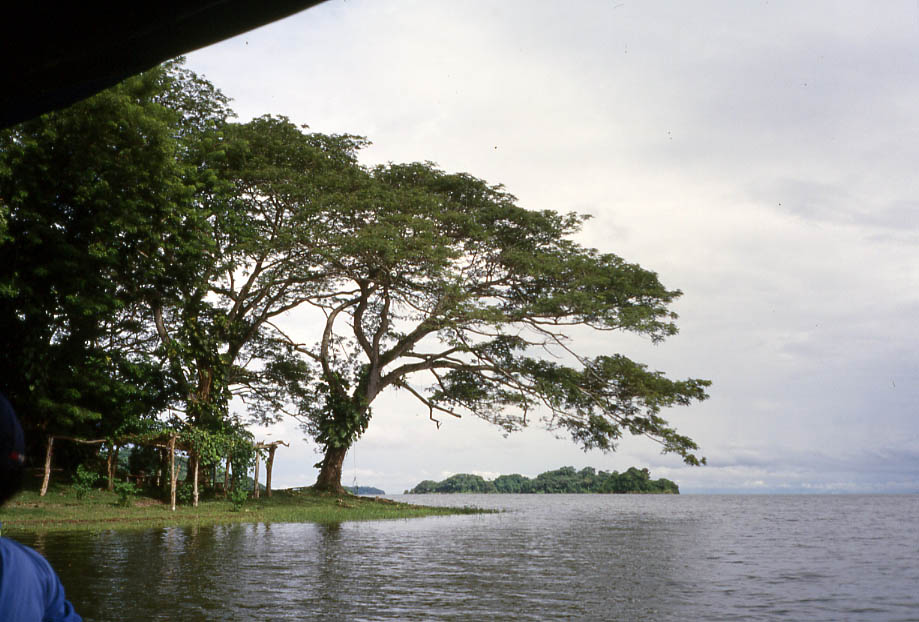
Solentiname
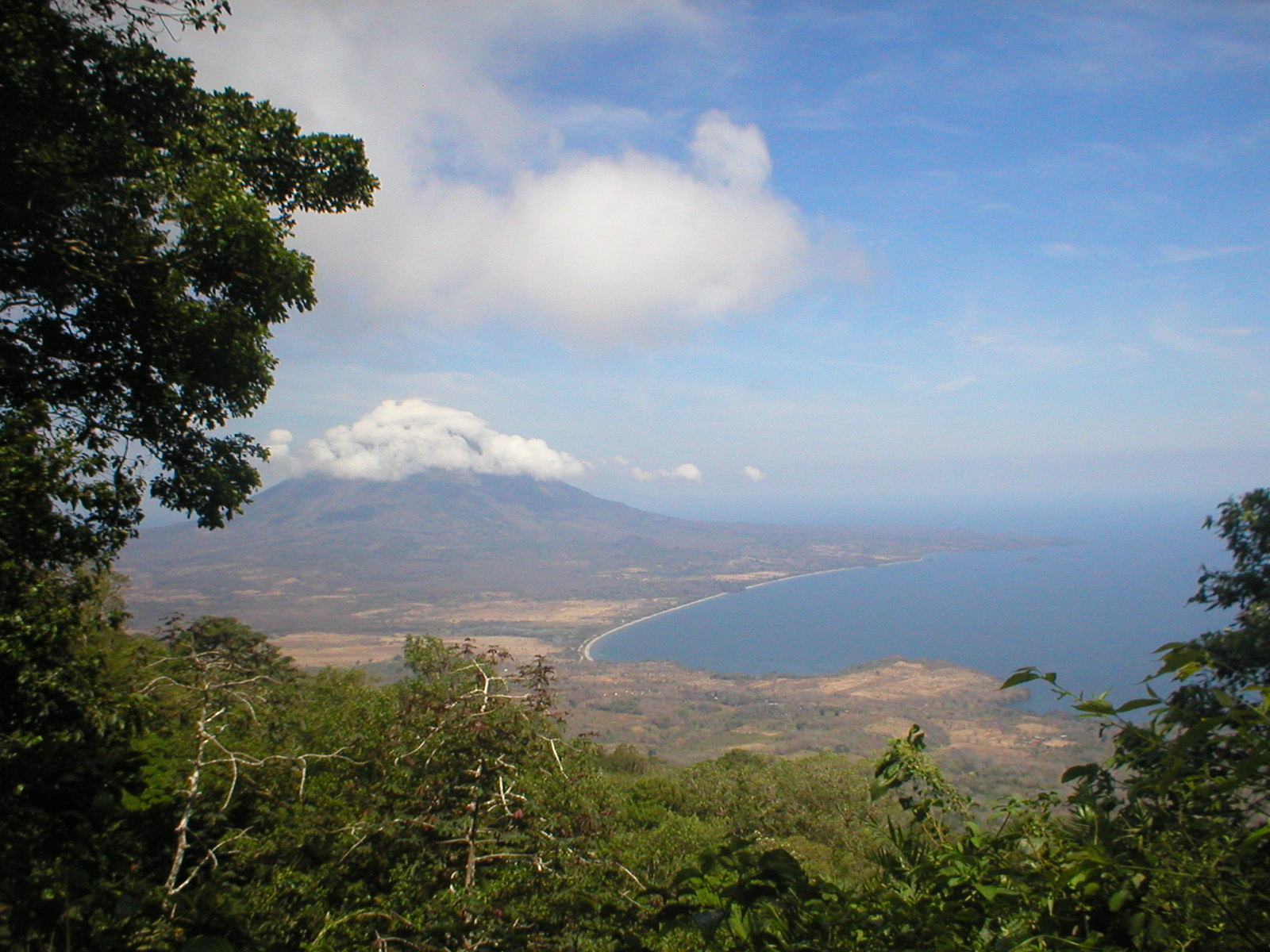
Isla de Ometepe
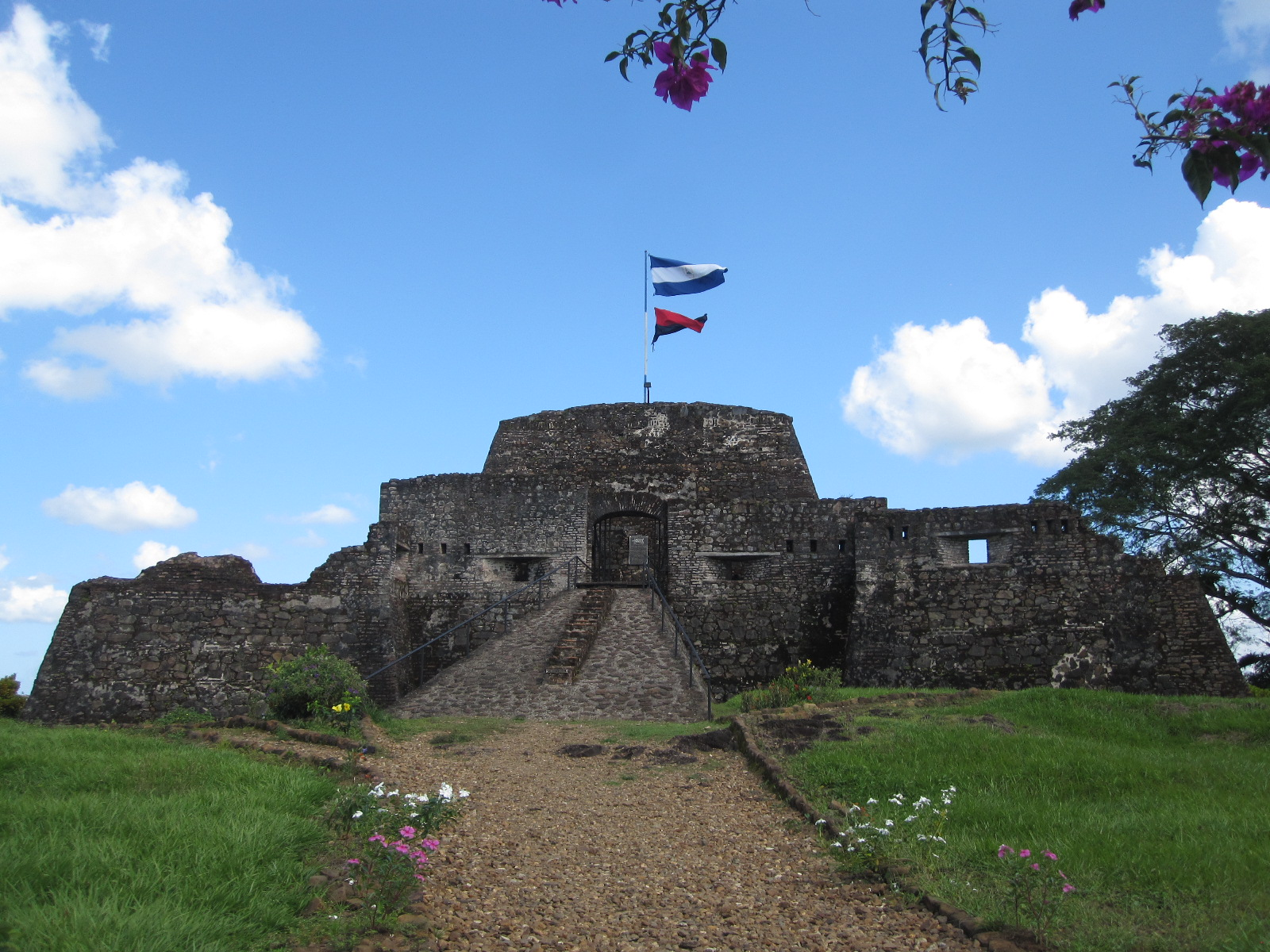
Fortaleza Inmaculada Concepción
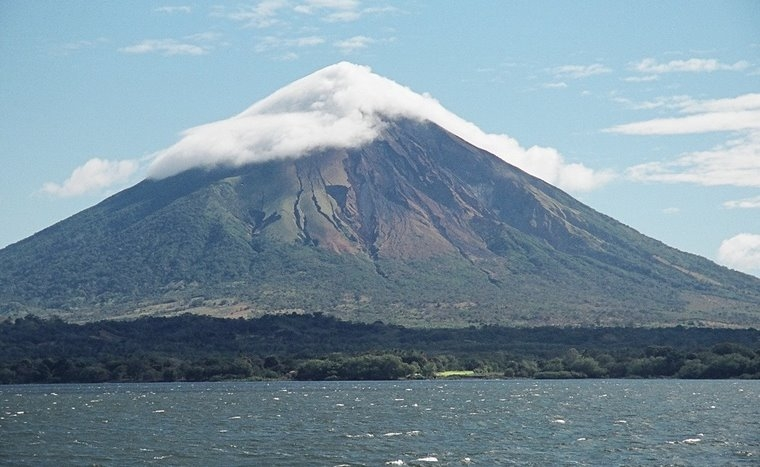
Volcán Concepción
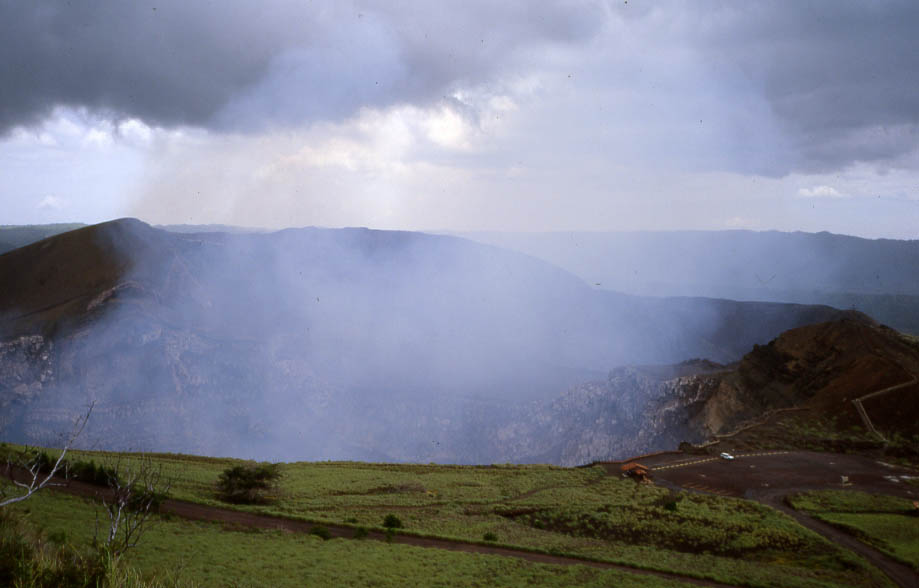
Volcán Masaya
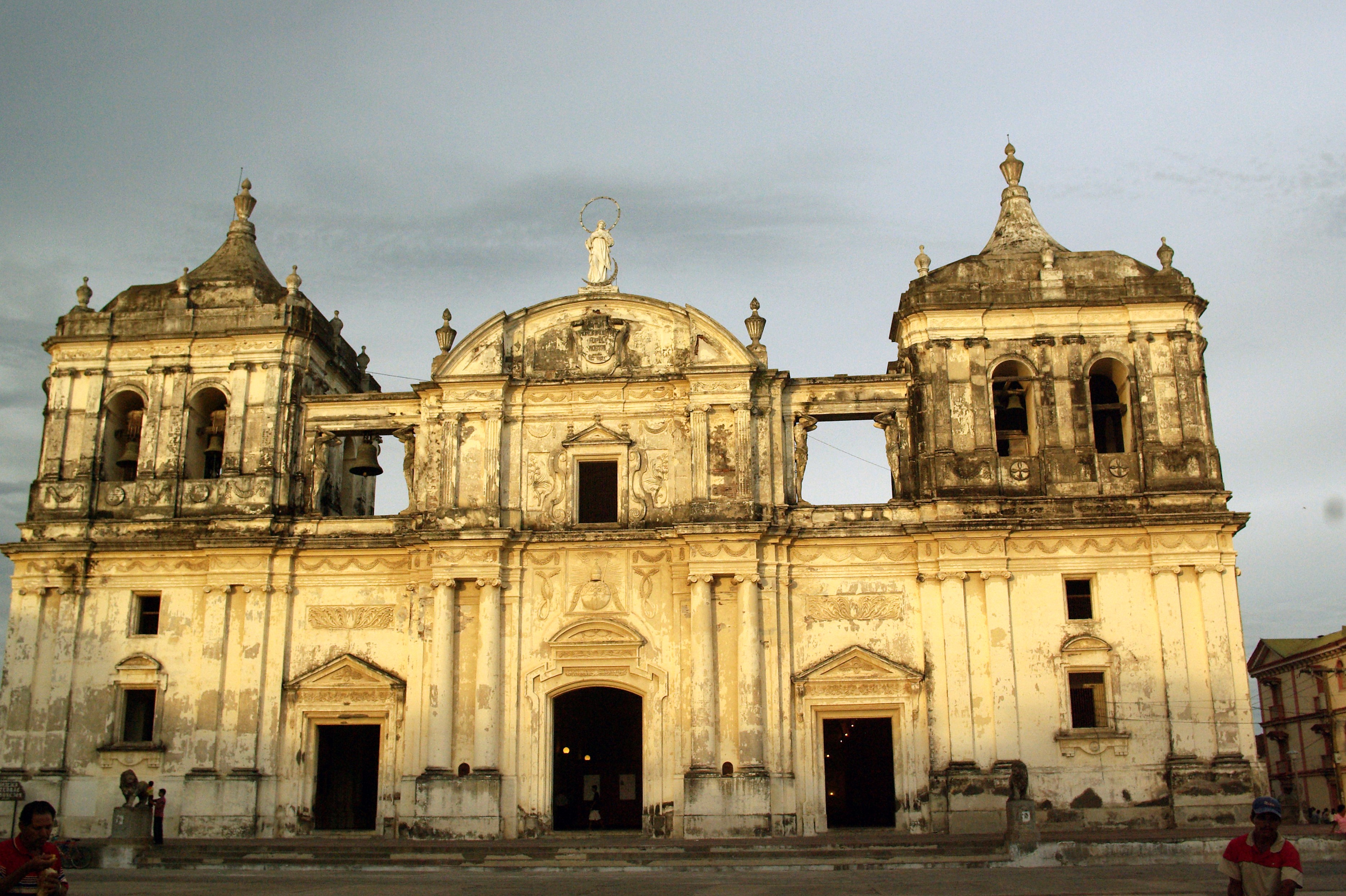
Catedral-Basílica de León
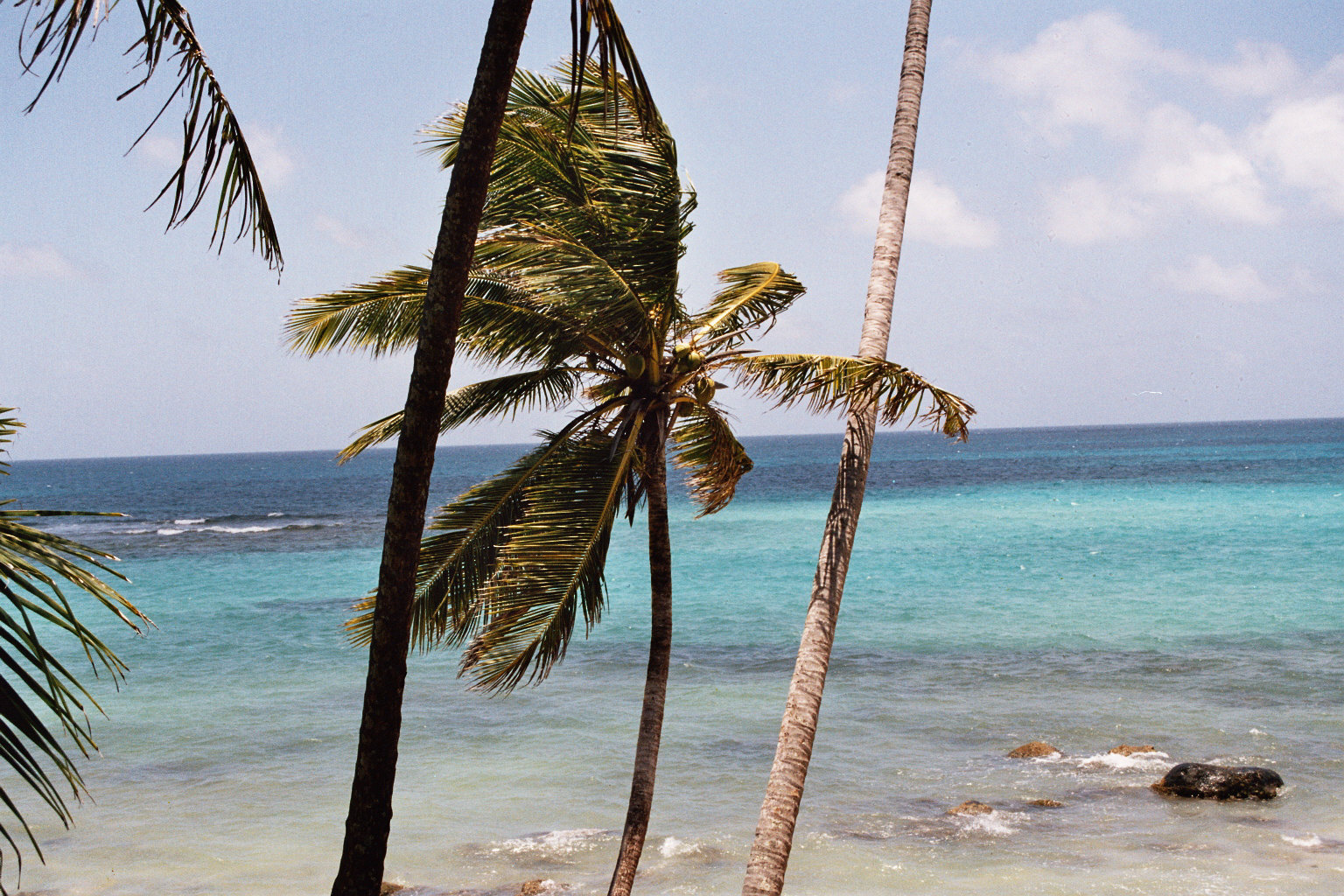
Corn Island
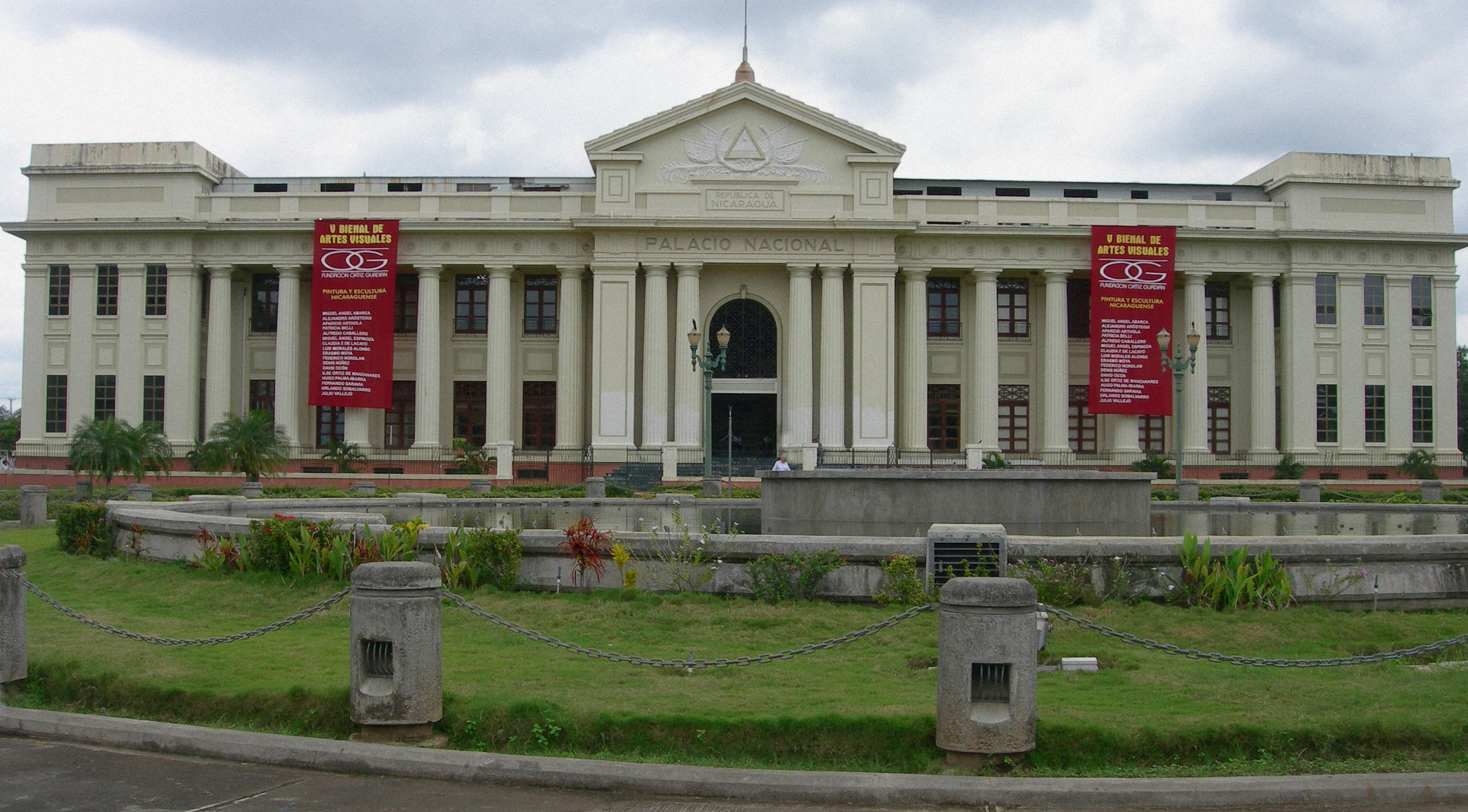
Palacio de la Cultura
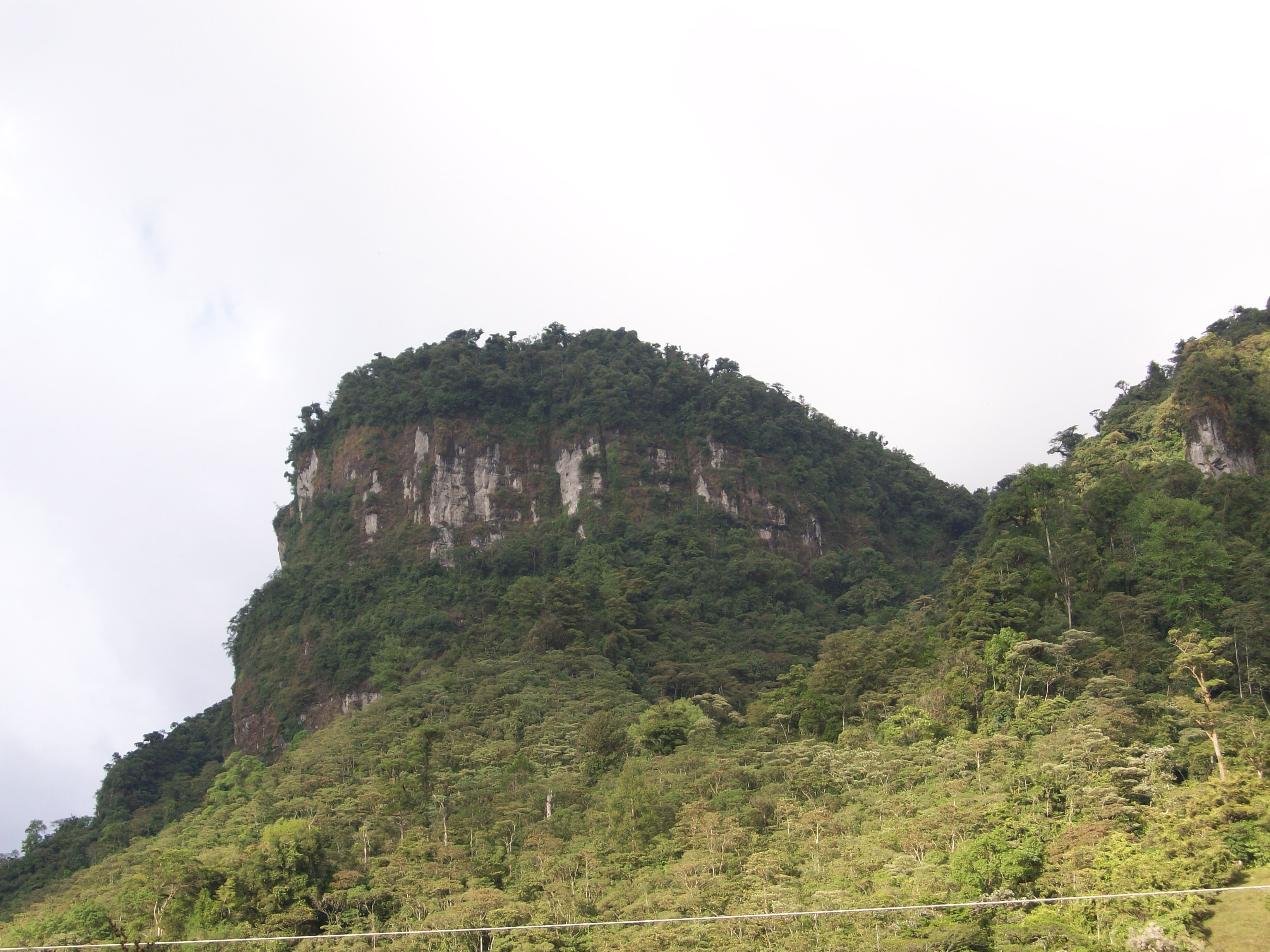
Ruta del Café de Matagalpa, Jinotega, Estelí, Madriz y Nueva Segovia
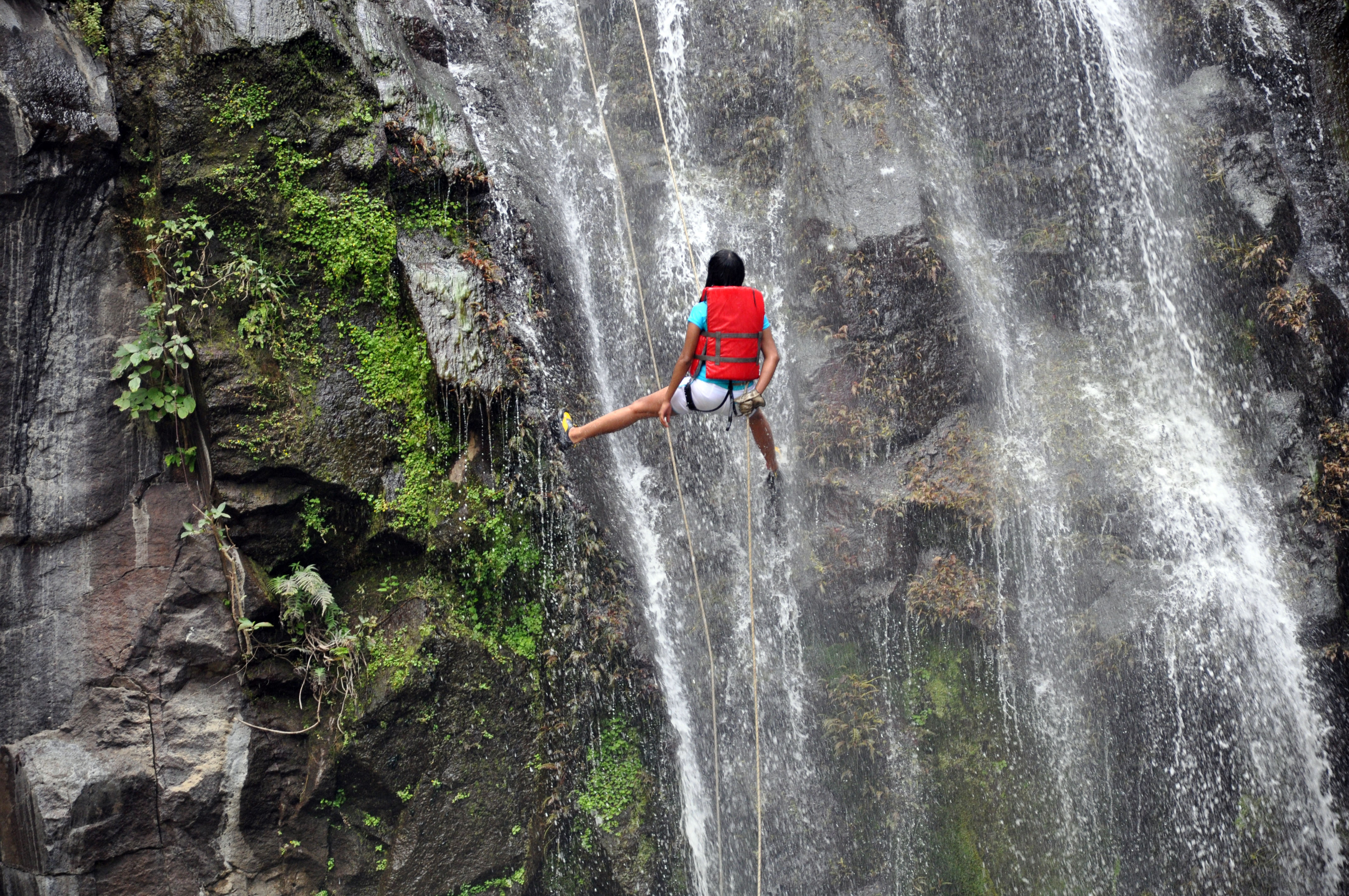
Salto La Estanzuela en Estelí
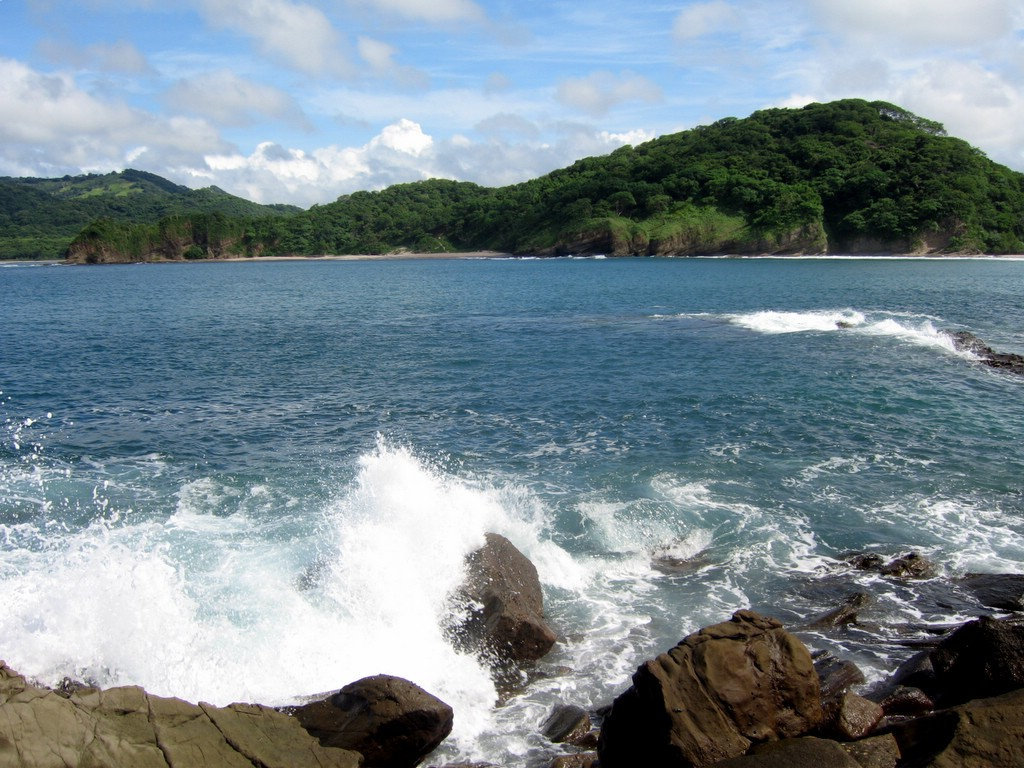
Playa Gigante en Tola

## Símbolos
Patrios

Bandera de Nicaragua
Escudo de Nicaragua
Bandera sandinista

Nicaragua no contaba con ave nacional por decreto, el presidente Enrique Bolaños Geyer en 2004 dijo que iba a lanzar el decreto que no incluiría al ave Eumomota superciliosa (guardabarranco) ya que es el ave nacional de El Salvador por lo que se pondría al Momotus momota (barranquero) como ave nacional, pero no se lanzó el decreto. El 15 de junio de 2012 fue declarado de forma oficial ave nacional.

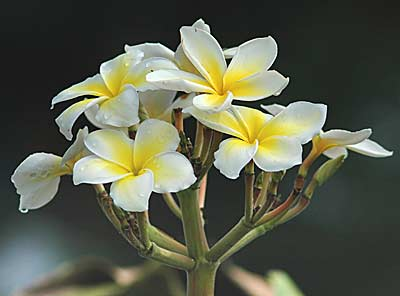
Flor de Sacuanjoche
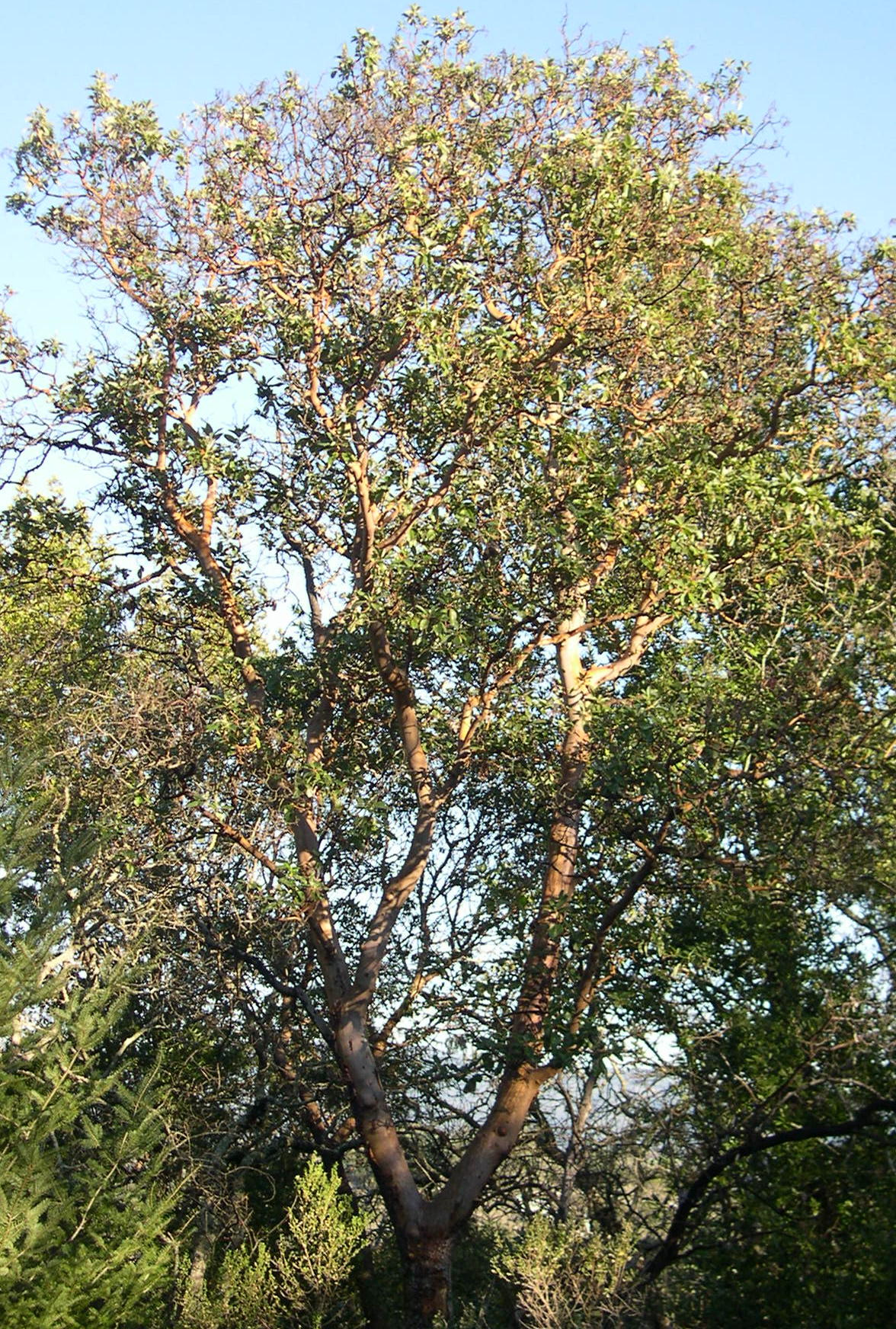
Árbol de Madroño
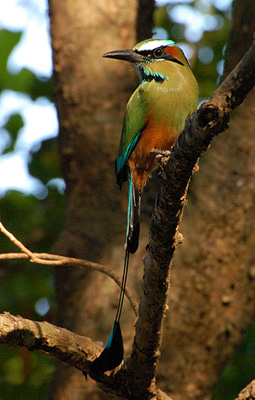
Guardabarranco

## Cultura y tradiciones

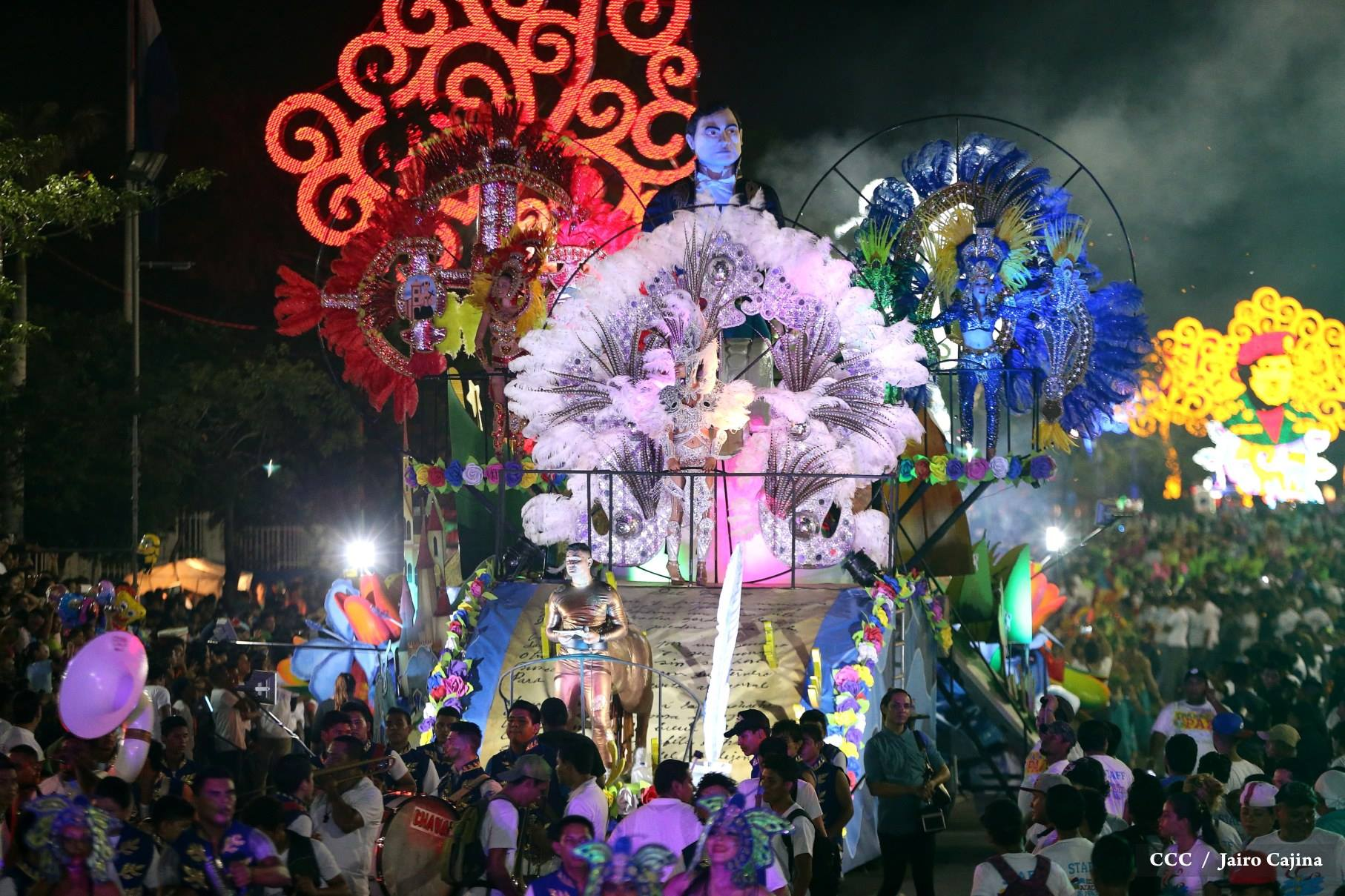
Celebrando el carnaval en Managua.

Nicaragua es producto de la herencia de las culturas nahoas, chorotegas, sutiabas, lenmichies, chibchas, afrocaribeñas y europeas (principalmente hispana), que aportaron el cultivo del arte, música, baile, alfarería, cestería y la gastronomía. La cultura nicaragüense refleja la mezcla predominante de la herencia indígena americana, africana y española. Poco se conservó definitivamente de esta última, aunque se encuentran vestigios de la misma.
Nicaragua es famosa por su gran número de fiestas y tradiciones. Gran parte de las celebraciones giran en torno a la religión católica, implantada durante la colonia española.

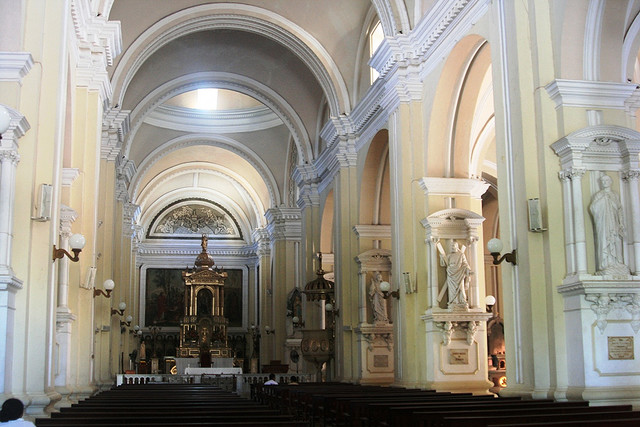
Nave central de la catedral-basílica de León

El colorido, la comida y bebida, la pólvora, la música, los bailes típicos, los desfiles hípicos, las corridas de toros, los promesantes y los actos religiosos, forman parte de estas fiestas que pueden extenderse por varios días, constituyen la esencia de la cultura popular nicaragüense. La fiesta religiosa más popular de todo el país es La Purísima o La gritería, dedicada a la Inmaculada Concepción de la Virgen María. Consiste en una celebración donde se crean altares con imágenes religiosas de la Virgen en los cuales la gente llega a cantar para obtener algo de lo se obsequian como: dulces típicos (gofio, enchiladas, leche burra, cajeta de leche, cajeta de coco) y frutas como la caña de azúcar y limones dulces. La fiesta de Santo Domingo de Guzmán que empieza el 1 de agosto con la Bajada de Minguito y finaliza con su retorno el 10 de agosto, es otro acto religioso masivo que atrae incluso a nicaragüenses residentes en otros países.
Las fiestas de san Sebastián en Diriamba (19, 20, 26, 27 de enero), las fiestas de Santiago Apóstol en Jinotepe y las fiestas de San Marcos Evangelista en San Marcos, son una de las más representativas del país pues en esta se da el Tope de los Santos, el encuentro de las imágenes de Santiago, San Marcos y san Sebastián, estas fiestas patronales son una de las más coloridas pues el pueblo, demuestra su idiosincrasia con el colorido de los bailes y trajes típicos de la región. Podrá apreciar el baile de Los Diablitos, El Güegüense, El Toro Guaco, El Gigante, La Vaquita, el Baile de las Inditas y muchos más. También se celebra a San Sebastián en la ciudad de Acoyapa en el departamento de Chontales.
Las fiestas patronales de San Sebastián de Diriamba están por encima de todas las fiestas patronales en Nicaragua En ellas los nicaragüenses expresan sus más auténticas conexiones con sus raíces indígenas y españolas. Muchos de los bailes, canciones y costumbres son verdaderas tradiciones que se remontan a cientos de años cuando los primeros españoles arribaron a Nicaragua. Las fiestas no son un acto de nostalgia, pero si la integración de rituales precolombinos con el catolicismo y su historia es tan fascinante como sus colores, costumbres y música. Un día antes de su fiesta, el día 19 de enero, se celebra una misa y luego la imagen de San Sebastián sale de su basílica para dirigirse al poblado de Dolores, que está ubicado entre Jinotepe y Diriamba. Ahí se encuentra con sus amigos, San Marcos Evangelista (patrono de la ciudad del mismo nombre) y Santiago apóstol (patrono de Jinotepe). Este encuentro es conocido como El Tope de los Santos.
Las fiestas patronales en el municipio de San Marcos se celebran el 24 y 25 de abril en homenaje al patrono San Marcos evangelista, al cual se debe el nombre de la ciudad. Su imagen fue encontrada en las pilas de Sapasmapa, donde se iba a traer el agua. En estas fiestas locales se acostumbran los bailes folklóricos como: El Güegüense, El Toro Huaco, Las Inditas y La vaquita. El día 24, la víspera de la fiesta del santo, se realiza el famoso “Tope de los santos” en donde san marcos se reúne con San Sebastián patrono de Diriamba, Santiago patrono de Jinotepe y de reciente añadidura con la Virgen de Montserrat, patrona de La Concepción este se da por motivo de añejos enfrentamientos entre pobladores de san marcos y la concepción.
La demanda de Santiago en Jinotepe es una de las más significativas pues en esta el pueblo hace la peregrinación más larga del país, esta inicia el 29 de junio y concluye el 12 de julio, esta es conocida como la demanda mayor, esto porque hay más peregrinaciones a diferentes sitios. El 24 de julio se realiza el Tope de los Santos con las imágenes de San Sebastián (patrono de Diriamba) y San Marcos (patrono de la ciudad del mismo nombre).
Santiago Apóstol, San Sebastián Mártir y San Marcos Evangelista son por excelencia los patronos del departamento de Carazo.
Cada domingo en Nicaragua hay un desfile en las diferentes ciudades del país. Diriamba ostenta el título de ser la cuna de las Hípicas de Nicaragua, la cuna del fútbol nacional y la cuna de la comedia danzante del Güegüense o Macho Ratón (declarado Patrimonio Intangible de la Humanidad).
Las fiestas patronales constituyen la cara y el corazón de Nicaragua, pues en estas se ve reflejado la idiosincrasia del pueblo, el fervor y el amor a su patria.

### Danza
La danza en Nicaragua varía según la región. Las zonas rurales tienden a centrarse más en el movimiento de las caderas y las vueltas, mientras que el estilo de baile en las ciudades se centra principalmente en un juego de pies más sofisticado, además de movimientos y giros. Se pueden encontrar combinaciones de estilos de la República Dominicana y los Estados Unidos en toda Nicaragua. El baile de bachata es popular en Nicaragua, el cual ha sido ampliamente influenciado por nicaragüenses que viven en el extranjero, en ciudades que incluyen Miami, Los Ángeles, y en menor medida Nueva York. El tango también ha aparecido recientemente en ciudades culturales y con ocasión de bailes de salón.

### Música

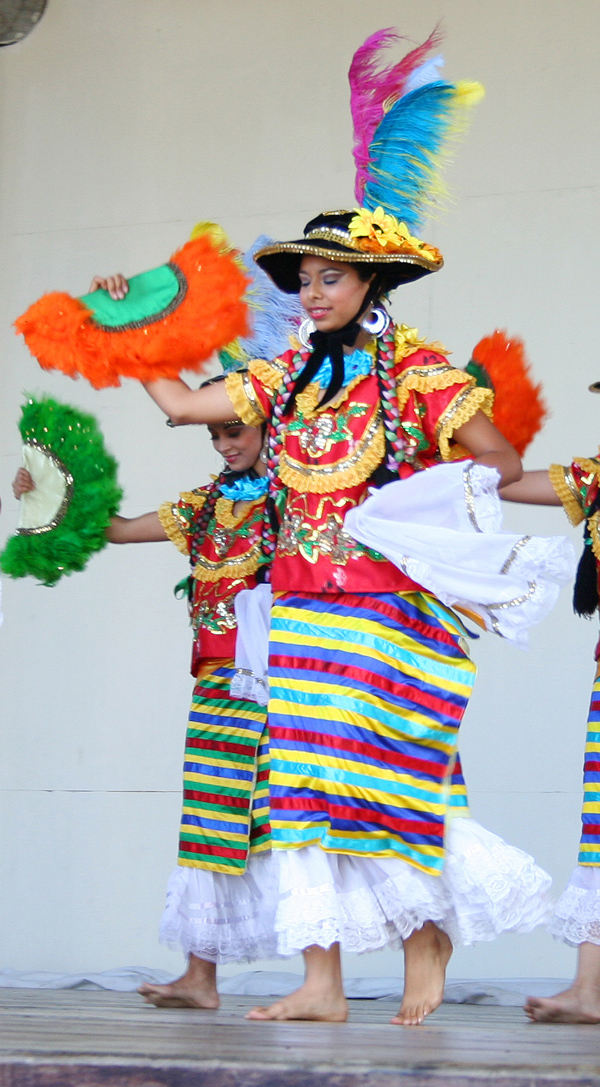
Mujeres nicaragüenses que usan el traje de Mestizaje, que es un traje tradicional usado para bailar la danza del Mestizaje. El traje demuestra la influencia española en la ropa nicaragüense.

La música nicaragüense es una mezcla de influencias indígenas y españolas. Los instrumentos musicales incluyen la marimba y otros comunes en América Central. La marimba de Nicaragua es interpretada por un intérprete sentado que sostiene el instrumento sobre sus rodillas, que suele ir acompañado de un violín bajo, guitarra y guitarrilla (una guitarra pequeña como una mandolina). Esta música se reproduce en funciones sociales como una especie de música de fondo.
La costa caribeña de Nicaragua es conocida por una forma animada de música de baile llamada Palo de Mayo, que es popular en todo el país. Es especialmente ruidosa y se celebra durante el festival Palo de Mayo en mayo. La comunidad garífuna (afroamericana nativa) es conocida por su música popular llamada Punta.
Nicaragua disfruta de una amplia variedad de influencias internacionales en el ámbito de la música. La bachata, merengue, salsa y cumbia han ganado protagonismo en centros culturales como Managua, León y Granada. Particularmente la cumbia se ha vuelto popular con la presentación de artistas nicaragüenses, incluido Gustavo Leytón, en la isla de Ometepe y en Managua; lo mismo ocurre con la salsa en los clubes nocturnos de Managua. Con diversas influencias, la forma de bailar salsa varía en Nicaragua. Los elementos de estilo neoyorquino y salsa cubana (Salsa Casino) han ganado popularidad en todo el país.

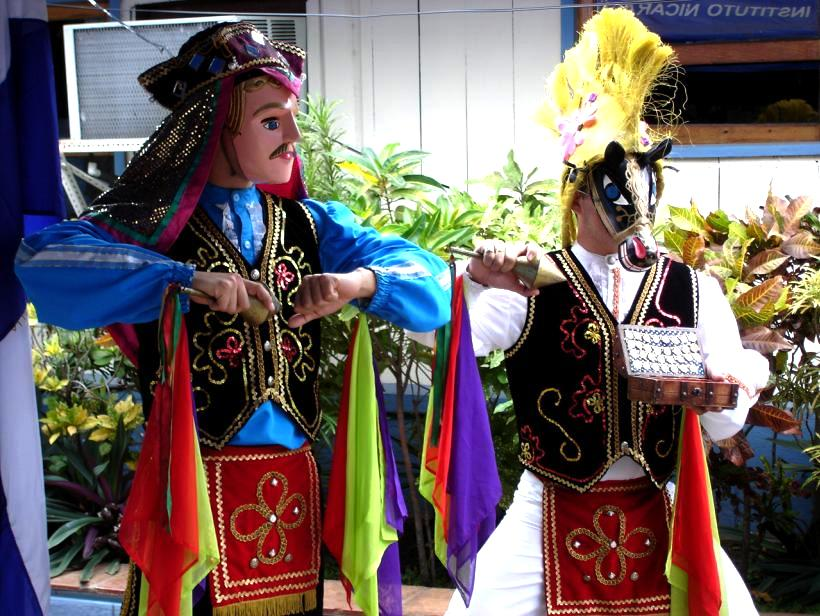
Representación de El Güegüense

La música vernácula y autóctona nicaragüense es una de las más ricas de la región centroamericana, razón por la cual se afirma que «si México es la guitarra de América, Nicaragua es una de sus cuerdas».[cita requerida] Pueden señalarse a destacados autores y recoliadores de la misma como Camilo Zapata, Erwin Krüger, Los Bisturices Armónicos, Los Soñadores de Saraguasca, Carlos Mejía Godoy y su hermano Luis Enrique Mejía Godoy, Los de Palacagüina, Otto de la Rocha, entre otros.
La música nicaragüense (son nica, polca y mazurca segoviana, el jamaquello y la música vernácula en general) muestran gran influencia española, alemana y francesa.
El violín de talalate es una instrumento musical derivado del violín clásico y a la vez es único de Nicaragua por sus componentes y sonido, usado por ello para sonar la música vernácula, principalmente polcas y mazurcas, lo que lo hacen un verdadero símbolo patrio como instrumento musical nacional autóctono.
Existen también otros ritmos vinculados con la conquista española, como las melodías del Toro guaco y El Güegüense o Macho Ratón (obra maestra del Patrimonio Oral e Inmaterial de la Humanidad).
La marimba, de origen africano, es un instrumento musical común a todos los países de Centroamérica y México. Es muy utilizada en Jinotepe, Masaya y en los llamados "Pueblos Blancos" (Catarina, Diriá, Diriomo, Niquinohomo) y en su variante nica, conocida como marimba de arco, que es uno de los instrumentos más populares del folclore de las regiones Pacífico y central del país. En muchas ocasiones se toca acompañada de guitarras y maracas.
En cuanto a la región de la Costa Caribe, esta se caracteriza por una música propia de tipo afro caribeña, denominada Palo de Mayo, que con un ritmo bien intenso rinde homenaje a la fertilidad de la mujer y de la naturaleza como garante de la continuidad de la vida.
En los últimos años se ha desarrollado también la música popular con exponentes en diversos géneros, quienes han alcanzado popularidad internacional:
- José "Chepito" Áreas
- Hernaldo Zúñiga
- Carlos Mejía Godoy
- Los de Palacagüina

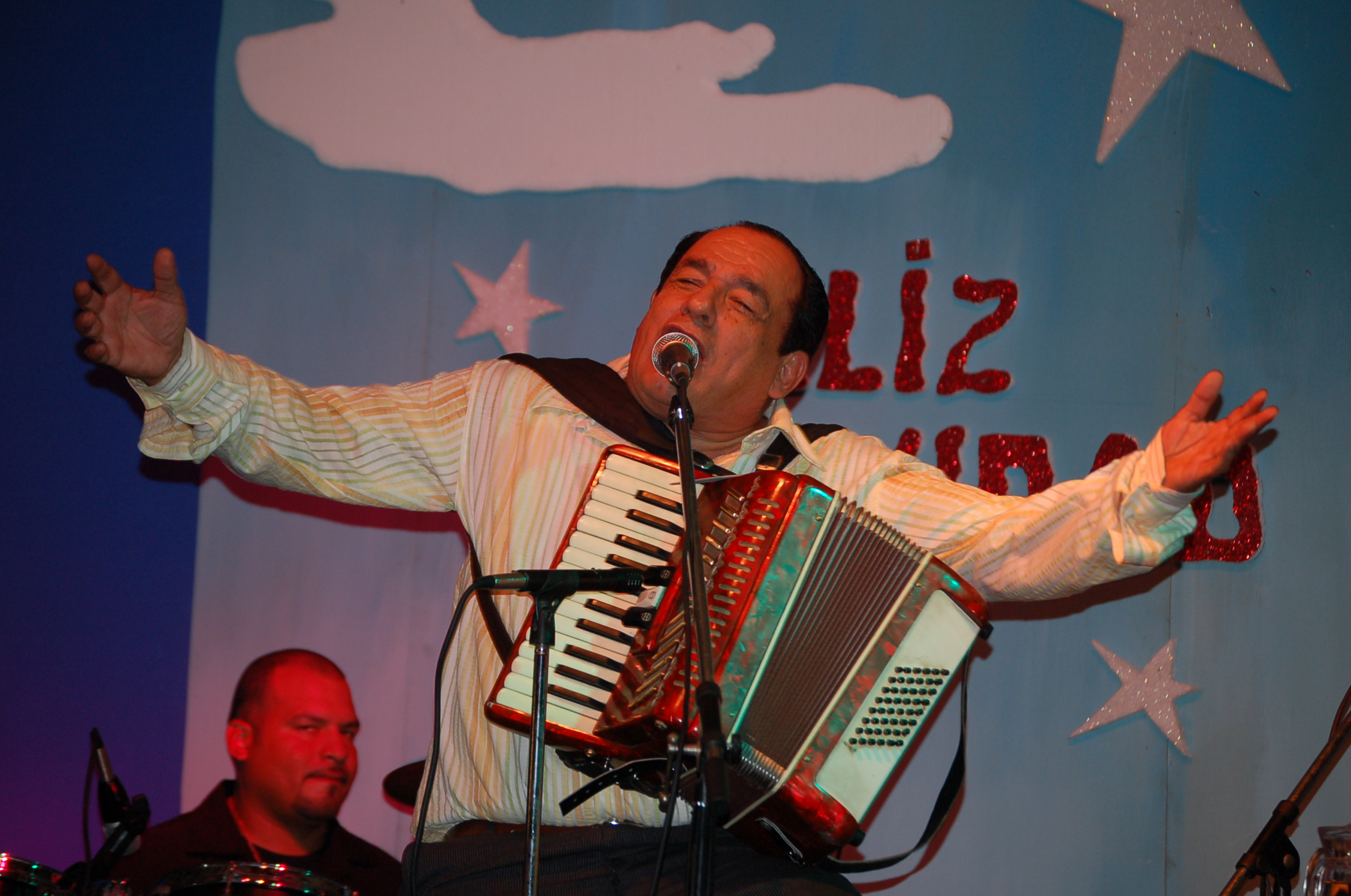
Carlos Mejía Godoy

- Otto de la Rocha (23 de agosto de 1933 - 25 de mayo de 2020), que también destacó como actor de Radioteatro en su programa “Lencho Catarrán”.
- Luis Enrique Mejía Godoy
- Dúo Guardabarranco
- Katia Cardenal
- Luis Enrique Mejía López
- Ofilio Picón
- Norma Helena Gadea
- Tony Meléndez

### Literatura

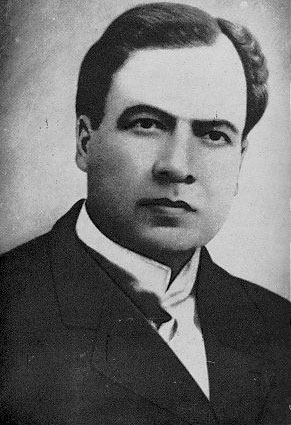
Rubén Darío, fundador del movimiento literario modernista en América Latina.

El origen de la literatura nicaragüense se remonta a la época precolombina. Los mitos y la literatura oral formaron la visión cosmogónica del mundo de los pueblos indígenas. Algunas de estas historias todavía se conocen en Nicaragua. Como muchos países latinoamericanos, los conquistadores españoles tuvieron gran influencia tanto en la cultura como en la literatura. La literatura nicaragüense ha sido históricamente una importante fuente de poesía en el mundo de habla hispana, con colaboradores de renombre internacional como Rubén Darío, quien es considerado como la figura literaria más importante de Nicaragua. Es llamado el "Padre del Modernismo" por liderar el movimiento literario modernista a fines del siglo XIX. Otras figuras literarias incluyen a Carlos Martínez Rivas, Pablo Antonio Cuadra, Alberto Cuadra Mejía, Manolo Cuadra, Pablo Alberto Cuadra Argüello, Orlando Cuadra Downing, Alfredo Alegría Rosales, Sergio Ramírez, Ernesto Cardenal, Gioconda Belli, Claribel Alegría, José Coronel Urtecho y Luis Guillermo Torrez entre otros.
El drama satírico El Güegüense fue la primera obra literaria de la Nicaragua poscolombina. Escrito tanto en náhuatl azteca como en español, es considerado como una de las expresiones más distintivas de la era colonial de América Latina y como la obra maestra folclórica de Nicaragua, una obra de resistencia al colonialismo español que combina música, danza y teatro. La obra teatral fue escrita por un autor anónimo en el siglo XVI, convirtiéndola en una de las obras teatrales y de danza indígenas más antiguas del hemisferio occidental. En 2005 fue reconocido por la UNESCO como "patrimonio de la humanidad". Después de siglos de actuación popular, la obra se publicó por primera vez en un libro en 1942.
El mayor representante de la poesía nacional es Rubén Darío, quien aportó grandes innovaciones en la métrica y el estilo poético, y fue llamado el “padre del modernismo” y ”el príncipe de las letras castellanas".
Otros poetas y escritores con reconocimiento mundial son
- Salomón de la Selva
- Alfonso Cortés
- Carlos Martínez Rivas
- Ernesto Cardenal
- Ernesto Mejía Sánchez
- Pablo Antonio Cuadra
- Claribel Alegría
- Gioconda Belli
- Sergio Ramírez
- Lizandro Chávez Alfaro

En la pintura han destacado artistas como
- Armando Morales
- Alejandro Arostegui
- Rodrigo Peñalba
- Leoncio Sáenz
- Raúl Marín

En la cinematografía se destacan los cineastas
- Florence Jaugey
- Frank Pineda

### Gastronomía

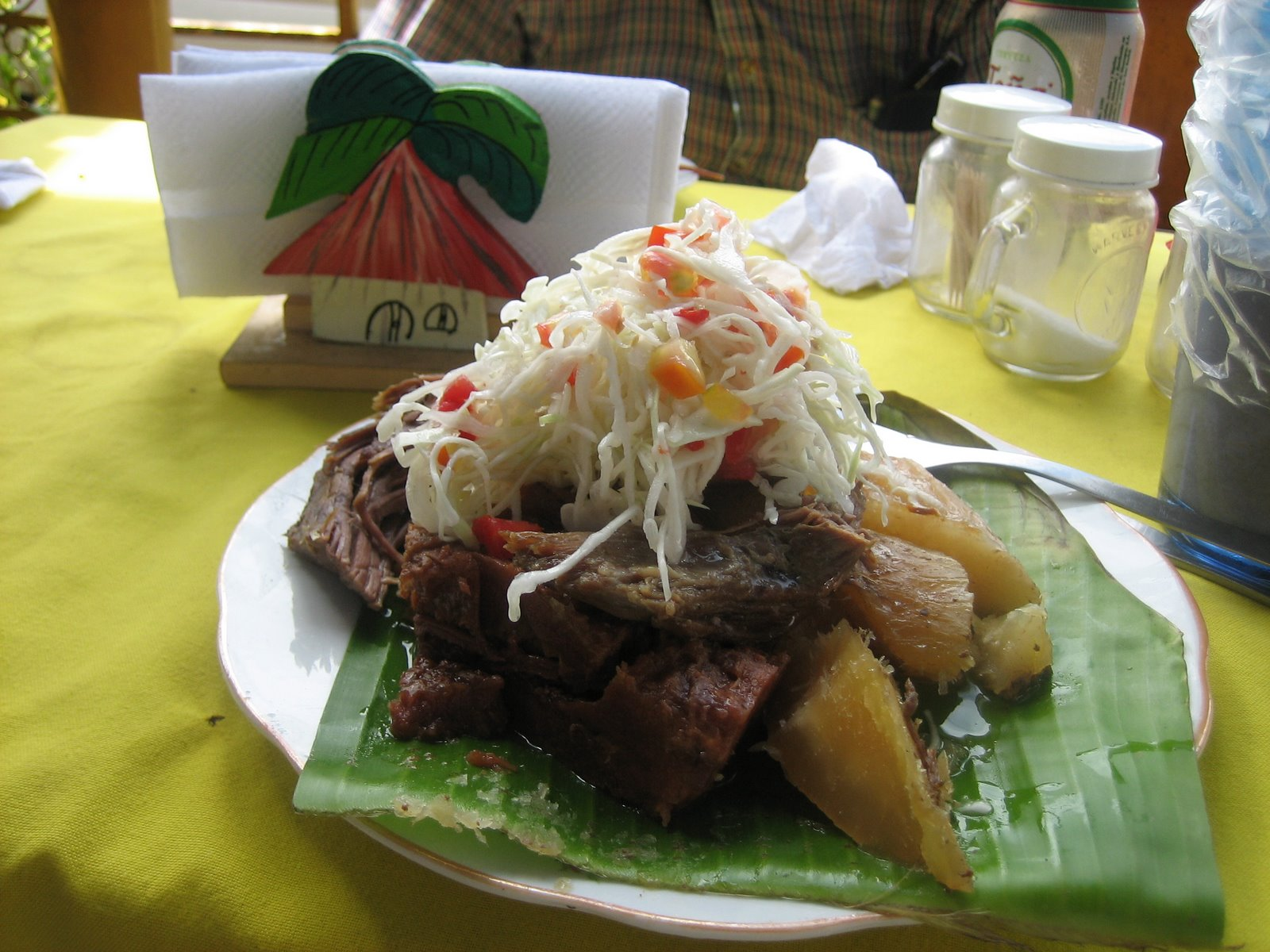
El Vaho (Baho, escritura alternativa) es una comida típica de Nicaragua.

El plato principal típico nicaragüense es el gallo pinto, una mezcla elaborada de arroz y frijoles. Originaria de los esclavos africanos que migraron a la costa Caribe e hicieron esta mezcla por falta de variedad de alimentos.
Hay diferencias entre la cocina tradicional de la región del Pacífico y la de la costa del Caribe. Mientras que los principales platillos de la costa sur en el Pacífico se basan en carne de cerdo y res, frutas, verduras y el maíz blanco, la cocina de la costa norte en el Caribe hace amplio uso de los mariscos y el coco, como por ejemplo en la elaboración del gallo pinto con leche de coco, también conocido como rice and beans.
Como en muchos otros países centroamericanos, el maíz es una de las bases de la alimentación y se cultiva en el territorio desde hace milenios; se utiliza en muchos platos extensamente consumidos, tales como el nacatamal, el Yoltamal y el indio viejo. El nacatamal es un envuelto que lleva carne de cerdo o pollo, arroz, papas en rodajas, y en algunas ocasiones incluye pasas, aceitunas, tomate, etc. Además, el maíz puede usarse como bastimento en la forma de tortillas cocidas en comales, es un ingrediente para bebidas tales como pinolillo y la chicha así como en los dulces, rosquillas y los postres típicos.
Los vegetales y las frutas locales han estado en uso desde periodos prehispánicos. Su influencia perdura hoy en día en la cocina de Nicaragua. Muchos de los platos de Nicaragua incluyen las frutas y los vegetales tales como aguacate, ayote, caimito, chilote, coyolito, elote, granada, granadilla, grosella, guaba, guayaba, icaco, jocote, mango, mamón, nancite, papaya, pipián, plátano, quequisque, tamarindo, yuca y zapote, además de hierbas como culantro, orégano y achiote.

### Días festivos

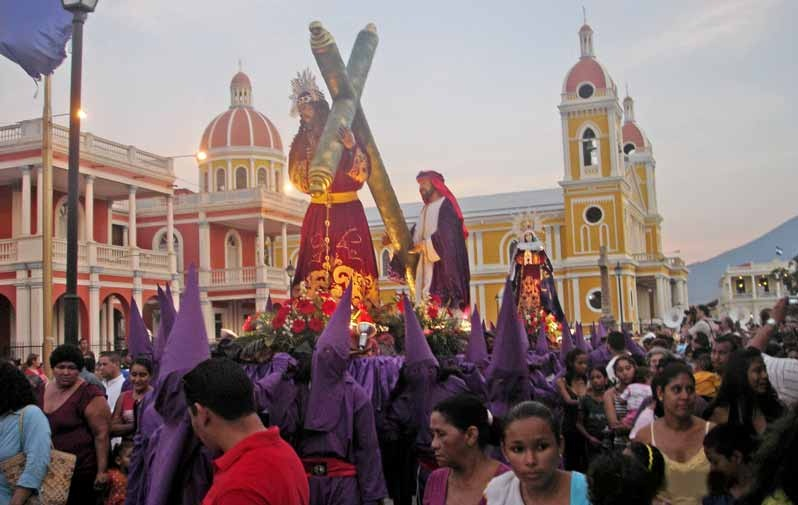
Celebración de la Semana Santa en Granada.

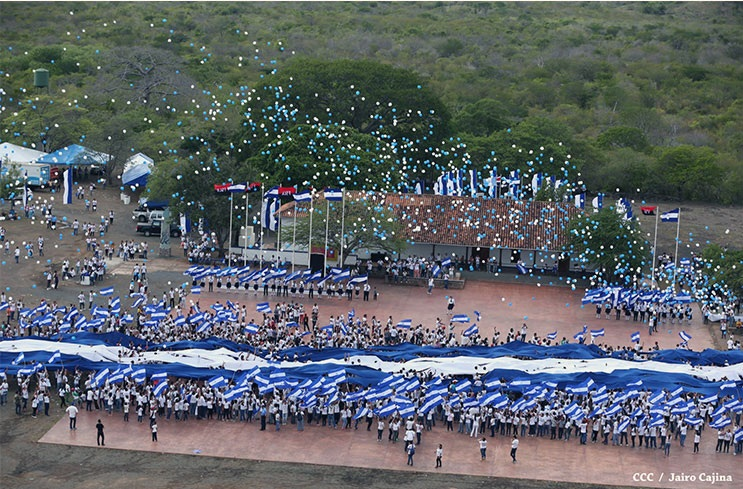
Celebración del 195 aniversario de la independencia de Centroamérica.

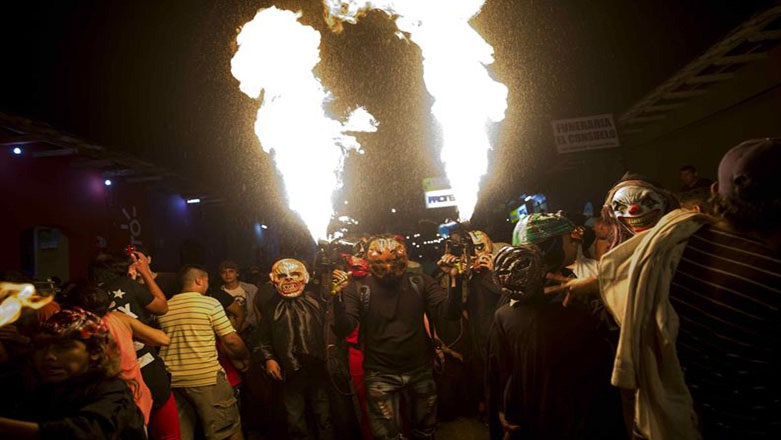
Fiesta de los Agüizotes en Masaya.

El calendario de días festivos incluyen festividades cristianas y fechas patrias nacionales, siendo el repertorio más conocido para toda Nicaragua el detallado a continuación (no todos son feriados nacionales):
| Fecha                     | Festividad                                                                                               | Notas                                                        |
| 1 de enero                | Año Nuevo                                                                                                | Feriado nacional                                             |
| 18 de enero               | Natalicio de Rubén Darío (en 1867)                                                                       | Fecha nacional                                               |
| 14 de febrero             | Día del Amor y la Amistad (Día de San Valentín)                                                          | Fecha internacional y festividad cristiana                   |
| 1 de marzo                | Día del Periodista nicaragüense                                                                          | Fecha nacional                                               |
| 17 de abril               | Día de la Resistencia indígena (gesta de Diriangén en 1523)                                              | Fecha nacional                                               |
| 23 de abril               | Día del Libro                                                                                            | Fecha internacional                                          |
| Marzo o abril             | Jueves Santo                                                                                             | Festividad cristiana, feriado nacional                       |
| Marzo o abril             | Viernes Santo                                                                                            | Festividad cristiana, feriado nacional                       |
| 1 de mayo                 | Día de los Trabajadores (San José Obrero)                                                                | Fecha internacional y festividad cristiana, feriado nacional |
| 4 de mayo                 | Día de la Dignidad Nacional (1927)                                                                       | Fecha nacional                                               |
| 18 de mayo                | Natalicio de Augusto C. Sandino (en 1895)                                                                | Fecha nacional                                               |
| 30 de mayo                | Día de la Madre nicaragüense                                                                             | Feriado nacional                                             |
| 1 de junio                | Día del Niño                                                                                             | Fecha internacional                                          |
| 23 de junio               | Día del Padre nicaragüense (Natalicio de Carlos Fonseca en 1936)                                         | Fecha nacional                                               |
| 29 de junio               | Día del Maestro nicaragüense (gesta patriótica de Enmanuel Mongalo y Rubio en 1855)                      | Fecha nacional                                               |
| último viernes de junio   | Día del Árbol                                                                                            | Fecha nacional                                               |
| 11 de julio               | Triunfo de la Revolución Liberal (en 1893)                                                               |                                                              |
| 14 de julio               | Día de la Bandera                                                                                        | Fecha nacional                                               |
| 19 de julio               | Triunfo de la Revolución Popular Sandinista (en 1979)                                                    | Fecha patria, feriado nacional                               |
| 23 de julio               | Día del Estudiante nicaragüense                                                                          | Fecha nacional                                               |
| 26 de julio               | Día del Abuelo y la Abuela nicaragüense                                                                  | Fecha nacional                                               |
| 25 de agosto              | Día de las Personas con Discapacidad                                                                     | Fecha nacional                                               |
| 2 de septiembre           | Día del Ejército (fundación del EDSN en 1927)                                                            |                                                              |
| 14 de septiembre          | Victoria de San Jacinto sobre los filibusteros (en 1856)                                                 | Fecha patria, feriado nacional                               |
| 15 de septiembre          | Independencia de Centroamérica (en 1821)                                                                 | Fecha patria, feriado nacional                               |
| 12 de octubre             | Día de la Resistencia Indígena, Negra y Popular (descubrimiento de América (por Cristóbal Colón en 1492) |                                                              |
| último viernes de octubre | Fiesta de los Agüizotes                                                                                  | Festividad indígena popular                                  |
| 2 de noviembre            | Conmemoración de Todos los Fieles Difuntos                                                               | Festividad cristiana                                         |
| 7 de diciembre            | Día de La gritería                                                                                       | Festividad cristiana                                         |
| 8 de diciembre            | La Purísima e Inmaculada Concepción de María                                                             | Festividad cristiana, feriado nacional                       |
| 24 de diciembre           | Víspera de Navidad (Nochebuena)                                                                          | Festividad cristiana                                         |
| 25 de diciembre           | Navidad o Natividad del Niño Jesús                                                                       | Festividad cristiana, feriado nacional                       |
| 31 de diciembre           | Víspera de Año Nuevo (Nochevieja)                                                                        |                                                              |

## Deportes
El Instituto Nicaragüense de Deportes es la institución encargada de impulsar, normar, coordinar, promover y fomentar la práctica de las actividades deportivas, de educación física y recreación en todo el país, así como la construcción y mantenimiento de la infraestructura necesaria para tales fines, lo mismo para la organización y buen funcionamiento de asociaciones y federaciones deportivas y recreativas, con el apoyo de la comunidad nacional e internacional.

### Béisbol
El béisbol es el deporte más popular en Nicaragua y su equipo nacional goza de una tradición fuerte en el ámbito del béisbol aficionado mundial con varios subcampeonatos conquistados.
El béisbol nicaragüense cuenta con jugadores que han logrado ser parte de las Ligas Mayores pero el más notable es Dennis Martínez, el primer jugador del béisbol de Nicaragua en las Grandes Ligas. Él se convirtió en el primer lanzador latino que lanzó un juego perfecto, el décimo tercero en la historia de las Ligas Mayores, contra el equipo Los Angeles Dodgers el 27 de julio de 1991.
La FENIBA (Federación Nicaragüense de Béisbol Aficionado) es la entidad rectora y organiza desde el año 1970 el Campeonato Nacional de Béisbol de primera división que actualmente lleva el nombre de «Comandante Germán Pomares Ordóñez» con la participación de equipos representativos de los 15 departamentos y 2 regiones autónomas del país. Con jugadores de estos equipos se conforma la Selección nacional de Béisbol que representa al país en las competiciones internacionales más importantes organizadas por la IBAF y la COPABE.
Desde hace unos años, un grupo de empresarios ha organizado la llamada Liga Nicaragüense de Béisbol Profesional (LNBP) de categoría Doble A, en la cual participan equipos conformados por jugadores profesionales, tanto nacionales como extranjeros, que provienen del sistema de Ligas Menores de los Estados Unidos de América o de las ligas profesionales de República Dominicana, Puerto Rico y Venezuela.

### Boxeo
El boxeo es el segundo deporte popular en Nicaragua. El país ha tenido varios campeones del mundo en distintas categorías de peso reconocidos por los principales organismos boxísticos como la AMB, el CMB, la OMB y la FIB. El deportista nicaragüense más famoso de la historia es el boxeador Alexis Argüello, triple campeón mundial en diferentes categorías, reconocido como una leyenda del boxeo latinoamericano y mundial.

### Fútbol
Recientemente, el fútbol ha ganado cierta masificación, especialmente entre la población más joven. El estadio Stanley Cayasso ha servido como lugar para el béisbol y el fútbol, pero el primer estadio nacional de este deporte en Managua está actualmente en construcción.
En la liga de primera división los equipos con más tradición y arrastre popular son Diriangén FC (Diriamba), Real Estelí FC (Estelí) y CD Walter Ferreti (Managua).
Por primera vez en su historia, la selección nicaragüense de fútbol, tras una victoria 2:0 sobre su similar de Guatemala en la Copa de Naciones de la UNCAF en 2009, clasificó a la Copa de Oro de la CONCACAF que se celebró en Estados Unidos ese mismo año. En la fase de grupos, Nicaragua se enfrentó a las selecciones de México, Panamá y Guadalupe.
Durante el verano del año 2015, Juan Barrera se ha convertido en el primer jugador nicaragüense en firmar por un equipo europeo  Archivado el 31 de marzo de 2019 en Wayback Machine. desde un equipo de la liga local. Ana Cate en 2014 se convirtió en la primera mujer de nacionalidad nicaragüense en jugar profesionalmente en el continente europeo.

### Surf
El surf en Nicaragua está pasando por un momento de auge y aparentemente tiene un horizonte muy a largo plazo. La historia data desde 1970 en una playa llamada "Popoyo", donde la gente que volaba desde Costa Rica podía apreciar la bella playa y sus grandes olas, un reducido grupo local de personas se mostró interesado en visitar la playa y realizar surf en la misma, pero el estado remoto de la playa hacía el acceso a la misma muy difícil y costoso, por lo que la gente usualmente acampaba en la costa de la playa. Luego en los años 1980, a pesar del contexto político por el que pasaba el país, aún había una pequeña afluencia de turistas dispuestos a explorar el país. Personas de renombre como George Greenough y Adrián Cojin, famoso por su aventura en motocicleta desde California hasta Suramérica en 1987.
A inicios de 1990 el ahora llamado INTUR (en ese entonces Ministerio de Turismo) empezó a promover Nicaragua como un gran destino para surfistas en todo el mundo. En 1992 una revista de surf hizo un viaje a Montelimar pero las personas en el viaje terminaron en un bote en la playa Manzanillo, ya que Montelimar no reunía las condiciones climáticas para surf, las olas son apenas de 1 metro.
En 1992 un repentino desastre natural destruyó la costa de Popoyo, un tsunami que causó la muerte de aproximadamente 300 personas. Esto hizo que Popoyo perdiera su atractivo temporalmente, pues la playa y las olas seguían siendo perfectas para el surf. A medido de los años 1990, surfistas provenientes de Managua y también de áreas aledañas a Popoyo. Gradualmente Poypo volvía a atraer extranjeros, fue así como personas provenientes de Costa Rica y Miami, Florida empezaban a comprar terrenos en la costa, ahí surge el campamento de surf en Popoyo en 1999.

### Fútbol americano
El fútbol americano nicaragüense también ha empezado a dar luz en este país. Existen cinco equipos que batallan en diversos campos de la ciudad de Managua. Existe una liga llamada LUFAN (Liga Universitaria de Fútbol Americano Nicaragüense) en la cual participan los Guerreros de Nicaragua, Ave María Knights, Los Lobos de UCC, Jaguares de la UAM, Santos de UNAN y recientemente se está hablando del ingreso de un sexto equipo del American College. Se juega una liga anual que dura de septiembre a diciembre, y se realizan partidos de fogueo y pequeños torneos entre enero y mayo. La liga tiene cobertura periodística por los principales diarios de circulación nacional.